# Liste der Kulturdenkmale in Großschirma

Wappen von Großschirma

In der Liste der Kulturdenkmale in Großschirma sind die Kulturdenkmale der sächsischen Stadt Großschirma verzeichnet, die bis September 2024 vom Landesamt für Denkmalpflege Sachsen erfasst wurden (ohne archäologische Kulturdenkmale). Die Anmerkungen sind zu beachten.
Diese Aufzählung ist eine Teilmenge der Liste der Kulturdenkmale im Landkreis Mittelsachsen.

## Großschirma
| Bild                                    | Bezeichnung | Lage                                | Datierung | Beschreibung | ID       |
| --------------------------------------- | --- | ----------------------------------- | --- | --- | -------- |
| Direkt Bild zu diesem Denkmal hochladen | Münzbachrösche einschließlich zweier Mundlöcher (Einzeldenkmale der Sachgesamtheit 09305135, Am Pappenwerk 1) | (Flurstücke 1142 und 1182) (Karte)  | 1833 | Einzeldenkmale der Sachgesamtheit Grube Churprinz Friedrich August Erbstolln; Bestandteil der oberen Wasserversorgung der Grube Churprinz, bergbaugeschichtlich von Bedeutung, seit 2019 zugehörig zur Pufferzone des UNESCO-Welterbes Montanregion Erzgebirge/Krušnohoří. Die Rösche leitete das Wasser aus dem Oberen Kunstgraben, der im Münzbachtal unterhalb des Fürstenhofs vom Münzbach abzweigte und der Mulde anschließend am linken Muldentalhang in nordöstlicher Richtung folgte, unter dem Höhenrücken hindurch in das Waltersbachtal zum Oberen Churprinzer Kunstgraben (vgl. 08991702), angelegt im 19. Jahrhundert (Anschluss mittels hölzernem Gerinne über den Waltersbach), um die Aufschlagwasserversorgung der Grube Churprinz zu verbessern. Fertigstellung der Münzbachrösche 1833, 1844/45 Abzug von Münzbachwasser bei Langenrinne südlich von Freiberg zur Versorgung der Grube Himmelfahrt, ab 1846 Rückführung/Wiedereinleitung des Münzbachwassers in die Wasserversorgung der Grube Churprinz: Ableitung des Wassers aus den Himmelfahrter Grubenbauen über Stolln in den Roten Graben nach Halsbrücke, von dort Weiterleitung durch eine 1846 neuangelegte Rösche, den ehemaligen Altväter-Kunstgraben am linken Muldentalhang sowie einen ebenfalls 1846 von Christian Friedrich Brendel (sächsischer Maschinendirektor) errichteten Düker – den ersten der bergmännischen Wasserwirtschaft – in den Oberen Kunstgraben. Mundloch am Muldentalhang elliptisch gemauert, mit großen Sandsteinen und Schlussstein eingefasst, zugemauert, Mundloch im Waltersbachtal ebenfalls elliptisch gemauert. 1980 von dem VEB Bergsicherung Schneeberg freigelegt, saniert. | 08991705 |
| Direkt Bild zu diesem Denkmal hochladen | Wohnhaus und Torbogen | Am Hang 12 (Karte)                  | Um 1800 | Landschaftstypisch mit Fachwerk im Obergeschoss, baugeschichtlich von Bedeutung. Erdgeschoss massiv, geglättet, eine Trauf- und eine Giebelseite zweiriegeliges Fachwerk mit Diagonalstreben, Satteldach, Torbogen neu verputzt mit Kämpfer und Schlussstein. | 08991684 |
| Direkt Bild zu diesem Denkmal hochladen | Churprinzer Bergwerkskanal mit Rösche einschließlich Mundloch (Einzeldenkmale der Sachgesamtheit 09305134) | Am Pappenwerk 1 (Karte)             | 1788–1789 (Kunstgraben); 1822–1823 (Rösche) | Einzeldenkmale der Sachgesamtheit Bergwerkskanal; Kunstgraben zur Herbeiführung von Aufschlagwasser für die Grube Churprinz Friedrich August Erbstolln bei Großschirma sowie zum Transport von Erzen aus der Grube zur Halsbrückner Hütte mittels getreidelter Kähne, Churprinzer und Christbescherunger Bergwerkskanal einschließlich ihrer Röschen, einer erhaltenen Schleusenanlage und den Resten zweier Kahnhebehäuser wichtige Zeugnisse der wasserbaulichen Innovations- und Leistungsfähigkeit des sächsischen Erzbergbaus, landschaftsgestaltende technische Denkmale von besonderer bergbaugeschichtlicher Bedeutung und von nationalem Rang, seit 2019 zugehörig zur Kernzone und Pufferzone des UNESCO-Welterbes Montanregion Erzgebirge/Krušnohoří. Kanalteilstück linksseitig der Freiberger Mulde vom Annaer Wäschwehr bis zum Mundloch der Kanalrösche der Grube Churprinz: Teilstück des Bergwerkskanals beginnend oberhalb des Annaer Wäschwehr (08991638), am linksseitigen Muldenufer und parallel zur Mulde verlaufend, unterhalb des Wehres gemauerter Abschlag in die Mulde (Einlauf und Abschlag nach Hochwasser 2002 saniert), Kanalprofil teils mit Trockenmauerwerk befestigt, rechts (zur Mulde hin) Erddamm (ehemals mit Treidelpfad), südlich von Rothenfurth als Hochbauwerk mit Böschungsmauer aus Bruchsteinmauerwerk im Bereich des Muldenprallhanges, dort auch kurze Rösche (zweites Mundloch im Tal des Kleinwaltersdorfer Baches noch original erhalten, rundbogige, in Bruchstein gemauerte Öffnung), obertägiger Kanal weiter durch die Ortslage Großschirma hindurchführend und am Mundloch der Kanalrösche der Grube Churprinz Friedrich August Erbstolln, kurz Churprinz (später Pappenwerk, vgl. 09305135) endend (ab hier verröscht bis zur untertägigen Radstube im Mittelschlächtigen Kunstschacht, dort Beaufschlagung eines Kunstrades), in der Rösche konnten die Erzkähne zugleich über Erzrollen mit Erz aus den Aufbereitungsanlagen der Grube befüllt und von hier aus in Richtung Halsbrücke getreidelt werden. | 09305136 |
| Direkt Bild zu diesem Denkmal hochladen | Zechenteich mit Teichdamm, Striegelhaus und Mundloch, Oberer Churprinzer Kunstgraben einschließlich Aufschlagrösche zur Radstube des Schreiberschachtes, Schreiberschacht mit Radstube und Halde, Kessel-, Maschinen- und Treibehaus des Constantinschachts, Unterer Wächter, Mittelschlächtiger Kunstschacht mit Radstube einschließlich Kunstrad, Kanalrösche des Bergwerkskanals zur Radstube des Mittelschlächtigen Kunstschachtes einschließlich zweier Mundlöcher, Wäschenrösche einschließlich Mundloch, Pulverturm auf kleiner Halde, alle Stütz- und Einfriedungsmauern sowie die Halde des Wittigschachts, die Halde des Jehmlichschachts, das Mundloch des Vulkanus Stolln, das Mundloch des Anna Stolln und das Mundloch des Schwarzer Mittag Stolln (Einzeldenkmale der Sachgesamtheit 09305135) | Am Pappenwerk 1 (Karte)             | 18. Jahrhundert (Schreiberschacht); 18./19. Jahrhundert (Mittelschlächtiger Kunstschacht); um 1800 (Pulverturm); um 1870 (Kessel-, Maschinen- und Treibehaus Constantinschacht) | Einzeldenkmale der Sachgesamtheit Grube Churprinz Friedrich August Erbstolln; Zeugnisse der Grube „Churprinz Friedrich August Erbstolln“, verkürzend „Churprinz“ genannt, von 1707 bis zu ihrer Stilllegung 1900 im Staatsbesitz, nicht nur in Bezug auf Fördermengen, sondern auch in Bezug auf Betriebsgröße und baulich-maschinelle Ausstattung eine der wichtigsten Gruben des Freiberger Reviers, umfangreich erhaltenes Ensemble an bergbaulichen Anlagen von besonderer bergbau- und technikgeschichtlicher Bedeutung, einzelne Bestandteile auch singulär, Ensemble zudem von orts- und landschaftsbildprägender Wirkung, seit 2019 zugehörig zur Kernzone und Pufferzone des UNESCO-Welterbes Montanregion Erzgebirge/Krušnohoří | 08991702 |
| Direkt Bild zu diesem Denkmal hochladen | Sachgesamtheitsbestandteil der Sachgesamtheit Bergwerkskanal, bestehend aus den Churprinzer und Christbescherunger Bergwerkskanälen einschließlich aller Röschen, Mundlöcher, Abschläge, einer Schleusenanlage, zwei Kahnhebehäusern und einem Wehr in den Gemeinden Halsbrücke und Großschirma | Am Pappenwerk 1 (Karte)             | 1788–1789 | Mit folgenden Einzeldenkmalen in der Gemeinde Großschirma: - Bergwerkskanal, Schleusenanlage und Wehr mit zugehöriger Uferbefestigung (siehe 08991638) - Bergwerkskanal mit Rösche einschließlich Mundloch (siehe 09305136) - Bergwerkskanal einschließlich Rösche und Kanalbrücke (siehe 09306315) - Bergwerkskanal einschließlich Rösche, Kahnhebehaus sowie Mundloch der Abzugsrösche eines Wasserhebehauses (siehe 08991671) Kunstgrabensystem zur Herbeiführung von Aufschlagwasser für die Gruben Churprinz Friedrich August Erbstolln bei Großschirma und Christbescherung Erbstolln bei Großvoigtsberg sowie zum Transport von Erzen aus beiden Gruben zur Halsbrückner Hütte mittels getreidelter Kähne, Bergwerkskanäle einschließlich ihrer Röschen, einer erhaltenen Schleusenanlage, den Resten zweier Kahnhebehäuser sowie eines Wasserhebehauses wichtige Zeugnisse der wasserbaulichen Innovations- und Leistungsfähigkeit des sächsischen Erzbergbaus, landschaftsgestaltende technische Denkmale von besonderer bergbaugeschichtlicher Bedeutung und von nationalem Rang, seit 2019 zugehörig zur Kernzone und Pufferzone des UNESCO-Welterbes Montanregion Erzgebirge/Krušnohoří. | 09305134 |
| Direkt Bild zu diesem Denkmal hochladen | Grube Churprinz Friedrich August Erbstolln (Sachgesamtheit) | Am Pappenwerk 1 (Karte)             | 18./19. Jahrhundert | Sachgesamtheit Grube Churprinz Friedrich August Erbstolln, bestehend aus Gruben- und Tagegebäuden, wasserbaulichen Anlagen sowie Halden mit folgenden Einzeldenkmalen: Huthaus, Bergschmiede und Nebengebäude (siehe 08991701, Am Pappenwerk 3), Beamtenwohnhaus (siehe 08991700, Am Pappenwerk 2), Zechenteich mit Teichdamm, Striegelhaus und Mundloch, Oberer Churprinzer Kunstgraben einschließlich Aufschlagrösche zur Radstube des Schreiberschachtes, Schreiberschacht mit Radstube und Halde, Kessel-, Maschinen- und Treibehaus des Constantinschachts, Unterer Wächter, Mittelschlächtiger Kunstschacht mit Radstube einschließlich Kunstrad, Kanalrösche des Bergwerkskanals zur Radstube des Mittelschlächtigen Kunstschachtes einschließlich zweier Mundlöcher, Wäschenrösche einschließlich Mundloch, Pulverturm auf kleiner Halde, alle Stütz- und Einfriedungsmauern sowie die Halde des Wittigschachts, die Halde des Jehmlichschachts, das Mundloch des Vulkanus Stolln, das Mundloch des Anna Stolln und das Mundloch des Schwarzer Mittag Stolln (siehe 08991702, Am Pappenwerk 1), Münzbachrösche einschließlich zweier Mundlöcher (siehe 08991705); Zeugnisse der Grube „Churprinz Friedrich August Erbstolln“, verkürzend „Churprinz“ genannt, von 1707 bis zu ihrer Stilllegung 1900 im Staatsbesitz, nicht nur in Bezug auf Fördermengen, sondern auch in Bezug auf Betriebsgröße und baulich-maschinelle Ausstattung eine der wichtigsten Gruben des Freiberger Reviers, umfangreich erhaltenes Ensemble an bergbaulichen Anlagen von besonderer bergbau- und technikgeschichtlicher Bedeutung, einzelne Bestandteile auch singulär, Ensemble zudem von orts- und landschaftsbildprägender Wirkung, seit 2019 zugehörig zur Kernzone und Pufferzone des UNESCO-Welterbes Montanregion Erzgebirge/Krušnohoří. 1707 erwarb August der Starke eine bei Großschirma gelegene kleine Eigenlöhnergrube, Benennung nach seinem Sohn Friedrich August, Grubenbetrieb bis zur Stilllegung 1900 bzw. erneut 1968 staatlich, zeitweilig eine der leistungsfähigsten und modernsten Gruben des Freiberger Reviers. Schächte: Schreiberschacht (Hauptförderschacht), Constantinschacht, zwei Kunstschächte, Ferdinandschacht (vgl. 08991642), zahlreiche Wasserräder zur Erzförderung (Wassergöpel) sowie zur Wasserhebung (Kunstgezeuge), ein Pferdegöpel zur Erzförderung, eine Schwamkrug-Turbine zur Wasserhaltung, später Dampfförder- und Wasserhaltungsmaschinen sowie zugehörige Förder- und Wasserhebetechnik in den Haupt- und Kunstschächten eingesetzt, im ersten Drittel des 19. Jahrhunderts Beschäftigung von ca. 650 Bergleuten. | 09305135 |
| Direkt Bild zu diesem Denkmal hochladen | Beamtenwohnhaus, ehemaliges Oberes Pochwerk (Einzeldenkmal der Sachgesamtheit 09305135) | Am Pappenwerk 2 (Karte)             | 1818/1819 | Einzeldenkmal der Sachgesamtheit Grube Churprinz Friedrich August Erbstolln; Putzbau mit verbrettertem Drempel, bergbau- und ortsgeschichtlich von Bedeutung, seit 2019 zugehörig zur Kernzone des UNESCO-Welterbes Montanregion Erzgebirge/Krušnohoří. Ehemals das oberste von einst drei Pochwerken der Grube Churprinz, später Wohnhaus des Grubenverwalters, zweigeschossiger Putzbau, Segmentbogenfenster, verbretterter Drempel, flaches Satteldach, Inschrifttafel („Im Regierungs Jubeljahre des Koenigs FRIEDRICH AUGUST gegründet im Jahre darauf vollendet“). | 08991700 |
| Direkt Bild zu diesem Denkmal hochladen | Huthaus, Bergschmiede und Nebengebäude (Einzeldenkmale der Sachgesamtheit 09305135) | Am Pappenwerk 3 (Karte)             | Im Kern um 1710 (Huthaus); Anfang 17. Jahrhundert (Bergschmiede) | Einzeldenkmale der Sachgesamtheit Grube Churprinz Friedrich August Erbstolln; Huthaus stattlicher Baukörper mit Fachwerk-Obergeschoss und Dachreiter, sachsenweit eines der am repräsentativsten gestalteten Huthäuser, bergbau- und baugeschichtlich von Bedeutung, seit 2019 zugehörig zur Kernzone des UNESCO-Welterbes Montanregion Erzgebirge/Krušnohoří. - Huthaus: Erdgeschoss-Mauerwerk um 1710, Umbau/ggf. auch Erweiterung 1747, 1820 Dachreiter mit Glocke und Uhr, Erdgeschoss massiv, Sandsteingewände, Eingang mit Segmentbogen und Schlussstein, originale zweiflügelige Haustür, Obergeschoss zweiriegeliges Fachwerk, aufgebrettert, darunter ursprüngliche Konstruktion noch vorhanden, Krüppelwalmdach, Fledermausgaupen in zwei Geschossen an der Vorderseite, Biberschwanzdeckung, Dachreiter mit Uhr und offenem Glockenstuhl mit Haube, innen noch die historische Raumaufteilung (in der Nordhälfte des Erdgeschosses lag die Betstube) und originale Türen - Bergschmiede: Funktion heute eigentlich nicht mehr erkennbar, eingeschossiger Natursteinbau, verputzt, zum Teil alte Fenster, Giebel verbrettert, Satteldach, zwei Fledermausgaupen - Nebengebäude (ehemaliges Zimmerhaus): eingeschossig, massiv, zentrales Tor, Giebelfeld Fachwerk, Krüppelwalmdach, zwei Fledermausgaupen | 08991701 |
| Direkt Bild zu diesem Denkmal hochladen | Villa | Am Pappenwerk 4 (Karte)             | 1920er Jahre | Zeittypischer Putzbau mit Walmdach, ortsgeschichtlich und baugeschichtlich von Bedeutung, seit 2019 zugehörig zur Kernzone des UNESCO-Welterbes Montanregion Erzgebirge/Krušnohoří, mit zeittypischen Fenstern | 08991704 |
| Direkt Bild zu diesem Denkmal hochladen | Wohnhaus (mit Anbau) | Eschenweg 3 (Karte)                 | Nach 1800 | Landschaftstypisch mit Fachwerk-Obergeschoss, baugeschichtlich von Bedeutung. Hakengrundriss, Erdgeschoss massiv, geglättet, Obergeschoss zweiriegeliges Fachwerk mit Diagonalstreben, eine Giebelseite verkleidet, Satteldach, rückwärtiger Anbau mit Scheunentor. | 08991737 |
| Direkt Bild zu diesem Denkmal hochladen | Wohnhaus | Eschenweg 22 (Karte)                | Anfang 19. Jahrhundert | Einfaches Beispiel eines ländlichen Wohnhauses mit verputztem Fachwerk-Obergeschoss, baugeschichtlich von Bedeutung. Erdgeschoss massiv, Eingang mit Segmentbogen, Obergeschoss mit ursprünglicher Fenstergröße, Giebel verbrettert, Satteldach, Haus insgesamt mit 1950er-Jahre-Putz überzogen. | 08991714 |
| Weitere Bilder                          | Kirche mit Ausstattung, Kirchhof mit Einfriedungsmauer und Kirchhofstor, zwei Grabmale und Soldatengrab für drei Gefallene des Zweiten Weltkrieges | Hauptstraße (Karte)                 | Um 1200 (Kirchturm); 15. Jahrhundert (Chor der Kirche); 16. Jahrhundert (Kirchsaal); nach 1945 (Soldatengrab)                                                                   | Saalkirche mit mächtigem, spätromanischem Wehrturm, imposante wehrhafte Einfriedungsmauer, bau- und ortsgeschichtlich von Bedeutung. - Kirche: verputzter Bruchsteinbau mit eingezogenem dreiseitigem Chor mit Strebepfeilern, Kirchenschiff und Chor mit Biberschwanzdeckung, Fledermausgaupen, Turm mit spitzem Dachreiter, verschiefert - Grabmale - Grabmal für Franz Louis u. Christiane Charlotte Köhler: Eichenbaumstumpf mit vereinzelten Blättern (Sandstein), zwei erneuerte Kartuschen „Hier ruht in Gott unsere gute Gattin und Mutter. Frau C. C. K. geb. Eulick, Mühlengutsauszüglerin, geb. 1819 gest. 1884, F.L. K. geb. 1823, gest. 1888“ - Grabmal mit Christusfigur: Ädikula mit Christusfigur - Soldatengrab: Uffz. Kurt Weigelt, geb. 23.7.1915, gest. 3.12.1940, ObFldw. Erwin Wittig, geb. 28.6.1914, gest. 18.9.1943, Uffz. Rudi Gohles, geb. 12.2.1916, gest. 7.5.1945 in Großschirma - den ganzen Kirchhof umschließende Einfriedungsmauer: aus Bruchstein, wehrhafter Charakter, im südlichen Bereich mit Stützpfeilern | 08991717 |
| Direkt Bild zu diesem Denkmal hochladen | Bergwerkskanal einschließlich Rösche und Kanalbrücke (Einzeldenkmale der Sachgesamtheit 09305134, Am Pappenwerk 1) | Hauptstraße (Karte)                 | 1790–1792 | Einzeldenkmale der Sachgesamtheit Bergwerkskanal; Kunstgraben zur Herbeiführung von Aufschlagwasser für die Grube Christbescherung Erbstolln bei Großvoigtsberg sowie zum Transport von Erzen aus der Grube zur Halsbrückner Hütte mittels getreidelter Kähne, Christbescherunger und Churprinzer Bergwerkskanal einschließlich ihrer Röschen, einer erhaltenen Schleusenanlage und den Resten zweier Kahnhebehäuser wichtige Zeugnisse der wasserbaulichen Innovations- und Leistungsfähigkeit des sächsischen Erzbergbaus, landschaftsgestaltende technische Denkmale von besonderer bergbaugeschichtlicher Bedeutung und von nationalem Rang, seit 2019 zugehörig zur Kernzone des UNESCO-Welterbes Montanregion Erzgebirge/Krušnohoří. Kanalteilstück linksseitig der Freiberger Mulde von der Grube Churprinz bis zur Gemarkungsgrenze Großschirma/Großvoigtsberg: erstes Stück (ca. 550 m) zu DDR-Zeiten zum überwiegenden Teil in Betonrohren unter die Erde verlegt – Kanal seit der Umnutzung der Aufbereitungsanlagen der Grube Churprinz Friedrich August Erbstolln, kurz Churprinz (vgl. 09305135) für die Pappenfabrikation nur noch zur Ableitung von Produktionsabwässern dienend, oberirdischer Kanalverlauf beginnt an einer kleinen Brücke (Schlussstein bezeichnet mit 1890), ursprüngliche Breite weiterhin im Gelände ablesbar, aber wesentlich geringerer Wasserdurchfluss, linksseitig (möglicherweise bei Flurstück 1398) Einmündung der Abzugsrösche von den tieferen Kunsträdern der Grube Churprinz, anschließend weiterer Kanalverlauf in nordwestlicher Richtung zum Muldenufer, nachfolgend Kanalführung parallel zur Mulde, rechtsseitiger Erddamm (ehemals mit Treidelpfad) weiterhin erkennbar (an den Prallhängen der Mulde auf der Luftseite mit Stützmauern aus Bruchsteinmauerwerk befestigt), nachfolgend auf wenigen Metern verröscht (vor dem Mundloch des Friedrich Erbstolln), dann wieder durch Erddamm von der Mulde getrennt weiterführend, unmittelbar nördlich des ehemaligen Huthauses des 2. Lichtlochs vom Treue Sachsen Stolln vorbei und über eine Kanalbrücke über den Höllbach (Bruchsteinbogenbrücke) bis zur Gemarkungsgrenze nach Großvoigtsberg, weiterer Verlauf siehe 08991671. | 09306315 |
| Direkt Bild zu diesem Denkmal hochladen | Gasthof mit Saal | Hauptstraße 5 (Karte)               | Ende 19. Jahrhundert (Gasthof); um 1900 (Saal) | Besonders durch die Rundbogenfenster des Saales und die exponierte Lage bildprägend sowie ortshistorisch von Bedeutung, seit 2019 zugehörig zur Pufferzone des UNESCO-Welterbes Montanregion Erzgebirge/Krušnohoří. Älterer Bauteil: massives Erdgeschoss, Obergeschoss zum Teil Fachwerk, verkleidet, Krüppelwalmdach. Saalanbau mit hohen Rundbogenfenstern mit Backstein im Obergeschoss, Fenster mit Sprossung, seitliche Fenster mit profilierter Verdachung, Giebelfeld mit Zwillingsrundbogen mit Verdachung und Oculi, Krüppelwalmdach mit Dachüberstand. | 08991741 |
| Direkt Bild zu diesem Denkmal hochladen | Wohnhaus | Hauptstraße 7 (Karte)               | Um 1800 | Landschaftstypisch mit Fachwerk-Obergeschoss, baugeschichtlich von Bedeutung, seit 2019 zugehörig zur Pufferzone des UNESCO-Welterbes Montanregion Erzgebirge/Krušnohoří. Erdgeschoss massiv, Obergeschoss Fachwerk verkleidet, ein liegendes Fenster, Satteldach, Schieferdeckung, eine Giebelseite massiv. | 08991736 |
| Weitere Bilder                          | Zwei Torpfeiler der historischen Grubenanlage Churprinz | Hauptstraße 7 (gegenüber) (Karte)   | Anfang 20. Jahrhundert | Ortshistorische und bergbaugeschichtliche Bedeutung, seit 2019 zugehörig zur Kernzone des UNESCO-Welterbes Montanregion Erzgebirge/Krušnohoří. Pfeiler aus Natursteinen mit abschließender Kämpferplatte sowie anschließende Mauerabschnitte, Rekonstruktion an leicht verschobenem Standort. | 08991735 |
| Direkt Bild zu diesem Denkmal hochladen | Wohnhaus | Hauptstraße 9 (Karte)               | Um 1800 | Kleines ländliches Wohnhaus mit regionaltypischem Fachwerk-Obergeschoss, baugeschichtlich von Bedeutung. Erdgeschoss massiv, Obergeschoss einriegeliges Fachwerk mit Diagonalstreben, Giebelseite verbrettert, Satteldach. | 08991734 |
| Weitere Bilder                          | Rittergut Großschirma (Sachgesamtheit) | Hauptstraße 12, 14, 16, 18 (Karte)  | Anfang 19. Jahrhundert | Sachgesamtheit Rittergut Großschirma mit folgenden Einzeldenkmalen: Herrenhaus (Nr. 12), westliches Wohn- und Wirtschaftsgebäude mit südlichem Treppenturm (Nr. 14, südlicher Teil eventuell ehemaliges Gutsverwalterhaus) und nördliche Scheune (Nr. 18) (siehe 08991732) sowie die beiden östlichen Wirtschaftsgebäude (Nr. 16) und der Wirtschaftshof als Sachgesamtheitsteile; in ihrer Struktur erhaltene große Hofanlage, denkmalwürdig trotz baulicher Veränderungen wegen der ortshistorischen Bedeutung, seit 2019 zugehörig zur Pufferzone des UNESCO-Welterbes Montanregion Erzgebirge/Krušnohoří. - Wirtschaftsgebäude Nummer 16, bestehend aus zwei Teilen: vorderer Teil Wohnhaus (verändert), hinterer Teil Stall mit Sandsteingewänden, Satteldach, Fledermausgaupen, eine Bergegaupe, anschließend massives Nebengebäude, Satteldach, Biberschwanzdeckung, stark verändert (Betongewände), ruinös | 08991733 |
| Weitere Bilder                          | Herrenhaus (Nr. 12), westliches Wohn- und Wirtschaftsgebäude mit südlichem Treppenturm (Nr. 14, südlicher Teil eventuell ehemaliges Gutsverwalterhaus) und nördliche Scheune (Nr. 18) des Rittergutes (Einzeldenkmale der Sachgesamtheit 08991733) | Hauptstraße 12, 14, 18 (Karte)      | Um 1870 (Herrenhaus); 18. Jahrhundert (Gutsverwalterhaus) | In ihrer Struktur erhaltene Hofanlage, baugeschichtlich, ortsgeschichtlich und ortsbildprägend von Bedeutung, seit 2019 zugehörig zur Pufferzone des UNESCO-Welterbes Montanregion Erzgebirge/Krušnohoří. - Herrenhaus Nummer 12: zweigeschossiger Putzbau mit Putzspiegeln, Ecklisenen, Krüppelwalmdach, Biberschwanzdeckung, später je eine breite Schleppgaupe - Wohn- und Wirtschaftsgebäude Nummer 14: zweigeschossig, massiv, zum Teil noch Sandsteingewände, seitlich runder Turm mit Helmdach, Biberschwanzdeckung, vorderer Teil (Wohnhaus) mit Walmdach, Biberschwanzdeckung, Fledermausgaupen, anschließender Stallteil außen mit Stützpfeilern, bis ins Dach ragende Bergegaupen, Krüppelwalmdach, Biberschwanzdeckung - Scheune Nummer 18: anderthalbgeschossig, massiv, Scheunentor, Satteldach, an einer Seite abgewalmt, eine Giebelseite insgesamt verbrettert | 08991732 |
| Direkt Bild zu diesem Denkmal hochladen | Wohnhaus | Hauptstraße 23 (Karte)              | Kern 18. Jahrhundert | Regionaltypisches Fachwerkhaus, baugeschichtlich von Bedeutung. Erdgeschoss massiv und beide Giebelseiten, Obergeschoss Traufseiten einriegeliges Fachwerk mit Eckstreben, beide Giebel Fachwerk, einer verbrettert, einer verkleidet, Satteldach. | 08991724 |
| Direkt Bild zu diesem Denkmal hochladen | Ehemalige Schule | Hauptstraße 29 (Karte)              | Mitte 19. Jahrhundert | Stattliche Kubatur in straßenbildprägender Lage, ortsgeschichtlich von Bedeutung. Erdgeschoss massiv, an den Giebelseiten große Fenster mit Sprossung, alte zweiflügelige Tür, Obergeschoss zum Teil verkleidet, bzw. verputzt, Krüppelwalmdach, Schieferdeckung. | 08991703 |
| Direkt Bild zu diesem Denkmal hochladen | Ehemaliges Wohnstallhaus | Hauptstraße 32 (Karte)              | Nach 1800 | Regionaltypisches Fachwerkhaus, baugeschichtlich von Bedeutung. Hakengrundriss, Erdgeschoss massiv, Obergeschoss zweiriegeliges Fachwerk, Giebelseite auf das vorhandene Fachwerk aufgebrettert, Traufseite verbrettert, Satteldach, zum Teil Schieferdeckung. | 08991730 |
| Direkt Bild zu diesem Denkmal hochladen | Häuslerhaus | Hauptstraße 35 (Karte)              | 1. Hälfte 19. Jahrhundert | Landschaftstypisches kleines Fachwerkhaus mit intaktem Obergeschoss, baugeschichtlich von Bedeutung. Erdgeschoss massiv, verschiedene Vorbauten, Obergeschoss zweiriegeliges Fachwerk mit Eckstreben, zum Teil Fenster zugesetzt, eine Traufseite verkleidet sowie rückwärtige Giebelseite, Satteldach, zum Teil alte Fenster. | 08991713 |
| Direkt Bild zu diesem Denkmal hochladen | Wohnhaus | Hauptstraße 36 (Karte)              | 1. Hälfte 19. Jahrhundert | Landschaftstypisches Fachwerkhaus, baugeschichtlich von Bedeutung. Erdgeschoss massiv, verändert, Obergeschoss einriegeliges Fachwerk mit Diagonalstreben, Fenster mit Sprossung erneuert, Giebel verbrettert, Satteldach, breite Schleppgaupe, rückwärtig verschiedene Anbauten. Das Wohnhaus befindet sich an der nördlichen Seite der Hauptstraße, nahezu mittig zwischen dem östlich liegenden Rittergut und dem westlich gelegenen Kirchhof. Es wurde im 1. Drittel des 19. Jahrhunderts vermutlich von Bergarbeitern oder Handwerkern errichtet, die sich durch eine eigene kleine Landwirtschaft ernährten. Auf einem massiven Erdgeschoss erhebt sich der Fachwerkoberstock, dessen Konstruktion einriegelig mit dünnem Mittellängsverband mit Kreuzstrebegefüge ausgeführt wurde. Während an der östlichen Giebelseite das Fachwerk im Oberstock sichtbar geblieben ist, wurde es an der westlichen Giebelseite und der Abseite mit Schiefer verkleidet. Traufseitig ist die Fassade im Oberstock durch sechs Achsen, giebelseitig durch zwei Achsen gegliedert. An der Rückseite des Gebäudes wurde vermutlich bereits in den 1980er Jahren eine Veränderung in der Fachwerkkonstruktion durch einseitiges Abschleppen des Dachs und dem Anbau einer verglasten Veranda vorgenommen. Das Haus schließt mit einem Satteldach ab, das mit anthrazitfarbenen Falzziegeln gedeckt ist und auf beiden Seiten eine breite Schleppgaupe aufweist. Auch wenn im Inneren Modernisierungsmaßnahmen stattgefunden haben, ist das konstruktive Gesamtgefüge erhalten geblieben. Das Wohnhaus dokumentiert in seinem Bestand eine traditionelle Bauweise, die die ländliche Entwicklung aus der Zeit des 1. Drittels des 19. Jahrhunderts exemplarisch aufzeigt und zudem von den Arbeits- und Lebensbedingungen der Zeit zeugt. Die Denkmaleigenschaft ergibt sich damit vor allem aus seinem baugeschichtlichen Zeugniswert. Weiterhin prägt es das historische Ortsbild entlang der heutigen Hauptstraße, die in westöstlicher Richtung den Ort quert. Noch heute dokumentieren viele Bauernhöfe in Fachwerkbauweise oder einzelnstehende Fachwerkbauten wie Bergarbeiter-, Handwerker-, oder Häuslerhäuser das historische Ortsbild von Großschirma. Dazu trägt auch das leicht erhöht liegende Wohnhaus bei. | 08991728 |
|                                         | Häuslerhaus | Hauptstraße 40 (Karte)              | Bezeichnet mit 1826 | Landschaftstypisches Fachwerkhaus, baugeschichtlich von Bedeutung. Erdgeschoss massiv, Sandsteingewände, Eingang mit Segmentbogen und Schlussstein, Obergeschoss zweiriegeliges Fachwerk mit Diagonalstreben, Satteldach, im Giebel zwei alte Fenster. | 08991727 |
| Direkt Bild zu diesem Denkmal hochladen | Wohnhaus eines Bauernhofes | Hauptstraße 42 (Karte)              | Um 1800 | Regionaltypischer Fachwerkbau, weitgehend intakte Holzkonstruktion, baugeschichtlich von Bedeutung. Erdgeschoss massiv, Obergeschoss zweiriegeliges Fachwerk überwiegend verkleidet, eine Traufseite im hinteren Bereich massiv, Giebel verbrettert, Satteldach, Schieferdeckung. | 08991726 |
| Direkt Bild zu diesem Denkmal hochladen | Wohnstallhaus | Hauptstraße 43 (Karte)              | Um 1830 | Mit regionaltypischer intakter Fachwerk-Konstruktion im Obergeschoss, baugeschichtlich von Bedeutung. Erdgeschoss massiv, geglättet, Obergeschoss zweiriegeliges Fachwerk mit Diagonalstreben, Krüppelwalmdach. | 08991690 |
| Direkt Bild zu diesem Denkmal hochladen | Wohnstallhaus (Nr. 46) und Scheune (Nr. 44) eines ehemaligen Vierseithofes | Hauptstraße 44, 46 (Karte)          | Ende 19. Jahrhundert | Spätes Beispiel einer Hofanlage, durch Hanglage bildprägend, bau- und wirtschaftsgeschichtlich von Bedeutung. - Wohnstallhaus: zweigeschossig, massiv, angeputzte Gewände, Kastenfenster, Putzbänder und profilierte Traufe, Satteldach - Scheune: Erdgeschoss massiv, verändert, Obergeschoss Fachwerk, Giebelseite verbrettert, Satteldach | 08991725 |
| Direkt Bild zu diesem Denkmal hochladen | Wohnhaus | Hauptstraße 45 (Karte)              | Um 1900 | Putzbau mit Gliederungselementen und Anklängen an Schweizer Stil, weitgehend im ursprünglichen Aussehen wiederhergestellt, baugeschichtlich von Bedeutung. Natursteinsockelgeschoss mit Sandsteingewänden, eingeschossig, genutete Eckquaderung, Brüstungsspiegel und Fensterbekrönungen, traufseitiges Mittelfenster mit Dreiecksverdachung auf Konsolen, Drempelzone mit Medaillons, zum Teil figürlich, seitlich originaler hölzerner Eingangsvorbau, Satteldach mit Überstand, Schieferdeckung, drei kleine liegende Dachfenster. | 08991689 |
| Direkt Bild zu diesem Denkmal hochladen | Pfarrhof mit Pfarrhaus, Seitengebäude und ehemaligem Substitutenhaus sowie Pfarrgarten | Hauptstraße 50 (Karte)              | 1566 (Pfarrhaus); 1590 (Substitutenhaus); 1665 (Seitengebäude) | Imposante Hofanlage, Fachwerkgebäude zum Teil mit sehr alter Konstruktion (Andreaskreuze), bau-, heimat- und ortsgeschichtlich von Bedeutung. - Pfarrhaus: Erdgeschoss massiv, Stall mit Gewölbe, Obergeschoss Fachwerk verbrettert, vermutlich etwas gedämmt, alte zweiflügelige Haustür mit Oberlicht, Fenster mit Sprossung erneuert, Satteldach, rötlicher Schiefer - anschließendes Seitengebäude: Erdgeschoss massiv, zum Teil ursprünglich wohl geöffnet, Obergeschoss Fachwerk, zum Teil mit Andreaskreuzen und Kopfstreben, gekehlte Schwelle vermutlich erneuert, zum Teil alte Kreuzstockfenster, Satteldach, rötlicher Schiefer - ehemaliges Substitutenhaus (an der Straße): Erdgeschoss massiv, mit rundbogiger Durchfahrt, Obergeschoss zweiriegeliges Fachwerk mit Diagonalstreben, Giebelseite massiv, Satteldach, Schieferdeckung | 08991719 |
| Direkt Bild zu diesem Denkmal hochladen | Schule | Hauptstraße 56 (Karte)              | 1897 | Putzbau in zeittypischer Kubatur, Bestandteil des Ortszentrums mit Kirche und Gasthof, bau- und ortsgeschichtlich von Bedeutung. Natursteinsockelgeschoss, zweigeschossig mit dreiachsigem und übergiebeltem Mittelrisalit, Eingang mit hohem Oberlicht und gerader Verdachung, an den Giebelseiten großformatige Fenster, kräftig profilierte Traufe, Mittelrisalit mit dreieckigem Abschluss, seitliche spätere Dachausbauten, Satteldach. | 08991712 |
| Direkt Bild zu diesem Denkmal hochladen | Häuslerhaus | Hauptstraße 59 (Karte)              | Um 1800 | Landschaftstypisch mit Fachwerk-Obergeschoss, bau- und heimatgeschichtlich von Bedeutung. Erdgeschoss massiv, Fenster zum Teil mit Sprossung, Obergeschoss verbrettert, Fenster mit Zierrahmung, rückwärtige Giebelseite verputzt, Satteldach. Hölzerne Wasserpumpe: Abbruch. | 08991686 |
| Direkt Bild zu diesem Denkmal hochladen | Gasthof und Seitengebäude (mit Kumthalle) | Hauptstraße 60 (Karte)              | Um 1800 | In ihrem Aussehen ursprüngliche Gebäude mit intaktem Fachwerk, bau- und ortsgeschichtlich von Bedeutung. - Gasthof, älterer Teil: Erdgeschoss massiv, Sandsteingewände, Eingang mit Segmentbogen und Schlussstein, zweiflügelige originale Tür, Obergeschoss zweiriegeliges Fachwerk mit Diagonalstreben, Fenster mit Sprossung erneuert, Satteldach, zweigeschossiger dreiachsiger massiver Anbau, Satteldach, vor dem Eingang befestigtes Podest mit Lattenzaun, davor ehemals zwei Linden - Stall: zweigeschossig, massiv, zweibogige Kumthalle, Bergetüren, Satteldach | 08991711 |
| Direkt Bild zu diesem Denkmal hochladen | Östliches Seitengebäude | Hauptstraße 65 (Karte)              | 1. Hälfte 19. Jahrhundert | Regionaltypisches landwirtschaftliches Gebäude mit Fachwerk-Obergeschoss, baugeschichtlich von Bedeutung. Erdgeschoss massiv, verändert, Obergeschoss Fachwerk verbrettert, alte Fenster, Satteldach. | 08991819 |
| Direkt Bild zu diesem Denkmal hochladen | Südliches Seitengebäude und westliche Scheune eines Dreiseithofes | Hauptstraße 71 (Karte)              | Um 1840 (Seitengebäude); 2. Hälfte 19. Jahrhundert (Scheune) | Regionaltypische landwirtschaftliche Gebäude mit Fachwerk eines in der Struktur erhaltenen Dreiseithofes, baugeschichtlich von Bedeutung, straßenbildprägend durch Hanglage. - Stall: Erdgeschoss massiv, Segmentbogentore, Obergeschoss Fachwerk verbrettert, Fenster mit Sprossung, Krüppelwalmdach - Scheune: überwiegend Holzkonstruktion, verbrettert, Krüppelwalmdach | 08991680 |
| Direkt Bild zu diesem Denkmal hochladen | Häuslerhaus | Hauptstraße 78 (Karte)              | Um 1800 | Weitgehend im ursprünglichen Aussehen erhalten, straßenbildprägend. Erdgeschoss massiv, hölzerner Türstock, Obergeschoss zweiriegeliges Fachwerk mit Diagonalstreben, eine Giebelseite verputzt, Satteldach. | 08991687 |
| Direkt Bild zu diesem Denkmal hochladen | Wohnhaus | Hauptstraße 80 (Karte)              | Bezeichnet mit 1840 | Obergeschoss Fachwerk, baugeschichtlich von Bedeutung. Erdgeschoss massiv, Obergeschoss zweiriegeliges Fachwerk mit Diagonalstreben, Giebelseiten verbrettert, Krüppelwalmdach. | 08991688 |
| Direkt Bild zu diesem Denkmal hochladen | Seitengebäude, Scheune und Bergkeller eines Dreiseithofes | Hauptstraße 81 (Karte)              | Mitte 19. Jahrhundert | Landschaftstypische bäuerliche Wirtschaftsgebäude mit Fachwerk, bau- und wirtschaftsgeschichtlich von Bedeutung. - Stall: Erdgeschoss massiv, geglättet, ein Tor mit Segmentbogen, Obergeschoss verbrettert, Bergetür, Fenster mit Sprossung, Satteldach - Scheune: überwiegend Holzkonstruktion, verbrettert, Satteldach - Bergkeller: unterhalb des Wohnhauses, Ziegelmauerwerk | 08991679 |
| Direkt Bild zu diesem Denkmal hochladen | Hoffassade und Dachstuhl eines Wohnstallhauses (Nr. 96) und Scheune (Nr. 100) eines Vierseithofes | Hauptstraße 96, 100 (Karte)         | Bezeichnet mit 1690 (Schwelle); um 1900 (Scheune) | Wohnstallhaus mit sehr alter Fachwerk-Konstruktion mit geschweiften Andreaskreuzen, bauhistorisch wertvoll. - Wohnstallhaus: insgesamt zu sehr verändert, aber Hofseite mit altem Fachwerk-Obergeschoss, Schwelle mit Libellenmotiv, aufgeblattete Kopfbänder, sehr alter steiler Dachstuhl - Scheune: Erdgeschoss massiv, Segmentbogentore, Obergeschoss verbrettert, zum Teil Fenster mit Sprossung, Satteldach | 08991682 |
| Direkt Bild zu diesem Denkmal hochladen | Wohnstallhaus und Stallgebäude eines ehemaligen Dreiseithofes | Hauptstraße 125 (Karte)             | 2. Hälfte 19. Jahrhundert | Stattliches Bauernhaus mit regionaltypischem Fachwerk-Obergeschoss, bau- und heimatgeschichtlich von Bedeutung. - Wohnstallhaus: Erdgeschoss massiv, Obergeschoss Fachwerk, zweiriegelig mit Eckstreben, ursprüngliche Fenstergröße, zwei Seiten verbrettert, eine Giebelseite verschiefert, einige Fenster mit originaler Sprossung, Fenster mit Zierrahmung, Satteldach, Schieferdeckung - Stall: zweigeschossig, massiv, Erdgeschoss verändert, Segmentbogen und zweibogige Kumthalle zugesetzt (noch ablesbar), Obergeschoss zwei Bergetüren und zwei Fenster mit Segmentbogen, alte Fenster, Traufe mit Ornamentfries, Satteldach | 08991721 |
|                                         | Denkmal für die Gefallenen des Ersten Weltkrieges | Hauptstraße 130 (unterhalb) (Karte) | Nach 1918 | Ortshistorische Bedeutung. Ca. 2,50 m hohe Sandsteinstele mit Spitzbogenabschluss und Relief des Eisernen Kreuzes, Inschrift „Unseren im Weltkrieg gefallenen Helden / 1914–1918“, an den Seiten Namensauflistung, unter der Schrift zusätzlich Tafel für Opfer des Zweiten Weltkrieges ergänzt, Zugang unterteilt durch Stufen und Pfeilerpaar, im vorderen Teil Natursteinplatten. | 08991678 |
| Direkt Bild zu diesem Denkmal hochladen | Wohnstallhaus und Scheune eines Dreiseithofes | Hauptstraße 154 (Karte)             | Um 1880 (Wohnstallhaus); um 1900 (Scheune) | Landschaftstypische landwirtschaftliche Gebäude mit Fachwerk, bau- und heimatgeschichtlich von Bedeutung. - Wohnstallhaus: Erdgeschoss massiv, verändert, Doppelfenster, Obergeschoss zweiriegeliges Fachwerk mit Diagonalstreben, Giebelseite verkleidet, Satteldach, Schieferdeckung - Scheune: weitgehend Holzkonstruktion, verbrettert, Satteldach | 08991676 |
|                                         | Gemeindeamt mit Einfriedung | Hauptstraße 156 (Karte)             | 1920er Jahre | Zeittypischer Putzbau mit Walmdach, straßenbildprägend, ortsgeschichtlich von Bedeutung. - Gemeindeamt: rustizierter Natursteinsockel, zweigeschossig, Eingangsvorbau mit Bogenstellung mit Schlussstein und Walmdach, originale zweiflügelige Eingangstür, kräftige Traufe, Dachüberstand, Walmdach mit Schieferdeckung, verschiedene Dachausbauten - Einfriedung: rustizierter Naturstein adäquat zum Natursteinsockel des Gebäudes, zwischen den Pfeilern Gitterfelder | 08991675 |
| Weitere Bilder                          | Empfangsgebäude des Bahnhofs | Hauptstraße 157 (Karte)             | 1873 | Einfach gestalteter Typenbau der Bahnstrecke Nossen–Moldava v Krušných horách (6614; sä. NM), eisenbahngeschichtlich von Bedeutung. Gleicher Typenbau wie in Großvoigtsberg, Zeugnis der Entwicklung der Bahnstrecke. T-förmiger Grundriss, Hauptflügel Erdgeschoss mit Rundbogenfenster, Obergeschoss verbrettert, Satteldach. Anderer Flügel mit originalem eingeschossigen Abschlussbau, jedoch Mittelrisalit in den 1950er Jahren zugesetzt, dahinter alte Türen vorhanden. | 08991748 |
| Direkt Bild zu diesem Denkmal hochladen | Nördliches Wohnstallhaus und östliches Auszugshaus eines ehemaligen Vierseithofes | Hauptstraße 162 (Karte)             | Bezeichnet mit 1779 (Schlussstein am Auszugshaus) | Beide Gebäude mit Fachwerk-Obergeschoss, ehemals Stellmacherei, bau- und ortsgeschichtlich von Bedeutung. - Wohnstallhaus: Erdgeschoss massiv, Stallteil noch mit Gewölbe. Obergeschoss Fachwerk verputzt, Rückseite verkleidet, Satteldach - Auszugshaus: Erdgeschoss massiv, verändert, Obergeschoss Fachwerk verputzt, Krüppelwalmdach | 08991667 |
| Direkt Bild zu diesem Denkmal hochladen | Seitengebäude und Scheune über winkligem Grundriss sowie Hofpflasterung eines Dreiseithofes | Hauptstraße 172 (Karte)             | Mitte 19. Jahrhundert (Seitengebäude); 1935 (Scheune) | Regionaltypische landwirtschaftliche Gebäude mit Holzkonstruktion, bau- und wirtschaftsgeschichtlich von Bedeutung. - Seitengebäude: Erdgeschoss massiv, geglättet, ein Eingang mit Segmentbogen, Obergeschoss zweiriegeliges Fachwerk, teils verbrettert, Satteldach - Scheune: im rechten Winkel, weitgehend Holzkonstruktion, verbrettert, Satteldach, Schieferdeckung - Reste der Hofpflasterung mit unregelmäßigen Natursteinplatten | 08991666 |
| Direkt Bild zu diesem Denkmal hochladen | Östliches Seitengebäude eines Dreiseithofes | Hauptstraße 188 (Karte)             | 1. Hälfte 19. Jahrhundert | Landschaftstypischer Bau mit Fachwerk-Obergeschoss, Relikt der ursprünglichen Dorfbebauung, straßenbildprägend. Erdgeschoss massiv, Obergeschoss Fachwerk verbrettert, äußere Traufseite massiv, Fenster mit Sprossung, Satteldach. | 08991720 |
| Direkt Bild zu diesem Denkmal hochladen | Bauernhaus | Hauptstraße 206 (Karte)             | Kern 18. Jahrhundert | Regionaltypisch mit Fachwerk-Obergeschoss, Relikt der älteren Dorfbebauung, baugeschichtlich und straßenbildprägend von Bedeutung. Erdgeschoss massiv, verändert, Obergeschoss drei Seiten Fachwerk verbrettert, eine Giebelseite massiv, darüber Giebel verkleidet, Satteldach, rötliche Schieferdeckung. | 08991722 |
|                                         | Wohnhaus einer ehemaligen Schmiede | Münzbachtal 1 (Karte)               | Bezeichnet mit 1853 | Obergeschoss Fachwerk verputzt, baugeschichtlich und ortsgeschichtlich von Bedeutung, seit 2019 zugehörig zur Pufferzone des UNESCO-Welterbes Montanregion Erzgebirge/Krušnohoří. Erdgeschoss massiv, geglättet, Obergeschoss Fachwerk mit ursprünglicher Fenstergröße, teils verputzt, teils verkleidet, Krüppelwalmdach. | 08991744 |
| Direkt Bild zu diesem Denkmal hochladen | Wohnstallhaus | Schäferei 1 (Karte)                 | 1. Hälfte 19. Jahrhundert | Stattlicher Baukörper mit intaktem Fachwerk-Obergeschoss, baugeschichtlich von Bedeutung. Erdgeschoss massiv, Sandsteingewände, Obergeschoss zweiriegeliges Fachwerk mit Eckstreben, Fenster zum Teil denkmalgerecht erneuert, zwei Seiten verbrettert, Giebelfeld verbrettert, Satteldach, Schieferdeckung. | 08991742 |
| Direkt Bild zu diesem Denkmal hochladen | Wohnhaus | Schäferei 4 (Karte)                 | Kern um 1800 | Relikt der historischen Ortsbebauung und Zeugnis des ländlichen Lebens und Wirtschaftens, baugeschichtlich von Bedeutung. Erdgeschoss massiv, zum Teil scharrierte Sandsteingewände, Obergeschoss Traufseite später massiv ausgesetzt, Giebelseite Fachwerk verbrettert, Satteldach. | 08991743 |
| Direkt Bild zu diesem Denkmal hochladen | Wohnhaus | Waldweg 4 (Karte)                   | Um 1840 | Landschaftstypisch mit intaktem Fachwerk-Obergeschoss, baugeschichtlich von Bedeutung. Erdgeschoss massiv, Sandsteingewände, Eingang mit profilierter Verdachung, Obergeschoss zweiriegeliges Fachwerk mit Diagonalstreben, drei Seiten verkleidet, Krüppelwalmdach. | 08991738 |

## Großvoigtsberg
| Bild                                    | Bezeichnung | Lage                                                                               | Datierung                                                          | Beschreibung | ID       |
| --------------------------------------- | --- | ---------------------------------------------------------------------------------- | ------------------------------------------------------------------ | --- | -------- |
| Direkt Bild zu diesem Denkmal hochladen | Halde einschließlich Resten einer Dampfförderanlage sowie Kunstteich einschließlich Teichdamm, Überlauf und Rösche (Grube Christbescherung)                                                  | (Flurstücke 5a, 605a, 606, 696, 697; Gemarkung Großschirma, Flurstück 888) (Karte) | 19. Jahrhundert (Halde); um 1850 (Teich)                           | Landschaftsbildprägende Zeugnisse einer der größten Gruben des Freiberger Nordreviers, die Lage ihres Hauptschachtes durch eine Halde weithin sichtbar markiert, Speicherteich ein wichtiger Bestandteil der ehemals umfangreichen bergbauwasserwirtschaftlichen Anlagen zur Aufschlagwasserversorgung der wasserversorgungstechnisch ungünstig gelegenen Grube, von bergbaugeschichtlicher und ortsgeschichtlicher Bedeutung. Grube Christbescherung seit dem 18. Jahrhundert größere Grubenanlage im Freiberger Nordrevier, Kunst- und Treibeschacht, später durch Richtschacht ersetzt, zentrale Grubenanlage, von den Tagesgebäuden nur 1872 erbaute Wäsche, zugleich Huthaus, im Muldental erhalten. | 08991694 |
| Direkt Bild zu diesem Denkmal hochladen | Denkmal für die Gefallenen des Ersten Weltkrieges | Glückauf-Straße 19 (bei) (Karte)                                                   | 1920er Jahre                                                       | Ortsgeschichtlich von Bedeutung. Große Sandsteinstele mit Inschrift und Kreuz, seitlich durch halbhohe konisch zulaufende Stützen aus Sandstein gerahmt, Kugelaufsatz, eingefasst von abgerundeter Stützmauer | 08991783 |
| Weitere Bilder                          | Schule | Glückauf-Straße 25 (Karte)                                                         | Ende 19. Jahrhundert                                               | Zeittypischer Putzbau mit übergiebeltem Mittelrisalit, ortsgeschichtlich von Bedeutung. Dreigeschossig, massiv, in den ersten beiden Geschossen an den Giebelseiten große Fenster, größtenteils noch originale Fenster, dreiachsiger Mittelrisalit mit Dreiecksgiebel, im dritten Obergeschoss Fensterverdachungen, Satteldach. | 08991592 |
| Direkt Bild zu diesem Denkmal hochladen | Häuslerhaus | Glückauf-Straße 30 (Karte)                                                         | 1776                                                               | Landschaftstypisch mit Fachwerk-Obergeschoss, baugeschichtlich und straßenbildprägend von Bedeutung. Erdgeschoss massiv, Obergeschoss einriegeliges Fachwerk mit Diagonalstreben, die je äußerste Achse zweiriegelig (wahrscheinlich Haus später erweitert), Giebelseite neu verbrettert (gedämmt), Satteldach. | 08990991 |
| Direkt Bild zu diesem Denkmal hochladen | Villa | Glückauf-Straße 32 (Karte)                                                         | Um 1910                                                            | Putzbau im Reformstil der Zeit um 1910, baugeschichtlich und straßenbildprägend von Bedeutung. Natursteinsockel, originale Sprossenfenster bzw. Kastenfenster, Sohlbank und Sturz durch Glattputz betont, Eingangsvorbau mit gedrungener Säule, polygonaler Treppenturm mit kleinen Rundbogenfenstern und hohem Kegeldach, hohes Mansarddach, zum Teil abgewalmt, Schieferdeckung. | 08991037 |
| Direkt Bild zu diesem Denkmal hochladen | Ehemaliges Gemeindeamt | Glückauf-Straße 45 (Karte)                                                         | Um 1870                                                            | Ohne rückseitigen Anbau, ehemals Seitengebäude des Erbgerichtshofes, später Umbau zum Gemeindeamt, ortsgeschichtlich von Bedeutung. Zweigeschossig, massiv, Sandsteingewände, zum Teil Fenster mit alter Sprossung, die Oberlichter mit rautenförmiger Ziersprossung, loggienartiger Eingangsvorbau mit Pilastern, Rundbogenfenstern, Baukörper wirkt an der nördlichen Giebelseite wie abgeschnitten, dort Giebel verbrettert, Walmdach. | 08991799 |
| Direkt Bild zu diesem Denkmal hochladen | Ehemaliges Erbgericht, später Gasthof (Gaststätte Lindenhof) | Glückauf-Straße 47 (Karte)                                                         | Ende 18. Jahrhundert                                               | Mächtiger Baukörper an straßenbildprägender Stelle, bau- und ortsgeschichtlich von Bedeutung. Zweigeschossig, massiv, Sandsteingewände, Eingang mit Freitreppe, Krüppelwalmdach, Schieferdeckung, drei alte Blitzableiter. | 08991800 |
| Direkt Bild zu diesem Denkmal hochladen | Häuslerhaus | Glückauf-Straße 60 (Karte)                                                         | 1. Hälfte 19. Jahrhundert                                          | Regionaltypisch mit Fachwerk-Obergeschoss, baugeschichtlich von Bedeutung. Erdgeschoss massiv, Winterfenster, Obergeschoss Fachwerk, eine Giebelseite verkleidet, zweite Giebelseite verbrettert, Traufseite verputzt, straßenseitige Traufe mit abgeschlepptem historischen Anbau, Satteldach. | 08991796 |
| Direkt Bild zu diesem Denkmal hochladen | Häuslerhaus, ohne Anbau | Glückauf-Straße 83 (Karte)                                                         | 18. Jahrhundert                                                    | Landschaftstypisch, mit intaktem Fachwerk-Obergeschoss, baugeschichtlich und straßenbildprägend von Bedeutung. Erdgeschoss massiv, geglättet, Obergeschoss zweiriegeliges Fachwerk mit Diagonalstreben, Giebelseite verbrettert, Satteldach, eine Seite mit Schieferdeckung. | 08991801 |
| Direkt Bild zu diesem Denkmal hochladen | Wohnstallhaus mit Scheunenteil | Glückauf-Straße 84 (Karte)                                                         | Um 1800                                                            | Relikt der alten Dorfbebauung mit regionaltypischem Fachwerk-Obergeschoss, baugeschichtlich von Bedeutung. Erdgeschoss massiv, Sandsteingewände, Obergeschoss zweiriegeliges Fachwerk mit Diagonalstreben, Scheunenteil Obergeschoss einriegeliges Fachwerk mit Kreuzstrebe, Satteldach, Schieferdeckung, Giebelseite verschiefert. | 08991784 |
| Direkt Bild zu diesem Denkmal hochladen | Transformatorenhäuschen (ehemals Teil vom Überlandstromverband Freiberg) | Glückauf-Straße 84 (bei) (Karte)                                                   | 1912                                                               | Außer Betrieb, aber in gutem Originalzustand, ortsbildprägendes Gebäude in Fachwerkbauweise, als Zeugnis der frühen Elektrifizierung des Freiberger Raumes von regional- und technikgeschichtlicher Bedeutung. Fachwerk-Konstruktion, alte Tür, hohes Zeltdach, hölzerner Aufbau mit Satteldach, Außenmaße: ca. 2,5 m × 2 m, 8 m Höhe. | 08991785 |
| Direkt Bild zu diesem Denkmal hochladen | Häuslerhaus | Glückauf-Straße 96 (Karte)                                                         | Um 1800                                                            | Mit intaktem Fachwerk-Obergeschoss, straßenbildprägend, heimatgeschichtliche Bedeutung. Erdgeschoss massiv, geglättet, Obergeschoss zweiriegeliges Fachwerk mit Diagonalstreben, Fenster mit Pseudosprossung, Giebel verbrettert, Satteldach. | 08991789 |
| Weitere Bilder                          | Christbescherunger Bergwerkskanal einschließlich Rösche, Christbescherunger Kahnhebehaus sowie Mundloch der Abzugsrösche eines Wasserhebehauses (Einzeldenkmale der Sachgesamtheit 09305134) | Glückauf-Straße 104 (Karte)                                                        | 1788 (Mundloch); 1791–1792 (Kahnhebehaus); 1790–1792 (Kunstgraben) | Einzeldenkmale der Sachgesamtheit Bergwerkskanal; Kunstgraben zur Herbeiführung von Aufschlagwasser für die Grube Christbescherung Erbstolln bei Großvoigtsberg sowie zum Transport von Erzen aus der Grube zur Halsbrückner Hütte mittels getreidelter Kähne, Kahnhebehaus Zeugnis für die Erweiterungspläne J. F. Mendes und technikgeschichtlich als Vorgängerbauwerk heutiger Schiffshebewerke von Relevanz, Mundloch letztes Dokument eines von Mende am Kunstgraben eingerichteten Wasserhebehauses zur Hebung von Grabenwasser auf das höhere Niveau des Oberen Christbescherunger Kunstgrabens, Christbescherunger und Churprinzer Bergwerkskanal einschließlich ihrer Röschen, einer erhaltenen Schleusenanlage, den Resten zweier Kahnhebehäuser sowie eines Wasserhebehauses wichtige Zeugnisse der wasserbaulichen Innovations- und Leistungsfähigkeit des sächsischen Erzbergbaus, landschaftsgestaltende technische Denkmale von besonderer bergbaugeschichtlicher Bedeutung und von nationalem Rang, seit 2019 zugehörig zur Kernzone und Pufferzone des UNESCO-Welterbes Montanregion Erzgebirge/Krušnohoří. - Zinnerzwäsche: im Türsturz bezeichnet mit 1872, zweigeschossig, Bruchstein verputzt, Fenster mit Sprossung und zum Teil Winterfenster, Eingang mit zweiläufiger Freitreppe, Satteldach, Schieferdeckung (altdeutsch), Übergang aus dem Obergeschoss ins Gelände - Christbescherunger Kahnhebehaus (Grundmauern): von Johann Friedrich Mende (sächsischer Kunstmeister und späterer Maschinendirektor) errichtet, ca. 4 m hohe Bruchsteinmauer mit Bögen bzw. Blendbögen, Bauwerk findet seine Fortführung fortgeführt in dem luftseitig von Stützmauern aus Bruchsteinmauerwerk befestigten Bergwerkskanal, Kahnhebehaus war offenbar Teil eines Projekts von Mende zur Weiterführung des Bergwerkskanals bis zur Grube Alte Hoffnung Gottes, um auch von dort Erzkähne bis zur Halsbrückner Hütte treideln zu lassen – nicht fertiggestellt, der bereits bestehende, ursprünglich flussabwärts der Erzwäsche von der Mulde ins linke Ufer abzweigende Kunstgraben weiterhin nur zur Aufschlagwasserversorgung der Grube Alte Hoffnung Gottes dienend, nach Stilllegung als Schuppen genutzt, Grundmauern im Zuge einer ABM durch das Freiberger Institut zur Förderung des Umweltschutzes e. V. 1998/1999 gesichert - Christbescherunger Bergwerkskanal – Kanalteilstück linksseitig der Freiberger Mulde von der Gemarkungsgrenze Großschirma/Großvoigtsberg bis zum Christbescherunger Kahnhebehaus: Kanal rechts teils durch Damm aus hoch aufgesetztem Bruchsteinmauerwerk von der Mulde getrennt, auf einem Stück am Prallhang der Mulde verröscht, schließlich auf einem Hochbauwerk mit starker Böschungsmauer mit Anschluss an das o. g. Kahnhebehaus mündend | 08991671 |
| Direkt Bild zu diesem Denkmal hochladen | Mundloch und Halde (Christbescherung Erbstolln) | Glückauf-Straße 104 (bei) (Karte)                                                  | Bezeichnet mit 1825 (Mundloch); 1825–1835 (Röschenvortrieb)        | Vermauertes Mundloch der neuen Aufschlagrösche zum Christbescherunger Richtschacht (siehe 08991694), seitlich niedriger Haldenkörper mit Bergematerial aus dem Röschenvortrieb, bergbaugeschichtlich von Bedeutung. Grube Christbescherung seit dem 18. Jahrhundert größere Grubenanlage im Freiberger Nordrevier, Kunst- und Treibeschacht, später durch Richtschacht ersetzt, zentrale Grubenanlage, von den Tagesgebäuden nur 1872 erbaute Wäsche, zugleich Huthaus, im Muldental erhalten, Dresdner/Freiberger Gesellschaftsstolln, Mundloch im anstehenden Stein. | 08991706 |
| Weitere Bilder                          | Erzwäsche (Christbescherung Erbstolln, Christbescherunger Wäsche) | Glückauf-Straße 104 (Karte)                                                        | Bezeichnet mit 1872                                                | Gut proportionierter und ursprünglich gänzlich verputzter Massivbau mit Sandsteingewänden, diente der Grube Christbescherung als Erzaufbereitungsstätte sowie als Huthaus, letztes bauliches Zeugnis einer der größten Gruben des Freiberger Nordreviers, ortsbildprägend und von bergbaugeschichtlicher Bedeutung | 09306931 |
| Direkt Bild zu diesem Denkmal hochladen | Bauernhaus und Scheune eines Zweiseithofes | Leipziger Straße 7 (Karte)                                                         | Um 1800                                                            | Regionaltypisch mit Fachwerk-Obergeschoss, bau- und wirtschaftsgeschichtlich von Bedeutung. - Wohnhaus: Erdgeschoss massiv, verändert, Obergeschoss zweiriegeliges Fachwerk mit Diagonalstreben, Fenster mit Sprossung, Satteldach, Giebel verkleidet, seitlicher kleiner Anbau als Vorratsraum - Scheune: zum Teil verputzt, zum Teil verbrettert, hohes Satteldach, Giebel verbrettert, Schieferdeckung | 08991821 |
| Direkt Bild zu diesem Denkmal hochladen | Häuslerhaus und Handschwengelpumpe | Leipziger Straße 13 (Karte)                                                        | Um 1800                                                            | Regionaltypisches Wohnhaus mit Fachwerk-Obergeschoss, baugeschichtlich von Bedeutung. Erdgeschoss massiv, Obergeschoss zweiriegeliges Fachwerk mit Diagonalstreben, eine Giebelseite massiv, Satteldach, Wasserpumpe aus Holz. | 08991807 |
| Direkt Bild zu diesem Denkmal hochladen | Wohnhaus | Leipziger Straße 19 (Karte)                                                        | Um 1820                                                            | Landschaftstypisch mit Fachwerk-Obergeschoss, baugeschichtlich und straßenbildprägend von Bedeutung. Erdgeschoss massiv, Obergeschoss ein- und zweiriegeliges Fachwerk, liegende Fenster, hohes Krüppelwalmdach, Giebelfeld verbrettert, hölzerne Handschwengelpumpe. | 08991626 |
| Direkt Bild zu diesem Denkmal hochladen | Wohnhaus | Mühlweg 3 (Karte)                                                                  | Um 1850                                                            | Landschaftstypisch mit Fachwerk-Obergeschoss, durch Hanglage straßenbildprägend, baugeschichtlich von Bedeutung. Erdgeschoss und eine Giebelseite massiv, Obergeschoss Fenster mit ursprünglicher Größe und Zierrahmung, Fachwerk verbrettert, Satteldach. | 08991795 |
| Direkt Bild zu diesem Denkmal hochladen | Wohnhaus | Mühlweg 7 (Karte)                                                                  | Um 1800                                                            | Obergeschoss Fachwerk, baugeschichtlich von Bedeutung. Erdgeschoss massiv, geglättet, Obergeschoss ursprüngliche Fenstergröße, Bergetür zum Fenster umgewandelt, verbrettert bzw. verkleidet, Satteldach. | 08991802 |
| Direkt Bild zu diesem Denkmal hochladen | Wohnhaus | Mühlweg 11 (Karte)                                                                 | Um 1800                                                            | Wohnhaus mit wiederhergestelltem Fachwerk-Obergeschoss, landschaftstypisch, heimatgeschichtliche Bedeutung. Erdgeschoss massiv, zum Teil vergrößerte Fenster, mit Sprossung, Obergeschoss mit einriegeligem Fachwerk mit Diagonalstreben, Lehmziegel, Doppelfenster mit Sprossung, Satteldach, Biberschwanzdeckung. Ehemals denkmalgeschütztes Seitengebäude (verputzt, Satteldach, Schieferdeckung) zwischen 2009 und 2014 abgerissen. | 08991787 |
| Direkt Bild zu diesem Denkmal hochladen | Bauernhaus | Mühlweg 15 (Karte)                                                                 | 18. Jahrhundert                                                    | Landschaftstypisch mit Fachwerk-Obergeschoss, baugeschichtlich von Bedeutung. Erdgeschoss massiv, geglättet, Obergeschoss Fachwerk mit hoch sitzenden kleinen Fenstern, verputzt, Giebelseite verkleidet, an südwestlicher Giebelseite später massiv um eine Achse verlängert, Satteldach, Schieferdeckung. | 08991788 |
| Direkt Bild zu diesem Denkmal hochladen | Wohnstallhaus und Scheune eines Dreiseithofes | Mühlweg 19 (Karte)                                                                 | Um 1800 (Wohnstallhaus); nach 1900 (Scheune)                       | Fachwerk-Konstruktion, bau- und heimatgeschichtlich von Bedeutung. - Wohnstallhaus: Erdgeschoss massiv, Eingänge Sandsteingewände mit Segmentbogen, am Wohnhausteil mit Schlussstein, Obergeschoss Fachwerk, Verbretterung erneuert (mit Dämmung), Satteldach - Scheune: Holzkonstruktion, verbrettert, originale Tore, Satteldach | 08991793 |
| Direkt Bild zu diesem Denkmal hochladen | Wohnstallhaus und Scheune eines Dreiseithofes | Mühlweg 21 (Karte)                                                                 | Anfang 19. Jahrhundert                                             | Regionaltypischer Bauernhof mit Fachwerk-Konstruktion, bau- und heimatgeschichtlich von Bedeutung. - Wohnstallhaus: Erdgeschoss massiv, Fenster mit Sprossung erneuert, Obergeschoss Fachwerk verputzt, Satteldach - rechtwinklig angebaute Scheune: überwiegend Fachwerk-Konstruktion, Satteldach | 08991792 |
| Direkt Bild zu diesem Denkmal hochladen | Westliche Scheune eines Bauernhofes | Reichenbacher Weg 1 (Karte)                                                        | 2. Hälfte 19. Jahrhundert                                          | Landschaftstypische Holzbauweise, baugeschichtlich von Bedeutung. Überwiegend Fachwerk-Konstruktion mit Diagonalstreben, alte Fenster, Bergetüren, Satteldach, Giebelseite verkleidet. | 08991803 |
| Direkt Bild zu diesem Denkmal hochladen | Häuslerhaus | Reichenbacher Weg 2 (Karte)                                                        | 1. Hälfte 19. Jahrhundert                                          | Regionaltypisch mit Fachwerk-Obergeschoss, baugeschichtlich von Bedeutung. Erdgeschoss massiv, untypisch verklinkert, Obergeschoss verbrettert, mit ursprünglicher Fenstergröße, Satteldach. | 08991806 |
| Direkt Bild zu diesem Denkmal hochladen | Wohnstallhaus (ohne nördlichen Anbau) und Scheune eines Bauernhofes | Reichenbacher Weg 24 (Karte)                                                       | Um 1800 (Wohnstallhaus); nach 1900 (Scheune)                       | Regionaltypische Fachwerkgebäude, bau- und wirtschaftsgeschichtlich von Bedeutung. - Wohnstallhaus: Erdgeschoss massiv, geglättet, Obergeschoss Fachwerk verbrettert, hohes Krüppelwalmdach, zwei liegende Dachfenster - Scheune: Holzkonstruktion, verbrettert, Satteldach | 08991805 |
| Direkt Bild zu diesem Denkmal hochladen | Wohnstallhaus und zwei Scheunen | Reichenbacher Weg 26 (Karte)                                                       | 19. Jahrhundert                                                    | Regionaltypischer Dreiseithof mit Fachwerk-Konstruktion, baugeschichtlich von Bedeutung. - Wohnstallhaus: Erdgeschoss massiv, Sandsteingewände, Obergeschoss Fachwerk, teils verbrettert, teils verputzt, Satteldach - zwei Scheunen über Eck: beide Holzkonstruktion verbrettert, Satteldach und Mansardgiebeldach | 08991804 |
| Direkt Bild zu diesem Denkmal hochladen | Wohnstallhaus | Siedlerweg 13 (Karte)                                                              | 18. Jahrhundert                                                    | Landschaftstypisches Bauernhaus mit intakter Fachwerk-Konstruktion, baugeschichtlich von Bedeutung. Erdgeschoss massiv, geglättet, im Stall noch Gewölbe, Obergeschoss zweiriegeliges Fachwerk mit Diagonalstreben, auffällig starke Balken, Giebelseite verbrettert, Satteldach, Dachstuhl mit doppelter Balkenkonstruktion (laut Auskunft). | 08991786 |
| Weitere Bilder                          | Bahnhof Großvoigtsberg (Sachgesamtheit) | Zellwaldring 8 (Karte)                                                             | 1872/1873                                                          | Sachgesamtheit Bahnhof Großvoigtsberg: Einfahrtssignal, Telegrafen- und Fernmeldeleitung, Weiche, Bahnmeistergrenzsäule, zwei Bahnübergänge, zwei Hebelspannwerke, Ausfahrtssignal, Fernsprechbude, kleines Holzhäuschen, Empfangsgebäude, Bahnhofsbrunnen, Signal- und Riegelkurbelwerk, Kleindieselrangierlok, zwei Güterwagen, Bahnhofstoilette, Fernsprechkasten, offener Schauer, Gleisanlagen im Bahnhofsbereich, ein Elektrant, Ladestraße und Rampe, Ladelehre, Güterschuppen, Telefonleitungsgestänge (alle Bestandteile der Sachgesamtheit sind Sachgesamtheitsteile); Bahnhof der Bahnstrecke Nossen–Moldava v Krušných horách (6614; sä. NM), ortshistorische und eisenbahngeschichtliche Bedeutung | 08991822 |

## Hohentanne
| Bild                                    | Bezeichnung | Lage                               | Datierung                                                                                       | Beschreibung | ID       |
| --------------------------------------- | --- | ---------------------------------- | ----------------------------------------------------------------------------------------------- | --- | -------- |
| Direkt Bild zu diesem Denkmal hochladen | Mundloch des Jacobstolln und Halde des Danielschachtes                                                                       | (Flurstücke 340/1 und 274) (Karte) | Anfang 18. Jahrhundert                                                                          | Zeugnisse des historischen Bergbaus in der Region. Mundloch schlüssellochförmig, aus flachem Naturstein gemauert, mit einem Gitter zugesetzt (Flurstück 340/1), Halde (Flurstück 274). | 08991708 |
| Direkt Bild zu diesem Denkmal hochladen | Teilstrecken eines Kunstgrabens, Teilabschnitt gleichzeitig Aufschlagrösche zur Grube „Alte Hoffnung Gottes“, und Mundlöcher | (Gemarkung Hohentanne) (Karte)     | 18. Jahrhundert                                                                                 | Bergbaugeschichtliches Zeugnis der Region, siehe auch 08991697 (Ortsteil Kleinvoigtsberg) und 08992221 (Ortsteil Rothenfurth) | 08992220 |
| Direkt Bild zu diesem Denkmal hochladen | Brücke | (Flurstück 338/1) (Karte)          | 19. Jahrhundert                                                                                 | Natursteinbogenbrücke über den Brückenbach, baugeschichtlich von Bedeutung | 08991707 |
| Direkt Bild zu diesem Denkmal hochladen | Wohnstallhaus eines Vierseithofes und Hofbaum                                                                                | Bauernseite 3 (Karte)              | 18. Jahrhundert                                                                                 | Regionaltypisches stattliches Bauernhaus mit Fachwerk-Obergeschoss, bau- und heimatgeschichtliche Bedeutung. - Wohnstallhaus: Erdgeschoss massiv, geglättet, Obergeschoss zum Teil Fachwerk, Hofseite verputzt, straßenseitige Giebelseite verkleidet, zum Teil im Obergeschoss Fenster mit Holzgewände, Fenster mit Sprossung, Satteldach, zweiter Giebel verbrettert - Hofbaum: Rosskastanie | 08991668 |
| Direkt Bild zu diesem Denkmal hochladen | Seitengebäude eines Vierseithofes                                                                                            | Bauernseite 10 (Karte)             | Ende 19. Jahrhundert                                                                            | Regionaltypisches landwirtschaftliches Gebäude mit Fachwerk, baugeschichtlich von Bedeutung. Erdgeschoss massiv, zum Teil Öffnungen mit Segmentbogen, zweiriegeliges Fachwerk mit Diagonalstreben, Giebelseite verbrettert mit abgefaster Ecke, Fenster mit Sprossung, Bergetür, Satteldach. | 08991673 |
| Direkt Bild zu diesem Denkmal hochladen | Nördliches Seitengebäude, östliche Scheune und Torbogen eines Vierseithofes                                                  | Bauernseite 12 (Karte)             | 18. Jahrhundert (Seitengebäude); bezeichnet mit 1817 (Torbogen); Ende 19. Jahrhundert (Scheune) | Beide Gebäude mit Fachwerk-Konstruktion, bau- und heimatgeschichtliches Zeugnis. - Seitengebäude (Pferdestall): Erdgeschoss massiv, Obergeschoss einriegeliges Fachwerk mit Diagonalstreben, Fenster mit Sprossung, Schiebefensterchen, eine Giebelseite massiv, Satteldach, Biberschwanzdeckung, im Erdgeschoss ein hölzerner Türstock - Scheune: Erdgeschoss massiv, Obergeschoss Fachwerk, zum Teil verbrettert, alte Tore, Fenster mit Sprossung, Bergetür, Krüppelwalmdach, Biberschwanzdeckung - Torbogen: breiter Korbbogen mit Schlussstein und seitliche Kämpferplatten | 08991662 |
| Direkt Bild zu diesem Denkmal hochladen | Transformatorenhaus (Gröbaer Station)                                                                                        | Lindenstraße 23 (neben) (Karte)    | 1910/1912                                                                                       | Regionaler Typenbau in ursprünglichem Aussehen weitgehend wieder hergestellt, Zeugnis der Elektrifizierung des Ortes. Putzbau, hohes Krüppelwalmdach, Biberschwanzdeckung, mächtiger Dachaufbau, verschiefert, mit Sprossenfenstern an jeder Seite, flaches Zeltdach, Biberschwanzdeckung. | 08991669 |
| Direkt Bild zu diesem Denkmal hochladen | Häuslerhaus | Lindenstraße 29 (Karte)            | 2. Hälfte 18. Jahrhundert                                                                       | Landschaftstypisches Fachwerkhaus, straßenbildprägend, baugeschichtlich von Bedeutung. Erdgeschoss massiv, Hanglage, Obergeschoss zweiriegeliges und einriegeliges Fachwerk, mit Eckstreben, Fenster mit Sprossung, Traufseite an der Straße ist dort einziges Geschoss, verputzte Ziegel, eine Giebelseite verschiefert (mehrfarbig), Satteldach, rote Schieferdeckung, grau eingefasst. | 08991670 |
| Direkt Bild zu diesem Denkmal hochladen | Häuslerhaus | Muldenweg 1 (Karte)                | Bezeichnet mit 1713                                                                             | Landschaftstypisches Fachwerkgebäude, bauhistorische und ortsbildprägende Bedeutung. Erdgeschoss massiv, Obergeschoss einriegeliges Fachwerk mit Kopfstreben, eine Giebelseite verbrettert, zweite Giebelseite massiv mit verbrettertem Giebel, Satteldach. | 08991664 |
| Direkt Bild zu diesem Denkmal hochladen | Wohnstallhaus und Scheune | Muldenweg 6 (Karte)                | Bezeichnet mit 1838                                                                             | Regionaltypischer Fachwerkbau, bau- und wirtschaftsgeschichtlich von Bedeutung. - Wohnhaus: Erdgeschoss massiv, etwas verändert, zum Teil Sandsteingewände, Obergeschoss Fachwerk, neu verbrettert, Giebelseite verputzt, Satteldach, Biberschwanzdeckung - Scheune (abgerissen zwischen 2009 und 2014): überwiegend Fachwerk, zum Teil verbrettert, alte Tore und Bergetüren, Satteldach, Biberschwanzdeckung - Hofbaum: Rosskastanie | 08991665 |
| Direkt Bild zu diesem Denkmal hochladen | Häuslerhaus | Muldenweg 8 (Karte)                | Um 1800                                                                                         | Ursprünglich Stellmacherei, mit intakter Fachwerk-Konstruktion im Obergeschoss, von baugeschichtlichem Wert. Erdgeschoss massiv, Obergeschoss Fachwerk, überwiegend verbrettert, Hakengrundriss, Toilettenauslucht, Satteldach, Schieferdeckung. | 08991663 |
| Direkt Bild zu diesem Denkmal hochladen | Ehemaliges Wohnstallhaus eines Zweiseithofes                                                                                 | Neudorfer Straße 1 (Karte)         | Ende 18. Jahrhundert                                                                            | Landschafts- und zeittypisches Fachwerk-Gebäude mit intakter Holzkonstruktion, baugeschichtlich von Bedeutung. Erdgeschoss massiv, verändert, Obergeschoss zweiriegeliges Fachwerk mit Diagonalstreben, zum Teil verbrettert, Satteldach. | 08991672 |
| Direkt Bild zu diesem Denkmal hochladen | Wohnstallhaus eines Gehöfts                                                                                                  | Teichweg 6 (Karte)                 | 18. Jahrhundert                                                                                 | Regionaltypisches Bauernhaus in Fachwerkbauweise, baugeschichtlich von Bedeutung. Hakengrundriss, Erdgeschoss massiv, verändert, Obergeschoss Fachwerk verbrettert, einige Fenster etwas verbreitert, zum Teil alte Sprossung, Satteldach. | 08991661 |

## Kleinvoigtsberg
| Bild                                    | Bezeichnung | Lage                                              | Datierung | Beschreibung | ID       |
| --------------------------------------- | --- | ------------------------------------------------- | --- | --- | -------- |
| Direkt Bild zu diesem Denkmal hochladen | Teilstrecken eines Kunstgrabens, Teilabschnitt gleichzeitig Aufschlagrösche zur Grube „Alte Hoffnung Gottes“ mitsamt Mundloch, sowie Kunstgraben zur ehemaligen Erzwäsche der Fundgrube Gesegnete Bergmanns Hoffnung mitsamt Rösche einschließlich Mundlöchern | (Flurstücke 259/1, 64a, 266, 267, 215/35) (Karte) | 18. Jahrhundert | Bergbaugeschichtliches Zeugnis der Region, siehe auch 08992220 (Ortsteil Hohentanne), 08992221 (Ortsteil Rothenfurth) und 09201256 (Ortsteil Obergruna), seit 2019 zugehörig zur Kernzone und Pufferzone des UNESCO-Welterbes Montanregion Erzgebirge/Krušnohoří | 08991697 |
| Direkt Bild zu diesem Denkmal hochladen | Halde des Neuglückschachtes (Grube Alte Hoffnung Gottes) | (Flurstück 157) (Karte)                           | 1883 (Schachtabteufung) | Zeugnis des historischen Bergbaus im nördlichen Freiberger Revier, von orts- und bergbaugeschichtlicher sowie von landschaftsprägender Bedeutung. Mehrere markante Halden (vgl. 08991693, 08991692 und 08991696) kennzeichnen auch heute noch die Standorte der wichtigsten Schächte der 1741 verliehenen Grube Alte Hoffnung Gottes. So ist die vorliegende, relativ kleine Halde Zeugnis des 1883 abgeteuften Neuglücker Schachts – benannt nach dem hier abzubauenden Erzgang Neuglück Stehenden. Aufgrund der fortschreitenden Verlagerung des Erzabbaus in das südliche Grubenfeld sollte dieser als weiterer Hauptschacht dienen, konnte diese Bedeutung allerdings nie erlangen, da das Erz weiterhin per untertägiger Eisenbahn zum Einigkeiter Kunst- und Treibeschacht verbracht und dort nach über Tage gefördert wurde. So erhielt der Neuglücker Schacht lediglich eine heute nicht mehr erhaltene hölzerne Kaue mit Handpumpe sowie manuellem Grubenlüfter. Halden sind zum Teil die letzten Zeugnisse des ehemals regen Erzbergbaus im Freiberger Revier und dokumentieren die Lage oder gar den Verlauf von abgebauten Erzgängen sowie in ihrer Gesamtheit die Ausdehnung der untertägigen Grubenfelder. Auch lassen sie aufgrund der Unterschiede in Größe und Form Rückschlüsse auf Alter und eingesetzte Fördertechnik zu. So zeugt die vergleichsweise geringe Dimensionierung der Halde des Neuglücker Schachtes von dessen untergeordneter Funktion als Kunst- und Wetterschacht. Besonders anschaulich wird dies im Vergleich mit der Halde des Einigkeiter Kunst- und Treibeschachtes. Diese umgab den mit Fördermaschine ausgestatteten Hauptschacht der Grube Alte Hoffnung Gottes und wurde noch bis in das 20. Jahrhundert hinein weiter aufgeschüttet. Schließlich bilden Halden wie die vorliegende in der Bergbaufolgelandschaft durch Form und Bewuchs teils weithin sichtbare Marken und besitzen daher in ihrer Gesamtheit eine besondere landschaftsprägende Bedeutung sowie einen hohen Erlebnis- und Erinnerungswert. | 08991695 |
| Direkt Bild zu diesem Denkmal hochladen | Halde des Burkhardtschachtes (Grube Alte Hoffnung Gottes) | (Flurstück 224) (Karte)                           | 18. Jahrhundert | Zeugnis des historischen Bergbaus im nördlichen Freiberger Revier, von ortsgeschichtlicher und bergbaugeschichtlicher sowie von landschaftsprägender Bedeutung. Mehrere markante Halden (vgl. 08991693, 08991692 und 08991695) kennzeichnen auch heute noch die Standorte der wichtigsten Schächte der 1741 verliehenen Grube Alte Hoffnung Gottes. So ist die vorliegende, relativ kleine Halde Zeugnis eines vermutlich gegen Ende des 18. Jahrhunderts zum Abbau des Erzganges Burkhardt Stehender abgeteuften gleichnamigen Schachts. Halden sind zum Teil die letzten Zeugnisse des ehemals regen Erzbergbaus im Freiberger Revier und dokumentieren die Lage oder gar den Verlauf von abgebauten Erzgängen sowie in ihrer Gesamtheit die Ausdehnung der untertägigen Grubenfelder. Auch lassen sie aufgrund der Unterschiede in Größe und Form Rückschlüsse auf die eingesetzte Fördertechnik zu. So zeugt die vergleichsweise geringe Dimensionierung der vorliegenden Halde von geringeren Fördermengen und -tiefen, die noch mittels Haspelförderung erreicht werden konnten. Besonders anschaulich wird dieser Unterschied im Vergleich mit der benachbarten Halde des Einigkeiter Kunst- und Treibeschachtes, welche als Halde eines Hauptschachtes mit Fördermaschine noch bis in das 20. Jahrhundert hinein weiter aufgeschüttet wurde. Schließlich bilden Halden wie die vorliegende in der Bergbaufolgelandschaft durch Form und Bewuchs teils weithin sichtbare Marken und besitzen daher in ihrer Gesamtheit eine besondere landschaftsprägende Bedeutung sowie einen hohen Erlebnis- und Erinnerungswert. | 08991696 |
| Direkt Bild zu diesem Denkmal hochladen | Häuslerhaus | Am Silberberg 29 (Karte)                          | 1691 Dendro | Eines der ältesten Häuser im Dorf, mit alter Fachwerk-Konstruktion, bau- und hausgeschichtlich von Bedeutung, seit 2019 zugehörig zur Pufferzone des UNESCO-Welterbes Montanregion Erzgebirge/Krušnohoří. Erdgeschoss massiv, hölzerner Türstock, Fenster mit scharrierten Sandsteingewänden, Obergeschoss mit zweiriegeligem Fachwerk mit Kopfstreben, an der Schwelle zum Teil noch Libellenmotiv, Satteldach. | 08991809 |
| Direkt Bild zu diesem Denkmal hochladen | Häuslerhaus und Seitengebäude | Am Silberberg 30 (Karte)                          | 18. Jahrhundert | Gehört mit zu den ältesten Fachwerkbauten im Ort, deshalb trotz baulicher Veränderungen denkmalwürdig, baugeschichtlich von Bedeutung. - Wohnhaus: Erdgeschoss massiv, geglättet, Obergeschoss einriegeliges Fachwerk, aufgebrettert bzw. verbrettert, Satteldach - Seitengebäude (ohne Anbau): zum Teil Fachwerk-Konstruktion, Giebelseite überwiegend verbrettert, Satteldach | 08991810 |
| Direkt Bild zu diesem Denkmal hochladen | Bauernhaus | Am Silberberg 32 (Karte)                          | 1722 | Obergeschoss Fachwerk, bau- und heimatgeschichtliche Bedeutung, straßenbildprägend durch exponierte Lage. Erdgeschoss massiv, Doppelfenster mit Sprossung, zum Teil Fensterläden, Obergeschoss Fachwerk verbrettert, im Wohnbereich Doppelfenster, Satteldach. | 08991811 |
| Direkt Bild zu diesem Denkmal hochladen | Einigkeiter Kunst- und Treibeschacht, Grube Alte Hoffnung Gottes: Treibehaus mit Seilscheibenstuhl, Schornstein, Halde, Haldenstützmauern und Untertageanlagen (die Schachtaufsattelung, zwei Radstuben sowie ein Kunstrad)                                    | An der Hohle 2 (Karte)                            | Ab 2. Hälfte 18. Jahrhundert (Bergbau); 1789/90 (Treibehaus); um 1790 (Radstube und Kunstrad); 1955 (Kessel- und Maschinenhaus) | Wichtiges, singuläres Zeugnis der Bergbaugeschichte des nördlichen Freiberger Reviers, von orts-, bergbau- und ortsbildprägender Bedeutung, seit 2019 zugehörig zur Kernzone des UNESCO-Welterbes Montanregion Erzgebirge/Krušnohoří | 08991693 |
| Direkt Bild zu diesem Denkmal hochladen | Häuslerhaus | An der Hohle 6 (Karte)                            | 18. Jahrhundert | Kleines Gebäude mit Fachwerk-Obergeschoss in straßenbildprägender Lage, bau- und heimatgeschichtlich von Bedeutung. Erdgeschoss massiv, Fenster mit Sprossung, Schlagläden, Obergeschoss zweiriegeliges Fachwerk mit Diagonalstreben, Giebelseiten mit böhmischer Verbretterung, Satteldach. | 08991814 |
| Direkt Bild zu diesem Denkmal hochladen | Bauernhaus und Seitengebäude | An der Hohle 7 (Karte)                            | 18. Jahrhundert | Regionaltypische Bauten mit Fachwerk-Obergeschoss, bau- und wirtschaftsgeschichtlich von Bedeutung. - Wohnhaus: Erdgeschoss massiv, verändert, Obergeschoss zweiriegeliges Fachwerk, aufgebrettert, zweite Traufseite verputzt, Giebelseite massiv, Satteldach - Seitengebäude: Erdgeschoss massiv, hölzerner Eingangsvorbau, Obergeschoss Fachwerk, verbrettert, Fenster mit Sprossung, Satteldach | 08991813 |
| Direkt Bild zu diesem Denkmal hochladen | Wohnstallhaus | An der Hohle 8 (Karte)                            | Bezeichnet mit 1778 | Regionaltypisches Bauernhaus mit Fachwerk-Obergeschoss, baugeschichtlich von Bedeutung. Erdgeschoss massiv, geglättet, Obergeschoss zweiriegeliges Fachwerk, zum Teil verbrettert, verkleidet oder verputzt, Satteldach. | 08991812 |
| Direkt Bild zu diesem Denkmal hochladen | Erzwäsche, Mauerreste der Scheidebank, Trockenmauern mit Erzrolle, Mundlöcher der Aufschlagrösche (Grube Alte Hoffnung Gottes) | An der Wäsche 3 (Karte)                           | 1789 (erstes Mundloch); 1848 (zweites Mundloch); um 1850 (Scheidebank); 1855 (Erzwäsche)                                        | Zeugnisse der Bergbaugeschichte im nördlichen Freiberger Revier und insbesondere auch der Erzaufbereitung der Grube Alte Hoffnung Gottes, seit 2019 zugehörig zur Pufferzone des UNESCO-Welterbes Montanregion Erzgebirge/Krušnohoří | 08991698 |
| Direkt Bild zu diesem Denkmal hochladen | Wohnhaus | Mühlweg 23 (Karte)                                | Um 1825 | Landschaftstypische Bauweise mit Fachwerk-Obergeschoss, baugeschichtlich von Bedeutung. Erdgeschoss massiv, geglättet, Obergeschoss zweiriegeliges Fachwerk mit Diagonalstreben, zum Teil verkleidet bzw. verbrettert, Satteldach, Schieferdeckung. | 08991794 |
| Direkt Bild zu diesem Denkmal hochladen | Bergschmiede, Pulverhaus und Halde (Caspar Treibeschacht, Grube Alte Hoffnung Gottes) | Steigerweg 2 (Karte)                              | 1773 (Bergschmiede); 2. Hälfte 18. Jahrhundert (Pulverhaus)                                                                     | Zeugnisse des historischen Bergbaus im nördlichen Freiberger Revier, von orts- und bergbaugeschichtlicher sowie von ortsbildprägender Bedeutung, seit 2019 zugehörig zur Kernzone und Pufferzone des UNESCO-Welterbes Montanregion Erzgebirge/Krušnohoří | 08991692 |
| Direkt Bild zu diesem Denkmal hochladen | Huthaus und Scheune (Grube Alte Hoffnung Gottes) | Steigerweg 3 (Karte)                              | 1769 Dendro | Von ortsgeschichtlicher und bergbaugeschichtlicher sowie von ortsbildprägender Bedeutung, seit 2019 zugehörig zur Kernzone und Pufferzone des UNESCO-Welterbes Montanregion Erzgebirge/Krušnohoří | 08991691 |
| Direkt Bild zu diesem Denkmal hochladen | Wohnhaus (ehemaliges Steigerhaus) und Scheune | Steigerweg 4 (Karte)                              | 1754 (Inschrift) | Mit Fachwerk im Obergeschoss, heimat- und bergbaugeschichtliche Bedeutung, seit 2019 zugehörig zur Kernzone des UNESCO-Welterbes Montanregion Erzgebirge/Krušnohoří. - Wohnhaus: Hakengrundriss, Erdgeschoss massiv, Obergeschoss zweiriegeliges Fachwerk mit Diagonalstreben, Fenster mit Sprossung, eine Giebelseite massiv, eine Giebelseite verbrettert, Satteldach - Scheune: teils massiv, teils Fachwerk-Konstruktion, Giebel verbrettert, Satteldach, Schieferdeckung | 08991818 |
| Direkt Bild zu diesem Denkmal hochladen | Wohnhaus (ehemaliges Steigerhaus) und Seitengebäude | Steigerweg 5 (Karte)                              | Um 1890 | Zeittypischer Putzbau, bergbaugeschichtliche Bedeutung, seit 2019 zugehörig zur Kernzone und Pufferzone des UNESCO-Welterbes Montanregion Erzgebirge/Krušnohoří. - Wohnhaus: eingeschossig mit hohem Sockelgeschoss, Sandsteingewände mit Verdachung erneuert, Eckquaderung, Satteldach mit Überstand, Schieferdeckung, zentraler Dacherker, innen noch originale Türen - Seitengebäude: eingeschossig mit Drempel, Sandsteingewände, schmales Gurtgesims, Satteldach | 08991817 |
| Direkt Bild zu diesem Denkmal hochladen | Meridianstein der Grube Alte Hoffnung Gottes | Steigerweg 5 (bei) (Karte)                        | 2. Hälfte 19. Jahrhundert | Vermessungstechnisches Zeugnis des Bergbaus mit Seltenheitswert, von großer bergbaugeschichtlicher Bedeutung, seit 2019 zugehörig zur Kernzone des UNESCO-Welterbes Montanregion Erzgebirge/Krušnohoří. Unmittelbar am Zaun des Grundstücks des ehemaligen Steigerhauses der Grube Alte Hoffnung Gottes befindet sich ein in der 2. Hälfte des 19. Jahrhunderts aufgestellter Meridianstein, ein etwa 80 cm aus dem Erdreich herausragender Sandsteinquader mit Messpunkt auf der Abschlussfläche und einer eisernen und zum Teil korrodierten Abdeckung als Witterungsschutz. Der Meridianstein kennzeichnete die astronomische Nordrichtung und diente als geodätischer Fixpunkt des lokalen Koordinatensystems der 1741 verliehenen Grube Alte Hoffnung Gottes. So ermöglichte der Meridianstein bei Kompassmessungen die Bestimmung der sich aufgrund der Magnetpolwanderung stetig verändernden Nadelabweichung und damit die rechnerische Bereinigung der Messergebnisse. Auch für die lokale Höhenmessung war er Bezugspunkt. Ausgehend von diesem Koordinatennullpunkt konnten daher die zur Grube gehörigen Berggebäude trigonometrisch vermessen, berechnet und nachfolgend in Form von Grubenrissen aufgezeichnet werden. Der Meridianstein ist Zeugnis der fortschrittlichen bergmännischen Vermessungstechnik – der Markscheidekunde – des 19. Jahrhunderts, die von Julius Weisbach, Professor an der Bergakademie Freiberg, begründet wurde. Er hat damit nicht nur eine technik- und bergbaugeschichtliche Bedeutung als lokaler Bezugspunkt für die Vermessung und weitere Erschließung der Grube Alte Hoffnung Gottes, sondern besitzt auch für die Wissenschaftsgeschichte des Markscheidewesens einen hohen Dokumentwert. Es haben sich nur wenige weitere Meridiansteine des sächsischen Bergbaus erhalten, z. B. im Altenberger (vgl. 09277682 und 09277802) sowie im Schneeberger Revier (vgl. 08958038), so dass auch von einem hohen Seltenheitswert des vorliegenden Sachzeugnisses ausgegangen werden kann.                     | 08991699 |

## Obergruna
| Bild                                    | Bezeichnung | Lage                            | Datierung                                                                                                   | Beschreibung | ID       |
| --------------------------------------- | --- | ------------------------------- | --- | --- | -------- |
| Direkt Bild zu diesem Denkmal hochladen | Tiefe Hilfe Gottes Stolln mit Mundloch (Einzeldenkmale der Sachgesamtheit 09201255) | An der Mühle (Karte)            | 1788, Verleihung an Gesegnete Bergmanns Hoffnung Fundgrube                                                  | Einzeldenkmale der Sachgesamtheit Gesegnete Bergmanns Hoffnung Fundgrube; Bestandteil eines gut erhaltenen historischen Bergbauensembles, als bedeutendste Stollenanlage des Freiberger Nordreviers bergbaugeschichtlich von Bedeutung, seit 2019 zugehörig zur Pufferzone des UNESCO-Welterbes Montanregion Erzgebirge/Krušnohoří. - Tiefe Hilfe Gottes Stolln (auch Freiberger Commun Stolln): bedeutendste Stollenanlage des Freiberger Nordreviers, mehrfach verstuftes System, Gesamtlänge 6,6 km (mit Flügeln ca. 10 km), diente zur Abführung der Tage-, Grund- und Aufschlagwasser mehrerer Gruben (u. a. Gesegnete Bergmanns Hoffnung, Alte Hoffnung Gottes in Kleinvoigtsberg, Christbescherung in Großvoigtsberg, Churprinz Friedrich August in Großschirma) in die Freiberger Mulde ab, Stollenanlage unter verschiedenen Bezeichnungen betrieben: 1788 Verleihung eines älteren Stollns (Grüner Zypressenbaum Stolln) an die Gesegnete Bergmanns Hoffnung Fundgrube, Vortrieb in das Grubenfeld der Fundgrube, 1795 als Freiberger Commun Stolln (also von der Stadt) betrieben, 1812 Durchschlag mit der Gesegnete Bergmanns Hoffnung Fundgrube, seit 1839 wurde der Adolf Stolln aus dem Tiefe Hilfe Gottes Stolln vorgetrieben und 1864 fertiggestellt, über diesen Versorgung der Roßweiner Grube Segen Gottes mit Aufschlagwasser - Mundloch: am westlichen Muldenufer nahe der Obergrunaer Amtsmühle befindlich, Höhe 245,1 m über NN, Hauptmundloch in Bruchstein gemauerte rundbogige Öffnung, daneben Sandsteinplatte eingelassen, bezeichnet mit „Tiefe Hülfe Gottes Freiberger Comuin...(?) 1764...1796...(?)“, vorgelagert weiteres in Bruchstein gemauertes Mundloch der Abzugsrösche | 09300779 |
| Weitere Bilder                          | Sachgesamtheit Königlich-Sächsische Triangulierung („Europäische Gradmessung im Königreich Sachsen“); Station 96, Obergruna | (Flurstück 284h) (Karte)        | Bezeichnet mit 1869                                                                                         | Triangulationssäule; Station 2. Ordnung, bedeutendes Zeugnis der Geodäsie des 19. Jahrhunderts, vermessungsgeschichtlich von Bedeutung. Vermessungssäule aus Niederbobritzscher Granit, Schaft mit zeltdachförmiger Abdeckplatte, quadratischer Grundriss mit Inschrift „Station / Obergruna / der / Kön.Sächs. / Triangulierung / 1869“, sowie „TP“ und umseitig „D“, Höhe 1,80 m, Kantenlänge oben 44 cm, abgesetzter Sockel. Das südlich von Freiberg gefertigte und aus drei Granitsteinen bestehende Pfeilermaterial kam östlich der Freiberg-Nossener-Straße, am westlichen Ende des Dorfes, also an der höchsten Geländeerhebung in der Ortsflur zur Aufstellung. Die Station ist vollständig erhalten, nur die Deckplatte hat kleinere Fehlstellen. Die Station ist immer als trigonometrischer Punkt im Sächsischen Hauptdreiecksnetz genutzt worden. Zusätzlich sind dafür der Schriftzusatz TP und das ∆ angebracht worden. Ob eine große Maschine bei der Bearbeitung des Feldes die Säule schräg gedrückt hat oder ob der Untergrund wegrutscht, kann bisher nicht genau gesagt werden. | 09201212 |
|                                         | Stahlfachwerkbrücke der ehemaligen Schmalspurbahn Freital-Potschappel–Nossen über die Freiberger Mulde (siehe auch 09304569, Gemeinde Reinsberg, vor Muldenweg 1) | (Flurstück 507/3) (Karte)       | 1937 (Ersatzneubau)                                                                                         | Als Zeugnis für den einstigen Verlauf der Schmalspurtrasse von verkehrsgeschichtlicher, ortsgeschichtlicher und ortsbildprägender Bedeutung, seit 2019 zugehörig zur Kernzone des UNESCO-Welterbes Montanregion Erzgebirge/Krušnohoří | 09304654 |
| Direkt Bild zu diesem Denkmal hochladen | Wohnhaus (ohne Anbau) | Am oberen Teich 7 (Karte)       | 19. Jahrhundert                                                                                             | Obergeschoss Fachwerk verbrettert, Teil der alten Ortsstruktur, baugeschichtlich von Bedeutung, Erdgeschoss massiv | 09201220 |
| Direkt Bild zu diesem Denkmal hochladen | Kunstgraben (Einzeldenkmale der Sachgesamtheit 09201255) | Bergmannweg (Karte)             | Mitte 18. Jahrhundert bis Ende 19. Jahrhundert                                                              | Einzeldenkmale der Sachgesamtheit Gesegnete Bergmanns Hoffnung Fundgrube; Bestandteil eines gut erhaltenen historischen Bergbauensembles, von bergbaugeschichtlicher, ortshistorischer sowie landschaftsbildprägender Bedeutung, seit 2019 zugehörig zur Pufferzone des UNESCO-Welterbes Montanregion Erzgebirge/Krušnohoří. - Kunstgraben: führte am linken Ufer der Freiberger Mulde von einem oberhalb gelegenen Wehr zur Gesegnete Bergmanns Hoffnunger Erzwäsche und späteren Pappenfabrik (vgl. 09201142), ca. 900 m lang, gefasst von Bruchsteinmauerung (spätere Befestigung/Sanierung teils auch in Beton), erreichte am Ende eine Fallhöhe von 5,4 m über Muldenniveau zur Beaufschlagung von Wasserrad bzw. späterer Turbine, gut erhaltener Kanal von teils ungewöhnlicher Breite, diese möglicherweise auf Pläne zur Schiffbarmachung im Zuge der Verlängerung des Churprinzer Bergwerkskanals zurückgehend, ggf. zeugt sie auch nur von der Notwendigkeit großer Aufschlagwasser-Mengen - Rösche: untertägig im Fels fortgeführter Teil des Kunstgrabens - Mundlöcher: Bruchsteinmauerung | 09201256 |
|                                         | Gesegnete Bergmanns Hoffnung Fundgrube (Sachgesamtheit) | Bergmannweg 5, 6, 8, 10 (Karte) | 1886 (Erzbrecher)                                                                                           | Sachgesamtheit Gesegnete Bergmanns Hoffnung Fundgrube: Bergbauanlagen im Ortsteil Obergruna mit den Einzeldenkmalen Kunstgraben und Rösche sowie zugehörige Mundlöcher (09201256), ehemalige Erzwäsche und spätere Pappenfabrik (09201142), Treibehaus, Scheidebank, Kessel- und Dampffördermaschinenhaus, Bethaus sowie Halde mit Haldenmauerung und Erzrolle (09304228) und Tiefe Hilfe Gottes Stolln mit Mundloch (09300779) sowie den Sachgesamtheitsteilen Halde des Steyer Schachts mit Haldenmauerung und Erzrolle, Erzbrecherhaus sowie untertägige Maschinenräume mit technischer Ausstattung; nördlichste große und im 19. Jahrhundert bedeutende Silbererzgrube des Freiberger Nordreviers mit einem umfangreich erhaltenen Bestand an baulichen und technischen Anlagen sowie an charakteristischen Bodenstrukturen der Bergbauaktivitäten aus dem 18. und 19. Jahrhundert, von bergbaugeschichtlicher, ortshistorischer sowie landschaftsbildprägender Bedeutung, seit 2019 zugehörig zur Pufferzone des UNESCO-Welterbes Montanregion Erzgebirge/Krušnohoří | 09201255 |
| Direkt Bild zu diesem Denkmal hochladen | Steyer Schacht: Treibehaus, Scheidebank mit Steigerwohnungen, Kessel- und Dampffördermaschinenhaus sowie Bethaus mit Verwalterwohnung (Einzeldenkmale der Sachgesamtheit 09201255)                                                                                       | Bergmannweg 5, 8 (Karte)        | 1843/1844 (Treibehaus)                                                                                      | Einzeldenkmale der Sachgesamtheit Gesegnete Bergmanns Hoffnung Fundgrube; gut erhaltenes historisches Bergbauensemble, als authentische Zeugnisse des Erzbergbaus im 18. und vor allem 19. Jahrhundert von bergbaugeschichtlicher, ortshistorischer sowie landschaftsbildprägender Bedeutung. - Treibehaus: 1843/1844 für den Betrieb des Turbinengöpels errichtet (Fördermaschine im Schacht, Führung der Förderseile von den Seilkörben unter Tage über Seilscheiben im Treibehaus in die Fördertrümer des Schachts, d. h. in den Teil des Schachts, in dem sich die Fördergestelle bewegen), viergeschossiges, kubisches und daher turmartiges Gebäude, entspricht im Aussehen dem Schachtgebäude des Abraham-Schachtes in Freiberg, ursprünglich mit Wächtertürmchen, mit dreigeschossigem Anbau, der Scheidebank: ebenfalls 1843/1844 errichtet, beherbergte neben der Scheidebank (zum manuellen Scheiden des geförderten Roherzes in metallhaltiges und taubes Gestein) auch Betstube, Gezähekammer sowie Wohnungen für Steiger und Obersteiger, beide Gebäude dienten von 1920 bis 1929 als Fabrik - Kessel- und Dampffördermaschinenhaus: vermutlich 1879 für die Unterbringung der Dampffördermaschine sowie der notwendigen Kesselanlage errichtet, eingeschossiger Massivbau, ursprünglich mit Schornstein - Bethaus: ursprünglich mit Verwalterwohnung, auch als Expeditionsgebäude bezeichnet, eingeschossiger Massivbau mit Zwerchgiebel Die Gebäude befinden sich auf einer großen Halde mit einer teils mehrere Meter hohen Haldenmauerung und einer Erzrolle, die ebenso wie die untertägig erhaltene technische Ausstattung und das Erzbrecherhaus Teil der o. g. Sachgesamtheit sind.       | 09304228 |
| Direkt Bild zu diesem Denkmal hochladen | Ehemalige Erzwäsche und spätere Pappenfabrik (Einzeldenkmale der Sachgesamtheit 09201255) | Bergmannweg 10 (Karte)          | Mitte 18. Jahrhundert bis Ende 19. Jahrhundert (Bergbauanlage); 1909 (Umnutzung zur Erzwäsche)              | Einzeldenkmale der Sachgesamtheit Gesegnete Bergmanns Hoffnung Fundgrube; Bestandteil eines gut erhaltenen historischen Bergbauensembles, außergewöhnlich großer, sehr breit gelagerter Bau, bergbaugeschichtlich und industriegeschichtlich von Bedeutung, seit 2019 zugehörig zur Pufferzone des UNESCO-Welterbes Montanregion Erzgebirge/Krušnohoří. Ehemalige Erzwäsche der Gesegnete Bergmanns Hoffnung Fundgrube (Poch- und Stoßherdwäsche, Erzaufbereitung mittels Wasserkraft, Zerkleinerung des Roherzes im Pochwerk, Ausschwemmen tauber Gesteinspartikel auf den Stoßherden), Standort später als Pappenfabrik nachgenutzt, zweigeschossiger Massivbau mit Putzgliederung, 6:6 Achsen, ausgebautes Fachwerk-Dachgeschoss mit Dachhäuschen und Dacherker. | 09201142 |
| Direkt Bild zu diesem Denkmal hochladen | Wohnhaus | Breitenbacher Straße 22 (Karte) | 19. Jahrhundert                                                                                             | Baugeschichtlich von Bedeutung. Erdgeschoss massiv, Obergeschoss Fachwerk, ein Giebel verkleidet, einer massiv. | 09201225 |
| Direkt Bild zu diesem Denkmal hochladen | Wohnhaus | Breitenbacher Straße 41 (Karte) | 19. Jahrhundert                                                                                             | Obergeschoss Fachwerk verputzt und verkleidet, baugeschichtlich von Bedeutung, Erdgeschoss massiv | 09201224 |
| Direkt Bild zu diesem Denkmal hochladen | Wohnstallhaus, Seitengebäude und Scheune eines Dreiseithofes | Dorfstraße 2 (Karte)            | Anfang 19. Jahrhundert                                                                                      | Alle Gebäude in Fachwerkbauweise, bau- und wirtschaftsgeschichtlich von Bedeutung sowie ortsbildprägend. - Wohnstallhaus: lang gestreckter, zehnachsiger Bau, Erdgeschoss massiv, Obergeschoss Fachwerk, zum Teil verbrettert, Krüppelwalmdach - Stall: Fachwerk-Konstruktion - Stallscheune: Erdgeschoss massiv/Obergeschoss Fachwerk, Giebel verbrettert | 09201219 |
| Direkt Bild zu diesem Denkmal hochladen | Häuslerhaus | Dorfstraße 22 (Karte)           | 1. Hälfte 19. Jahrhundert                                                                                   | Obergeschoss Fachwerk verbrettert, baugeschichtlich von Bedeutung. Erdgeschoss massiv, Satteldach. | 09201228 |
| Direkt Bild zu diesem Denkmal hochladen | Nördliches Wohnstallhaus, westliches Seitengebäude und Scheune eines Dreiseithofes | Dorfstraße 24 (Karte)           | Um 1890 | In seiner Struktur erhaltener und durch die erhöhte Lage bildprägender Dreiseithof, bau- und wirtschaftsgeschichtlich von Bedeutung. - Wohnstallhaus: stattlicher, zweigeschossiger Massivbau, Fenster mit Steingewänden, im Erdgeschoss mit Backsteinschmuck, im Obergeschoss zum Teil kleine Dreieckgiebel - Scheune: Fachwerk-Konstruktion - Seitengebäude mit zugesetzter Kumthalle: lang gestreckter, zweigeschossiger Massivbau, Mittelachse betont (aber heute im Erdgeschoss geschlossen), entlang der Traufe und dem Giebel deutsches Band in Backstein | 09201227 |
| Direkt Bild zu diesem Denkmal hochladen | Häuslerhaus | Dorfstraße 32 (Karte)           | 1. Hälfte 19. Jahrhundert                                                                                   | Kleiner Fachwerk-Bau in Ecklage zum Drei Häuserweg, baugeschichtlich von Bedeutung. Erdgeschoss massiv, Obergeschoss Fachwerk, Giebel zum Teil verbrettert. | 09201226 |
| Direkt Bild zu diesem Denkmal hochladen | Häuslerhaus | Dorfstraße 36 (Karte)           | Anfang 18. Jahrhundert                                                                                      | Obergeschoss Fachwerk, zum Teil verputzt, baugeschichtlich von Bedeutung, über hohem Sockel massives Erdgeschoss | 09201234 |
| Direkt Bild zu diesem Denkmal hochladen | Wohnstallhaus eines ehemaligen Dreiseithofes | Dorfstraße 41 (Karte)           | Bezeichnet mit 1718                                                                                         | Obergeschoss Fachwerk, baugeschichtlich von Bedeutung. - Wohnstallhaus: drei Seiten massiv, Hofseite mit einriegeligem Fachwerk, Satteldach - Auszugshaus (Abbruch vor 2013): kleiner Fachwerk-Bau, Erdgeschoss massiv, Obergeschoss an drei Seiten verbrettert, bezeichnet mit „HS 1718“ | 09201233 |
| Direkt Bild zu diesem Denkmal hochladen | Pfarrhaus (Nr. 46), Auszugshaus (Nr. 48) und Scheune (Nr. 44) eines Pfarrhofes sowie Pfarrgarten | Dorfstraße 44, 46, 48 (Karte)   | 1687 (Pfarrhaus); Anfang 19. Jahrhundert (Auszugshaus)                                                      | Stattliche Anlage, Teil der alten Ortsstruktur, bau- und ortsgeschichtlich von Bedeutung. - Pfarrhaus: Wohnstallhaus, Erdgeschoss massiv, Steingewände, Obergeschoss Fachwerk, Giebel verbrettert, Krüppelwalmdach mit Fledermausgaupen - Auszugshaus: großer Fachwerk-Bau, Erdgeschoss massiv, Obergeschoss verbrettert - Scheune: Holzkonstruktion | 09201232 |
| Direkt Bild zu diesem Denkmal hochladen | Ehemalige Schule | Dorfstraße 51 (Karte)           | Bezeichnet mit 1895                                                                                         | Später Gemeindeamt, stattlicher zeittypischer Klinkerbau in erhöhter Lage, bau- und ortsgeschichtlich von Bedeutung. Über hohem Polygonsockel zweigeschossiger roter Klinkerbau mit Gliederungen in Sandstein (Eckbetonung, Gesimse, Fenster), übergiebelter Mittelrisalit, kräftiges Traufgesims, Satteldach. | 09201231 |
| Direkt Bild zu diesem Denkmal hochladen | Dorfkirche und Kirchhof Obergruna (Sachgesamtheit) | Dorfstraße 52 (Karte)           | 18. Jahrhundert (Einfriedung)                                                                               | Sachgesamtheit Dorfkirche und Kirchhof Obergruna mit folgenden Einzeldenkmalen: Pfarrkirche, Gedenktafel für Gefallene des Deutsch - Französischen Krieges (eingelassen in Friedhofsmauer), Grabmal für den Ingenieur Otto Münzner und dessen Ehefrau Margarethe und zwei Grabsteine (siehe 0920130) sowie dem Sachgesamtheitsteil: Kirchhofsmauer; Anlage von ortsgeschichtlicher und ortsbildprägender Bedeutung | 09300476 |
| Weitere Bilder                          | Pfarrkirche mit Ausstattung sowie Gedenktafel für Gefallene des Deutsch - Französischen Krieges (eingelassen in Friedhofsmauer), Grabmal für den Ingenieur Otto Münzner und dessen Ehefrau Margarethe sowie zwei Grabsteine (Einzeldenkmale der Sachgesamtheit 09300476) | Dorfstraße 52 (Karte)           | 1687, 1689 Dendro (Kirche); wohl Ende 18. Jahrhundert (Kanzelaltar); 1834 (Schablonenmalerei); 1877 (Orgel) | Einzeldenkmale der Sachgesamtheit Dorfkirche und Kirchhof Obergruna; künstlerische, ortsgeschichtliche und ortsbildprägende Bedeutung | 09201230 |
|                                         | Denkmal für die Gefallenen des Ersten Weltkrieges | Dorfstraße 52 (neben) (Karte)   | 1922 | Ortshistorische Bedeutung. Über dreifach gestaffeltem Sockel, hoher schlanker dreieckiger Aufsatz mit Inschrift (unleserlich), Relief der Friedensgöttin und Relief mit Baumstumpf, als Abschluss Urne. | 09201252 |
| Direkt Bild zu diesem Denkmal hochladen | Scheune eines ehemaligen Zweiseithofes | Dorfstraße 55 (Karte)           | Ende 19. Jahrhundert                                                                                        | Bildprägender Fachwerkbau, bau- und wirtschaftsgeschichtlich von Bedeutung. Überaus große, frei stehende Scheune mit preußischem Fachwerk. | 09201251 |
| Direkt Bild zu diesem Denkmal hochladen | Häuslerhaus | Dorfstraße 56 (Karte)           | Bezeichnet mit 1804                                                                                         | Obergeschoss Fachwerk, baugeschichtlich und straßenbildprägend von Bedeutung. Erdgeschoss massiv, Obergeschoss Sichtfachwerk, ein Giebel verschiefert, Türsturz bezeichnet mit „AGU 1804 No. 38 M. K. 1926“, Satteldach. | 09201250 |
| Direkt Bild zu diesem Denkmal hochladen | Häuslerhaus mit Anbau | Dorfstraße 58 (Karte)           | 1. Hälfte 19. Jahrhundert                                                                                   | Obergeschoss Fachwerk verputzt, Teil der alten Ortsstruktur, baugeschichtlich von Bedeutung. Durch Hanglage hohes massives Erdgeschoss, Giebel zum Teil verbrettert, Satteldach. | 09201248 |
| Direkt Bild zu diesem Denkmal hochladen | Häuslerhaus | Dorfstraße 66 (Karte)           | 1. Hälfte 19. Jahrhundert                                                                                   | Obergeschoss Sichtfachwerk, baugeschichtlich und straßenbildprägend von Bedeutung. In Hanglage, Erdgeschoss massiv, ein Giebel massiv, Satteldach. | 09201241 |
| Direkt Bild zu diesem Denkmal hochladen | Wohnstallhaus eines Dreiseithofes | Dorfstraße 67 (Karte)           | Ende 18. Jahrhundert / Anfang 19. Jahrhundert                                                               | Stattlicher Fachwerkbau mit weitem Dachüberstand, baugeschichtlich und straßenbildprägend von Bedeutung. Stattlicher Bau, Erdgeschoss massiv, Obergeschoss Fachwerk, weiter Dachüberstand, Giebel verkleidet, Satteldach, am hinteren Ende kleine geschlossene Oberlaube. | 09201249 |
| Direkt Bild zu diesem Denkmal hochladen | Häuslerhaus und Seitengebäude | Dorfstraße 72 (Karte)           | 1. Hälfte 19. Jahrhundert                                                                                   | Wohnhaus Obergeschoss Fachwerk, bau- und sozialgeschichtlich von Bedeutung. - Häuslerei: Erdgeschoss massiv, Obergeschoss Fachwerk, zum Teil verbrettert, Satteldach - Seitengebäude (Stall): sehr kleiner Massivbau, Satteldach | 09201243 |
| Direkt Bild zu diesem Denkmal hochladen | Südliches Seitengebäude (Torhaus) und nördliche Scheune eines Vierseithofes | Dorfstraße 73 (Karte)           | 18. Jahrhundert (Torhaus); 19. Jahrhundert (Stallscheune)                                                   | Beide Gebäude in Fachwerkbauweise, bau- und wirtschaftsgeschichtlich von Bedeutung. - Torhaus: Erdgeschoss massiv, Obergeschoss einriegeliges Fachwerk, breite und gerade geschlossene Durchfahrt, Satteldach - Stallscheune: stattlicher Bau, Erdgeschoss massiv, Obergeschoss Fachwerk, Krüppelwalmdach | 09201247 |
| Direkt Bild zu diesem Denkmal hochladen | Wohnhaus | Dorfstraße 76 (Karte)           | Anfang 18. Jahrhundert                                                                                      | Obergeschoss mit beachtenswerter, seltener Fachwerkkonstruktion, bau- und hausgeschichtlich von Bedeutung. Lang gestreckter Bau, Erdgeschoss massiv mit Steingewänden (zum Teil), Obergeschoss mit einriegeligem Fachwerk, dieses mit Kopfband und Thüringer Leiter, im mittleren Bereich dreifach gestaffelte und kräftig profilierte Schwelle, Satteldach. | 09201244 |
| Direkt Bild zu diesem Denkmal hochladen | Wohnhaus | Dorfstraße 77 (Karte)           | 1908 | Einziges Beispiel eines villenartigen Wohnhauses im Ort, für den Bürgermeister A. Illgen errichtet, zeittypischer Putzbau mit Zierfachwerk und Schwebegiebel, bau- und ortsgeschichtlich von Bedeutung. Stattlicher Bau in leichter Hanglage, über hohem Sockel eingeschossiger Massivbau, Drempel und ausgebautes Dachgeschoss in Fachwerk, Putzbau, Gliederungen im Backstein, deutsches Band, Schwebegiebel. | 09201239 |
| Direkt Bild zu diesem Denkmal hochladen | Zwei Wohnhäuser | Dorfstraße 81 (Karte)           | 1740, später verändert; 1. Hälfte 19. Jahrhundert                                                           | Beide Gebäude in Fachwerkbauweise, baugeschichtlich und straßenbildprägend von Bedeutung. - westliches Wohnhaus: breit gelagert, Erdgeschoss massiv, Obergeschoss Fachwerk, ein Giebel massiv, Satteldach, auf der Rückseite etwas abgeschleppt - östliches Wohnhaus: in Hanglage, Erdgeschoss massiv, Obergeschoss Fachwerk, zu unterschiedlichen Zeiten verändert | 09201240 |
| Direkt Bild zu diesem Denkmal hochladen | Wohnhaus | Dorfstraße 85 (Karte)           | Ende 18. Jahrhundert / Anfang 19. Jahrhundert                                                               | Obergeschoss einriegeliges Fachwerk, baugeschichtlich von Bedeutung. Lang gestreckter Fachwerk-Bau: Erdgeschoss massiv, Giebel verbrettert, Satteldach. | 09201242 |
| Direkt Bild zu diesem Denkmal hochladen | Wohnhaus | Dorfstraße 87 (Karte)           | 19. Jahrhundert                                                                                             | Obergeschoss Fachwerk verputzt, Teil der Bebauung um die ehemalige Amtsmühle, baugeschichtlich von Bedeutung. Kleiner zweigeschossiger Bau, Erdgeschoss massiv, Krüppelwalmdach. | 09201215 |
| Direkt Bild zu diesem Denkmal hochladen | Wohnstallhaus eines Zweiseithofes | Drei Häuser 2 (Karte)           | 19. Jahrhundert                                                                                             | Obergeschoss Fachwerk verputzt, Teil der außerhalb des Ortes gelegenen „Dreihäuser“-Siedlung, baugeschichtlich von Bedeutung. kleiner Fachwerk-Bau, Erdgeschoss massiv, Giebel verbrettert, Satteldach. | 09201205 |
| Direkt Bild zu diesem Denkmal hochladen | Wohnstallhaus eines Zweiseithofes | Drei Häuserweg 5 (Karte)        | 19. Jahrhundert                                                                                             | Obergeschoss Fachwerk verputzt und verkleidet, Teil der außerhalb des Ortes gelegenen „Dreihäuser“-Siedlung, baugeschichtlich von Bedeutung. Kleiner Fachwerk-Bau, Erdgeschoss massiv. | 09201206 |
| Direkt Bild zu diesem Denkmal hochladen | Wohnstallhaus und Scheune eines Zweiseithofes | Freiberger Straße 56 (Karte)    | Ende 18. Jahrhundert / Anfang 19. Jahrhundert                                                               | Wohnstallhaus Obergeschoss Fachwerk verkleidet, breit gelagerter Bau mit baugeschichtlicher und straßenbildprägender Bedeutung. - Wohnstallhaus: Erdgeschoss massiv, Obergeschoss Fachwerk, Satteldach, an der Rückseite Frackdach, der ganze Bau mit Asbestplatten verkleidet - Scheune: Fachwerk- und Holzkonstruktion, Satteldach | 09201211 |
| Direkt Bild zu diesem Denkmal hochladen | Ehemaliges Forsthaus | Freiberger Straße 66 (Karte)    | 1830 | Stattliches Fachwerkgebäude mit bau- und ortsgeschichtlicher Bedeutung. Erdgeschoss massiv, Obergeschoss Fachwerk verbrettert, neun Achsen, Krüppelwalmdach. | 09201209 |
| Direkt Bild zu diesem Denkmal hochladen | Wohnstallhaus eines Zweiseithofes | Freiberger Straße 101 (Karte)   | 1. Hälfte 19. Jahrhundert                                                                                   | Baugeschichtlich von Bedeutung. Erdgeschoss massiv, Obergeschoss Fachwerk, zum Teil verbrettert, Satteldach. | 09201207 |
| Direkt Bild zu diesem Denkmal hochladen | Ehemalige Eisengießerei, Bürogebäude, Nebengebäude mit Uhrenturm und Tor der Gießerei Münzner (Maschinen- und Stahlbau Obergruna) | Hammer 1 (Karte)                | 1853–1860                                                                                                   | Ehemaliger unterer Hammer des Obergrunaer Eisenhammerwerkes, ab 1836 Maschinenfabrik Familie Münzner, technisches Denkmal und ortshistorische Bedeutung, seit 2019 zugehörig zur Pufferzone des UNESCO-Welterbes Montanregion Erzgebirge/Krušnohoří. Maschinenfabrik Familie Münzner war auf Bergbaumaschinen spezialisiert, weltweit patentierte Produkte, so die Münznerschen Fangvorrichtungen, heute Gebäude und Anlagen durch Maschinenbaufirma genutzt. - Gießerei: hoher zweigeschossiger Bau mit Krüppelwalmdach, Schleppgaube mit Fachwerk - Bürogebäude: massiv, Langseite mit Fachwerk, an der Schmalseite Eisengussplatte mit Inschrift „1836–1936. Zur Erinnerung an das 100jährige Bestehen dieses Werkes. Gewidmet von der gesamten Gefolgschaft Obergruna, 6. Juni 1936“ - Nebengebäude: Erdgeschoss massiv, Obergeschoss Fachwerk mit Uhren- und Glockentürmchen | 09201140 |
| Direkt Bild zu diesem Denkmal hochladen | Fabrikantenvilla der Maschinenbaufabrik Münzner | Hammer 5 (Karte)                | Bezeichnet mit 1836                                                                                         | Stattlicher Putzbau mit reicher Gliederung, baugeschichtlich und ortsgeschichtlich von Bedeutung, seit 2019 zugehörig zur Pufferzone des UNESCO-Welterbes Montanregion Erzgebirge/Krušnohoří. - Villa: über hohem Sockel zweigeschossiger, stattlicher Putzbau mit kräftiger Gliederung der Fenster und Gesimse sowie leicht vorgezogenem Mittelrisalit, dieser durch Putz- und Stuckornamentik betont und mit zwei Eisengusstafeln geschmückt - 1. Tafel: „1836–1856. Zum Andenken an das 50jährige Bestehen dieses Werkes, dem Stifter Friedrich August Münzner vom gesamten Beamten- u. Arbeiter-Personal, Obergruna datiert 6. Juni“ - 2. Tafel: „1836–1911. Zum 75jährigen Bestehen dieses Werkes gewidmet vom gesamten Personal. Obergruna datiert 6. Juni“ - Hammerschänke (Abbruch vor 2014): langgestreckter Bau in Art eines Doppelhauses, Erdgeschoss massiv, zwei Eingänge mit kräftigem Sturz, Obergeschoss Fachwerk, Dacherker - Nebengebäude (Abbruch vor 2014): zweigeschossiger Bau, Erdgeschoss massiv, Obergeschoss Fachwerk verbrettert, Giebel massiv, Fenster mit Putzgliederung | 09201139 |
| Direkt Bild zu diesem Denkmal hochladen | Wohnhaus (ehemalige Brennerei, ohne Anbau) | Hammerweg 1 (Karte)             | 1836 | Teil der alten Ortsstruktur, baugeschichtlich von Bedeutung. Erdgeschoss massiv mit mächtigem Stützpfeiler, an der Schmalseite zusätzlicher Eingang mit breitem Rundbogenfenster, Obergeschoss zum Teil Fachwerk, vollständig neu verbrettert. | 09201238 |
| Direkt Bild zu diesem Denkmal hochladen | Wohnstallhaus und Seitengebäude eines ehemaligen Dreiseithofes | Hammerweg 5 (Karte)             | 19. Jahrhundert                                                                                             | Beide Gebäude mit Fachwerk-Obergeschoss, durch erhöhte Lage bildprägend, bau- und wirtschaftsgeschichtlich von Bedeutung - Wohnstallhaus: Erdgeschoss massiv, Obergeschoss Fachwerk verbrettert, im hinteren Bereich massiv, Satteldach - Seitengebäude: Erdgeschoss massiv, Obergeschoss Holzkonstruktion, Satteldach | 09201245 |
| Direkt Bild zu diesem Denkmal hochladen | Wohnstallhaus eines Dreiseithofes | Pflaumenallee 4 (Karte)         | 1. Hälfte 19. Jahrhundert (saniert 1998)                                                                    | Durch erhöhte Lage bildprägender großer Fachwerk-Bau, baugeschichtlich von Bedeutung. Erdgeschoss massiv, Obergeschoss zum Hof und Giebel Fachwerk, die andere Längsseite massiv und vergrößerte Fenster, Krüppelwalmdach. | 09201223 |

## Reichenbach
| Bild                                    | Bezeichnung                                                                                                 | Lage                       | Datierung                                                                     | Beschreibung | ID       |
| --------------------------------------- | --- | -------------------------- | ----------------------------------------------------------------------------- | --- | -------- |
| Direkt Bild zu diesem Denkmal hochladen | Wohnhaus | Ahornweg 1 (Karte)         | Um 1800                                                                       | Ländliches Wohnhaus mit regionaltypischem Fachwerk-Obergeschoss, weitgehend im ursprünglichen Aussehen erhalten, baugeschichtlich von Bedeutung. Erdgeschoss massiv, Obergeschoss einriegeliges Fachwerk mit Diagonalstreben, Fenster mit Sprossung, Giebelseiten verbrettert, Satteldach, Schieferdeckung. | 08990565 |
| Direkt Bild zu diesem Denkmal hochladen | Ehemaliges Wohnstallhaus und Scheune eines Bauernhofes                                                      | Ahornweg 6 (Karte)         | 2. Hälfte 19. Jahrhundert                                                     | Späte Beispiele für landwirtschaftliche Gebäude mit Holzkonstruktion, bau- und wirtschaftsgeschichtlich von Bedeutung. - Wohnhaus: Erdgeschoss massiv, verändert, Obergeschoss Fachwerk, ursprüngliche Fenstergröße, verkleidet, Satteldach, Schieferdeckung, ein liegendes Dachfenster - Scheune: teils massiv, teils Fachwerk-Konstruktion, großes altes Tor, Drempelzone mit Bergeluke, Satteldach | 08990589 |
| Direkt Bild zu diesem Denkmal hochladen | Wohnhaus (ehemaliges Forsthaus), Toranlage und umfriedende Stützmauern                                      | Am Feld 9 (Karte)          | Bezeichnet mit 1802                                                           | Stattlicher Baukörper mit regionaltypisch verbrettertem Fachwerk-Obergeschoss, exponierte Lage, bau-, orts- und heimatgeschichtliche Bedeutung. - Wohnhaus: Erdgeschoss massiv, verändert (Eingang verlegt usw.), Obergeschoss mit ursprünglicher Fenstergröße, Zierverdachung, hohes mächtiges Krüppelwalmdach, seitliche Toilettenerker, straßenseitige Traufseite mit zweiriegeligem Fachwerk - Toranlage: mehrere Eingänge mit Segmentbogen, Einfahrt und zwei Eingänge von Pfeilern mit Bekrönung flankiert - Stützmauer: Trockenmauern aus Natursteinen mit Strebepfeilern | 08991609 |
| Direkt Bild zu diesem Denkmal hochladen | Bauernhaus                                                                                                  | Am Rand 9b (Karte)         | 1. Hälfte 19. Jahrhundert                                                     | Regionaltypisches Wohnhaus mit Fachwerk-Obergeschoss, baugeschichtlich von Bedeutung. Erdgeschoss massiv, Obergeschoss zweiriegeliges Fachwerk mit Eckstreben, zum Teil verbrettert, eine Giebelseite massiv, Satteldach, zum Teil alte Fenster, alte Tür. | 08991635 |
|                                         | Denkmal für die Gefallenen des deutsch-französischen Krieges                                                | Am Teich (Karte)           | Nach 1870                                                                     | Obeliskartiges Sandsteindenkmal mit feinem Ornament, ortshistorische Bedeutung. Ca. zwei Meter breites, durch Natursteine befestigtes Feld, darauf Sandstein ca. 2,20 m hoch, Sockelbereich mit Inschriften (unleserlich), Obelisk mit Akanthus, Lorbeerkranz und Kreuz, abschließender Aufsatz fehlt. | 08991615 |
|                                         | Denkmal für die Gefallenen des Ersten Weltkrieges                                                           | Am Teich (Karte)           | 1920er Jahre                                                                  | Obeliskartiger Aufbau mit vorgelagerter breiter Treppe, straßenbildprägend unterhalb der Kirche, ortshistorische Bedeutung. Breiter Sockel, Obelisk aus rotem Sandstein, Relief mit Lorbeerkranz, Inschrift „Ihren tapferen im Weltkrieg für’s Vaterland gebliebenen Söhnen die Einwohnerschaft der Gemeinde Reichenbach/ 1914–1918“, Aufsatz mit Kreuz, davor ursprünglich Eisenzaun mit Kreuz und Schwertern, dreistufige Treppe mit seitlichen Mauern. | 08991612 |
| Weitere Bilder                          | Kirche mit Ausstattung                                                                                      | Am Teich 2 (Karte)         | 1727–1728                                                                     | Saalkirche mit zentralem Dachreiter, zum Teil in Fachwerk-Bauweise errichtet, bau- und ortsgeschichtlich von Bedeutung. Sockelbereich und Eckzonen massiv sowie Anbauten, sonst Fachwerk verputzt, Nordseite insgesamt verbrettert, die drei Fensterachsen mit originalen Fenstern, an der Ostseite originale zweiflügelige Tür, profilierte Holztraufe, Krüppelwalmdach, Biberschwanzdeckung, Dachreiter mit Uhr, verschiefert, geschweiftes Zeltdach. | 08991614 |
| Direkt Bild zu diesem Denkmal hochladen | Ehemalige Schule (heute Wohnhaus)                                                                           | Am Teich 2 (neben) (Karte) | Bezeichnet mit 1834                                                           | Obergeschoss Fachwerk, weitgehend im ursprünglichen Aussehen wieder hergestellt, bau- und ortsgeschichtlich von Bedeutung. Erdgeschoss massiv, Sandsteingewände, Eingang mit Verdachung auf Konsolen, Obergeschoss Traufseite zweiriegeliges Fachwerk mit Diagonalstreben, Krüppelwalmdach, Biberschwanzdeckung, zwei Fledermausgaupen, rückwärtig späterer massiver Anbau (beide Giebelseiten und Rückfront massiv ausgebaut). | 08991613 |
| Direkt Bild zu diesem Denkmal hochladen | Westliches Wohnstallhaus und nördliches Seitengebäude (mit Kumthalle) eines Dreiseithofes                   | Am Teich 8 (Karte)         | 2. Hälfte 19. Jahrhundert (Wohnstallhaus); bezeichnet mit 1937 (Kumthalle)    | Wohnstallhaus Obergeschoss Fachwerk, regionaltypische landwirtschaftliche Gebäude, baugeschichtlich von Bedeutung. - Wohnstallhaus: Erdgeschoss massiv, verändert, Obergeschoss zweiriegeliges Fachwerk mit Diagonalstreben, im Giebelfeld noch alte Fenster, Satteldach (neu gedeckt), Rückseite massiv - Stall: zweigeschossiger Putzbau, korbbogige Kumthalle, Satteldach | 08991616 |
| Direkt Bild zu diesem Denkmal hochladen | Wohnstallhaus eines Bauernhofes                                                                             | Am Teich 12 (Karte)        | Kern 17. Jahrhundert                                                          | Regionaltypisches Bauernhaus mit sehr alter Fachwerk-Konstruktion mit geschweiften Andreaskreuzen und Libellenmotiv an der Schwelle, bau- und hausgeschichtlich von Bedeutung. Erdgeschoss massiv, verändert, Traufseite einriegeliges Fachwerk mit Kopfstreben, Giebelseite und rückwärtiger Teil verkleidet, Satteldach. | 08991617 |
| Direkt Bild zu diesem Denkmal hochladen | Transformatorenhäuschen (ehemals Teil vom Überlandstromverband Freiberg)                                    | Berggasse (Karte)          | 1912–1913                                                                     | Ortsbildprägendes Gebäude in Fachwerkbauweise, als Zeugnis der frühen Elektrifizierung des Freiberger Raumes von regionalgeschichtlicher und technikgeschichtlicher Bedeutung. Sockel massiv, Fachwerk-Aufbau, Gefache mit Ziegel, verputzt, steiles Zeltdach mit Schieferdeckung und hölzernem Aufsatz mit Satteldach mit Schieferdeckung. | 08991601 |
| Direkt Bild zu diesem Denkmal hochladen | Südwestliches Wohnhaus und nordwestliches Seitengebäude (mit Kumthalle) eines Vierseithofes                 | Berggasse 1 (Karte)        | 2. Hälfte 19. Jahrhundert                                                     | Landwirtschaftliche Gebäude mit Fachwerk-Obergeschoss eines in der Struktur erhaltenen Bauernhofes, bau- und wirtschaftsgeschichtlich von Bedeutung. - Wohnhaus: Erdgeschoss massiv, verändert, Obergeschoss zweiriegeliges Fachwerk mit Diagonalstreben, eine Giebelseite verbrettert, zweite Giebelseite massiv, Satteldach - Stall: Erdgeschoss massiv, einbogige Kumthalle mit Backsteinbogen, Obergeschoss zweiriegeliges Fachwerk mit Diagonalstreben, teils verbrettert, Satteldach | 08991632 |
| Direkt Bild zu diesem Denkmal hochladen | Nördliches Wohnstallhaus, südwestliche Scheune und daran angebautes Seitengebäude eines Dreiseithofes       | Berggasse 11 (Karte)       | 1. Hälfte 19. Jahrhundert (Wohnstallhaus); bezeichnet mit 1912 (Stallscheune) | In der Konstruktion erhaltene Gebäude mit Fachwerk, bau- und wirtschaftsgeschichtlich von Bedeutung. - Wohnstallhaus: Erdgeschoss massiv, Sandsteingewände, geringfügig verändert, Obergeschoss Fachwerk verbrettert, Fenster mit Sprossung, zweite Giebelseite verkleidet, Toilettenerker, Satteldach - Stallscheune: Erdgeschoss massiv, Obergeschoss verbrettert, Satteldach | 08991600 |
| Direkt Bild zu diesem Denkmal hochladen | Grabmal des Bürgermeisters und Gutsbesitzers Emil Scheinert sowie Grabplatte für sechs Opfer des Faschismus | Hirschstraße (Karte)       | Ende 1920er Jahre (Grabmal Scheinert); 1945 (Grabmal VdN/OdF)                 | Ortsgeschichtlich von Bedeutung. - Grabmal Scheinert: aufwendig gestaltet mit Säulen und Halbkuppel im Stil der Zeit, Säulenstellung mit polygonalen Schäften, schwarze polierte Granittafel mit Inschrift „Ruhestätte des Bürgermeisters und Gutsbesitzers Emil Scheinert/ * 21. Jan. 1875/ gest 3. Jan. 1927“, Kuppelaufsatz, schwarzer polierter Granit, „Es ist vollbracht“, Einfriedung aus Sandstein - Grabplatte für 6 Opfer des Faschismus: Betonplatte, Reliefaufsatz mit Inschrift „Hier liegen 6 im Mai 1945 gemordete KZ-Häftlinge“, eingefasst von einem sternförmig angelegten Stacheldrahtrelief | 08991630 |
| Direkt Bild zu diesem Denkmal hochladen | Wohnstallhaus und zwei Scheunen eines Dreiseithofes                                                         | Kirchsteig 2 (Karte)       | Um 1800 (Wohnstallhaus); 19. Jahrhundert (Scheune)                            | Intakte Hofstruktur mit Fachwerk-Gebäuden, bau- und wirtschaftsgeschichtlich von Bedeutung. - Wohnstallhaus: Erdgeschoss massiv, Obergeschoss zweiriegeliges Fachwerk mit Diagonalstreben, Giebel verbrettert, Satteldach, äußere Traufseite verbrettert - nördliche Scheune: Fachwerk-Konstruktion, Bergetür, Satteldach - südliche Scheune: Holzkonstruktion, verbrettert, Satteldach | 08991608 |
| Direkt Bild zu diesem Denkmal hochladen | Wohnstallhaus, Seitengebäude, Scheune und Einfriedungsmauer eines Dreiseithofes                             | Kirchsteig 3 (Karte)       | Kern 18. Jahrhundert                                                          | Stattliche Hofanlage mit regionaltypischen Gebäuden mit Holzkonstruktion, bau-, heimat- und wirtschaftsgeschichtlich Bedeutung. - Wohnstallhaus: Erdgeschoss massiv, Eingang mit Schlussstein, hölzerner Anbau, Obergeschoss Fachwerk, verkleidet, Krüppelwalmdach - Scheune: Holzkonstruktion, verbrettert, Satteldach, rechtwinklig angebauter Stall: Erdgeschoss massiv, zum Teil verändert, Obergeschoss verbrettert, Satteldach - Einfriedungsmauer mit korbbogigem Eingang und Einfahrt mit Torpfeilern | 08991607 |
| Direkt Bild zu diesem Denkmal hochladen | Wohnstallhaus und zwei Seitengebäude eines Vierseithofes                                                    | Kirchsteig 4 (Karte)       | Um 1800                                                                       | Stattliche Gebäude mit Fachwerk-Obergeschoss, bauhistorische und heimatgeschichtliche Bedeutung. - Wohnstallhaus: Erdgeschoss massiv, geglättet, Obergeschoss zweiriegeliges Fachwerk mit Diagonalstreben, überwiegend jedoch verputzt, Satteldach, eine Bergegaupe, Rückseite mit kurzem Schopf - nördliches Seitengebäude: Erdgeschoss massiv, verändert, Obergeschoss zwei Bauphasen ablesbar, einriegeliges Fachwerk im rechten Teil mit Veränderungen, linker Teil zweiriegelig mit Diagonalstreben, Giebelseite verbrettert, Satteldach, Schieferdeckung - südliches Seitengebäude: Erdgeschoss massiv, Eingang mit Sandsteingewände und Verdachung, Obergeschoss zweiriegeliges Fachwerk mit Diagonalstreben, einige sehr alte Fenster, Giebelseite verkleidet, Satteldach, Schieferdeckung | 08991606 |
| Direkt Bild zu diesem Denkmal hochladen | Wohnstallhaus des ehemaligen Erbgerichtshofes                                                               | Talstraße 1 (Karte)        | Kern vermutlich 2. Hälfte 18. Jahrhundert; bezeichnet mit 1828                | Stattlicher Baukörper mit Fachwerk-Obergeschoss in exponierter Lage, bau- und ortsgeschichtlich von Bedeutung. Erdgeschoss massiv, Sandsteingewände, Eingang mit Segmentbogen und Schlussstein, zum Teil originale Fenster und zweiflügelige alte Tür mit Oberlicht, Obergeschoss überwiegend Fachwerk, verkleidet, ursprüngliche Fenstergröße, Krüppelwalmdach. | 08991610 |
| Direkt Bild zu diesem Denkmal hochladen | Gasthof des ehemaligen Erbgerichts und Hausbaum                                                             | Talstraße 3 (Karte)        | 2. Hälfte 19. Jahrhundert                                                     | Charakteristischer Bau mit Fachwerk im Obergeschoss, straßenbildprägend, bau- und ortsgeschichtlich von Bedeutung. - Gasthof: Erdgeschoss massiv, verändert, Eingang mit Sandsteingewände mit gerader Verdachung, Obergeschoss Traufseite dreiriegeliges Fachwerk mit Diagonalstreben, zum Teil Fenster mit Sprossung, Giebelseiten massiv, im Giebelfeld kleines Rundbogenfenster, Krüppelwalmdach - Hausbaum: Kastanie | 08991611 |
| Direkt Bild zu diesem Denkmal hochladen | Wohnhaus (ehemalige Schmiede)                                                                               | Talstraße 5 (Karte)        | Kern 17. Jahrhundert; Umbau bezeichnet mit 1860                               | Zum Teil sehr alte Fachwerk-Konstruktion mit geschweiften Andreaskreuzen und Libellenmotiv, bau- und hausgeschichtlich von Bedeutung, straßenbildprägend. Erdgeschoss massiv, geglättet, Obergeschoss einriegeliges Fachwerk, im mittleren Teil ältester Abschnitt mit aufgeblatteten Kopfstreben und Andreaskreuzen, sonst mit Diagonalstreben bzw. verputzt, Giebel verbrettert, Satteldach (neue Deckung). | 08991602 |
| Direkt Bild zu diesem Denkmal hochladen | Wohnhaus mit Stallanbau                                                                                     | Talstraße 7 (Karte)        | 1. Hälfte 19. Jahrhundert, wohl 1833                                          | Mit landschaftstypischer Fachwerk-Konstruktion, bau- und heimatgeschichtlich von Interesse. Erdgeschoss massiv, verändert, Obergeschoss zweiriegeliges Fachwerk mit Eckstreben, Fenster mit Sprossung, eine Giebelseite massiv, Satteldach. An der östlichen Giebelseite zurückgesetzter Stallanbau, im oberen Teil mit Fachwerk, Pultdach. | 08991603 |
| Direkt Bild zu diesem Denkmal hochladen | Wohnhaus | Talstraße 9 (Karte)        | Kern 18. Jahrhundert                                                          | Hakenförmiger Grundriss, Fachwerk im Obergeschoss, straßenbildprägend und baugeschichtlich von Bedeutung. Erdgeschoss massiv, Obergeschoss einriegeliges Fachwerk mit Diagonalstreben, eine Giebelseite mit böhmischer Verbretterung, giebelständiger Flügel weitgehend massiv und mit Anbau, Satteldach, vereinzelt Fenster mit Sprossung und Winterfenster. | 08991604 |
| Direkt Bild zu diesem Denkmal hochladen | Häuslerhaus                                                                                                 | Talstraße 11 (Karte)       | Um 1800                                                                       | Landschaftstypisch mit intakter Fachwerk-Konstruktion im Obergeschoss und hölzernem Wirtschaftsteil, bau- und heimatgeschichtliche Bedeutung, straßenbildprägend. Erdgeschoss massiv, Obergeschoss einriegeliges Fachwerk mit Diagonalstreben, Giebel verbrettert, mit altem Schiebefenster, Satteldach, zurückgesetzt angebauter Wirtschaftsteil, verbrettert, Pultdach. | 08991808 |
| Direkt Bild zu diesem Denkmal hochladen | Wohnhaus | Talstraße 17 (Karte)       | 18. Jahrhundert                                                               | Landschaftstypisches Wohnhaus mit intakter Fachwerk-Konstruktion im Obergeschoss, baugeschichtlich und straßenbildprägend von Bedeutung. Erdgeschoss massiv, untypisch verputzt, Obergeschoss einriegeliges Fachwerk mit Diagonalstreben, Giebelseite verkleidet, zweite Giebelseite massiv, Fenster mit Sprossung erneuert, Satteldach, Schieferdeckung. | 08991599 |
| Direkt Bild zu diesem Denkmal hochladen | Wohnhaus eine Bauernhofes                                                                                   | Talstraße 23 (Karte)       | Kern 17. Jahrhundert                                                          | Regionaltypisches Gebäude mit Fachwerk-Obergeschoss mit besonders alter Fachwerk-Konstruktion (geschweifte Andreaskreuze), bau-, haus- und ortsgeschichtlich von Bedeutung. Erdgeschoss massiv, etwas verändert, Obergeschoss einriegeliges Fachwerk mit Andreaskreuzen und aufgeblatteten Kopfstreben, Schwelle mit Libellenmotiv, nach Westen hin Fachwerk später erweitert, zweiriegelig mit Diagonalstreben, Giebelseiten verkleidet, Satteldach, Schieferdeckung. | 08991597 |
| Direkt Bild zu diesem Denkmal hochladen | Östliches Bauernhaus (ehemaliges Wohnstallhaus) und südliches Seitengebäude eines Dreiseithofes             | Talstraße 28 (Karte)       | Um 1880                                                                       | Zeittypisches bäuerliches Anwesen, die verputzten Flächen mit akzentuierender Gestaltung, bau- und wirtschaftsgeschichtlich von Bedeutung. - Wohnhaus: Erdgeschoss massiv, zum Teil verändert, Giebelseiten massiv, Lisenengliederung, profilierte Fenstergewände, im Giebel zwei Rundbogenfenster, Oculi, Traufseite Obergeschoss Fachwerk verkleidet, Satteldach, Schieferdeckung - Seitengebäude: zweigeschossig, massiv, Lisenengliederung, drei Segmentbogentore, Obergeschossfenster mit Sprossung, im linken Teil paarig angeordnete Lüftungsschlitze, profilierte Traufe, Satteldach | 08991598 |
| Direkt Bild zu diesem Denkmal hochladen | Westliches und nördliches Seitengebäude sowie östliche Scheune eines Vierseithofes                          | Zellhäuser 1 (Karte)       | Im Kern Ende 18. Jahrhundert                                                  | Große stattliche Baukörper, zum Teil von wissenschaftlich-dokumentarischem Wert, ortshistorische Bedeutung. - Scheune: zweigeschossig, mit großen Segmentbogentoren, Fenster mit Sandsteingewänden, über den Toren mit Segmentbogen, Satteldach mit Dachüberstand, - nördliches Seitengebäude: Erdgeschoss massiv, zum Teil verändert, Obergeschoss Fachwerk, Außenseite verbrettert, Giebelseite massiv, Krüppelwalmdach, Schieferdeckung, ruinös - westliches Seitengebäude: zweigeschossig, stark verändert, Krüppelwalmdach | 08991596 |
| Direkt Bild zu diesem Denkmal hochladen | Östliches Seitengebäude und westliche Scheune eines Dreiseithofes                                           | Zellhäuser 3 (Karte)       | 19. Jahrhundert (Seitengebäude); Ende 19. Jahrhundert (Scheune)               | Regionaltypische Wirtschaftsgebäude eines großen Bauernhofes mit Fachwerk, bau- und heimatgeschichtlich von Interesse. - Scheune: überwiegend Fachwerk-Konstruktion, teils verbrettert, Satteldach, zum Teil Schieferdeckung, Gebäude zwei Mal verlängert - Stall: Erdgeschoss massiv, verändert, Obergeschoss überwiegend Fachwerk, verbrettert, alte Fenster, Satteldach, Schieferdeckung | 08991594 |
| Direkt Bild zu diesem Denkmal hochladen | Wohnstallhaus und Scheune einer ehemaligen Bergarbeitersiedlung                                             | Zellhäuser 6 (Karte)       | Um 1800 (Wohnstallhaus); um 1900 (Scheune)                                    | Regionaltypisches Wohnstallhaus mit Fachwerk-Obergeschoss, bau- und ortsgeschichtlich von Bedeutung. - Wohnstallhaus: Erdgeschoss massiv, Obergeschoss zweiriegeliges bzw. einriegeliges Fachwerk mit Diagonalstreben, Giebelseite verkleidet, Satteldach, verschiedene kleine Anbauten, an der westlichen Giebelseite zweigeschossiger, schmaler, massiver Anbau, Satteldach - Scheune: massiv, drei Tore, großes Mitteltor, die beiden seitlichen mit Segmentbogen, Satteldach Das in regionaltypischer Fachwerkbauweise errichtete Wohnhaus mit späterem westlichem Anbau ist Teil einer ehemaligen kleinen Bergarbeitersiedlung nördlich von Reichenbach, die wohl vor 1800 am Fuße des Zellwaldes errichtet wurde. Der Bergbau erlebte im 18. und 19. Jahrhundert seine Blütezeit in Reichenbach und den Nachbargemeinden und trug neben der Landwirtschaft wesentlich zur Dorfentwicklung bei. Durch die steigenden Einwohnerzahlen entstanden nicht nur innerhalb der Dörfer neue Anwesen, sondern auch außerhalb der Ortschaften kleinere Siedlungen wie die der Zellhäuser. Das Wohnhaus dokumentiert in seinem Baubestand eine traditionelle Bauweise, die diese ländliche Entwicklung zum Ende des 18. Jahrhunderts exemplarisch aufzeigt. Der authentische Charakter des Fachwerkgebäudes ist erhalten und dokumentiert die Arbeits- und Lebensbedingungen der Zeit vor 1800. Die im Winkel zum Wohnhaus stehende jüngere Scheune aus der Zeit um 1900 dokumentiert den Wandel in der landwirtschaftlichen Nutzung des Hofes und der damit einhergehenden Veränderungen. Der Putzbau mit sehr gut erhaltenem Dachstuhl und drei originalen Toröffnungen zur Hofseite bildet einen räumlichen Bestandteil des Winkelhofes. Als letztes in seiner Grundkonstruktion erhaltenes Wohnhaus der ehemaligen Bergarbeitersiedlung „Zellhäuser“ besitzt es einen identitätsstiftenden Zeugnis- und Dokumentationswert. Die Denkmalfähigkeit beider Gebäude ergibt sich somit – zusätzlich zur baugeschichtlichen – auch aus ihrer orts- und sozialgeschichtlichen Bedeutung. | 08991593 |
| Direkt Bild zu diesem Denkmal hochladen | Westliche Scheune und südliches Seitengebäude eines Dreiseithofes                                           | Zellhäuser 9, 9b (Karte)   | 1. Hälfte 19. Jahrhundert                                                     | Regionaltypische landwirtschaftliche Wirtschaftsgebäude mit Fachwerk, bau- und heimatgeschichtliche Bedeutung. - Stall: Erdgeschoss massiv, Obergeschoss Fachwerk mit ursprünglicher Fenstergröße, verkleidet, Satteldach - Scheune: Fachwerk-Konstruktion mit Diagonalstreben, alte Tore, Fenster mit Sprossung, Satteldach, Schieferdeckung, Giebelseite verkleidet | 08991591 |
| Direkt Bild zu diesem Denkmal hochladen | Forsthaus, nördliches Seitengebäude und westliche Scheune eines ehemaligen Forsthofes                       | Zellhäuser 13 (Karte)      | Um 1900                                                                       | Trotz baulicher Veränderungen denkmalwürdig, ortshistorische Bedeutung. - Wohnhaus: eingeschossig, massiv, Fenster und Tor mit Segmentbogen mit Backsteinfassung, abgeschrägte Backsteinsohlbank, einige originale Fenster, Drempelzone mit Zierfachwerk, zentraler Dacherker, Krüppelwalmdach - Stall: teils massiv, teils Holzkonstruktion, Walmdach mit hochgezogener Traufe, Biberschwanz-Kronendeckung - Scheune: Bruchsteinbau verputzt, zentrales Segmentbogentor, Satteldach, Biberschwanz-Kronendeckung | 08991595 |
| Direkt Bild zu diesem Denkmal hochladen | Spritzenhaus                                                                                                | Zur Aue (Karte)            | 2. Hälfte 19. Jahrhundert                                                     | Zeugnis des Brandschutzes im Ort. Bruchsteinbau, an der Giebelseite Toreinfahrt mit altem Tor, Giebelfeld verbrettert, Bergeklappe, Satteldach, Biberschwanzdeckung. | 08991622 |
| Direkt Bild zu diesem Denkmal hochladen | Nördliches Seitengebäude und westliche Scheune eines Vierseithofes                                          | Zur Aue 1 (Karte)          | 18. Jahrhundert (Scheune); 1. Hälfte 19. Jahrhundert (Seitengebäude)          | Regionaltypische ländliche Wirtschaftsgebäude mit Fachwerk, bau- und heimatgeschichtliche Bedeutung. - Stall: Erdgeschoss massiv, verändert, Obergeschoss zweiriegeliges Fachwerk mit Diagonalstreben, Bergetür, zum Teil alte Fenster, Giebelseite verbrettert, Außenseite verkleidet, Satteldach - Scheune: ursprünglich Wohnhaus, Fachwerk zum Teil im Erdgeschoss, Obergeschoss Fachwerk zum Teil verbrettert, zum Teil verkleidet, Satteldach | 08991623 |
| Direkt Bild zu diesem Denkmal hochladen | Westliches Seitengebäude (mit Kumthalle) eines Vierseithofes                                                | Zur Aue 7 (Karte)          | Um 1900                                                                       | Spätes Beispiel für ländlichen Fachwerkbau mit Mittelrisalit und Dachreiter, von baugeschichtlichem Interesse. Erdgeschoss massiv, breites Segmentbogentor, im Mittelrisalit wohl ursprünglich zweibogige Kumthalle, Obergeschoss zweiriegeliges Fachwerk, südliche Giebelseite massiv, Krüppelwalmdach, offener Dachreiter auf Mittelrisalit mit Zeltdach. | 08991621 |
| Direkt Bild zu diesem Denkmal hochladen | Häuslerhaus (ohne Anbauten)                                                                                 | Zur Aue 8a (Karte)         | Um 1800                                                                       | Weitgehend original erhaltenes Fachwerkhaus von baugeschichtlichem Wert. Zweigeschossig, Erdgeschoss massiv, Fachwerk-Obergeschoss, Satteldach mit Biberschwanzdoppeldeckung. | 09300511 |
| Direkt Bild zu diesem Denkmal hochladen | Häuslerhaus                                                                                                 | Zur Aue 8c (Karte)         | Anfang 19. Jahrhundert                                                        | Regionaltypisch mit intaktem Fachwerk-Obergeschoss, baugeschichtlich von Bedeutung. Erdgeschoss massiv (verändert), Obergeschoss Fachwerk verkleidet bzw. verputzt, Satteldach. | 08991619 |
| Direkt Bild zu diesem Denkmal hochladen | Häuslerhaus                                                                                                 | Zur Aue 12 (Karte)         | 1. Hälfte 19. Jahrhundert                                                     | Regionaltypisches ländliches Wohnhaus mit intaktem Fachwerk-Obergeschoss, bauhistorisch von Interesse. Erdgeschoss massiv, größerer hölzerner Eingangsvorbau, Obergeschoss zweiriegeliges Fachwerk mit Eckstreben, Satteldach, Schieferdeckung, eine Giebelseite verbrettert. | 08991618 |
| Direkt Bild zu diesem Denkmal hochladen | Scheune eines ehemaligen Vierseithofes und Bergkeller                                                       | Zur Aue 15 (Karte)         | Um 1900                                                                       | Regionaltypisches landwirtschaftliches Gebäude mit jüngerer Fachwerkkonstruktion und Zeugnis der ländlichen Vorratshaltung, baugeschichtlich von Bedeutung. - Scheune: Erdgeschoss massiv, Obergeschoss Fachwerk, zum Teil verkleidet, flaches Satteldach, Schiebetor - Bergkeller: kleiner Backsteinbau am Hang mit Satteldach, Giebel verbrettert, Segmentbogen-Eingang - Wohnstallhaus (zwischen 2001 und 2009 abgebrochen): Erdgeschoss massiv, verändert, Obergeschoss weitgehend Fachwerk, verkleidet, hohes Satteldach, Giebelseite Obergeschoss mit liegenden Fenstern | 08991620 |
| Direkt Bild zu diesem Denkmal hochladen | Bergkeller                                                                                                  | Zur Aue 15 (bei) (Karte)   | 19. Jahrhundert                                                               | Zeugnis der ländlichen Vorratshaltung, ortsgeschichtlich von Bedeutung | 09306932 |
| Direkt Bild zu diesem Denkmal hochladen | Wohnstallhaus und Bergkeller                                                                                | Zur Aue 18 (Karte)         | 2. Hälfte 19. Jahrhundert (Wohnstallhaus); 19. Jahrhundert (Bergkeller)       | Spätes Beispiel eines Bauernhauses mit regionaltypischem Fachwerk-Obergeschoss und Zeugnis der ländlichen Vorratshaltung, baugeschichtlich von Bedeutung. - Wohnstallhaus: Erdgeschoss massiv, zum Teil verändert, Obergeschoss zweiriegeliges Fachwerk mit Eckstreben, eine Giebelseite und Rückseite verputzt, zweite Giebelseite massiv, vor dem Eingang Balkonaufbau eingefügt, Giebel an massiver Seite verbrettert, Satteldach - Bergkeller: Bruchsteinmauer mit einfacher Holztür | 08991631 |
| Direkt Bild zu diesem Denkmal hochladen | Wohnstallhaus und westliche Scheune eines Dreiseithofes                                                     | Zur Aue 19 (Karte)         | Ende 19. Jahrhundert                                                          | Stattliche Baukörper der späteren Generation, ländliche Bauweise mit Fachwerk, heimatgeschichtlich von Interesse. - Wohnstallhaus: Erdgeschoss massiv, verändert, Obergeschoss Fachwerk, teils verkleidet, teils verputzt, Satteldach - Scheune: Erdgeschoss verändert, hohes Obergeschoss mit dreiriegeligem Fachwerk mit Diagonalstreben, größtenteils verbrettert, Krüppelwalmdach, Schieferdeckung | 08991820 |
| Direkt Bild zu diesem Denkmal hochladen | Auszugshaus eines Dreiseithofes                                                                             | Zur Aue 22 (Karte)         | 1. Hälfte 19. Jahrhundert                                                     | Regionaltypisch mit intakter Holzkonstruktion im Obergeschoss, bau- und sozialgeschichtlich von Bedeutung. Erdgeschoss massiv, hölzerner Türstock, alte Tür mit Oberlicht, Obergeschoss mit ursprünglicher Fenstergröße, verbrettert, Satteldach, an rückwärtiger Giebelseite hölzerner Wirtschaftsteil. | 08991627 |
| Direkt Bild zu diesem Denkmal hochladen | Brücke über den Hirschgraben                                                                                | Zur Aue 50 (bei) (Karte)   | Vermutlich 19. Jahrhundert                                                    | Verkehrsgeschichtliche Bedeutung, Natursteinbogenbrücke über einen Bach | 08991628 |

## Rothenfurth
| Bild                                    | Bezeichnung | Lage                                                                       | Datierung                                                                                              | Beschreibung | ID       |
| --------------------------------------- | --- | -------------------------------------------------------------------------- | --- | --- | -------- |
| Direkt Bild zu diesem Denkmal hochladen | Vier Halden (Halde Gott mit uns, Halde St. Anna, Halde Sieben Brüder, Halde Altväter)                                                                                                 | (Flurstücke 274a, 288, 29/9, 363, 314/1, 316/1, 317/1, 318/2, 362) (Karte) | 18. Jahrhundert                                                                                        | Reihung von Halden, bergbau- und heimatgeschichtliche Bedeutung. - Halde „Gott mit uns“: Flurstück 274a - Halde „St. Anna“: Flurstück 288 - Halde „Sieben Brüder“: Flurstück 29/1 - Halde „Altväter“: Flurstücke 314 und 318 | 08991710 |
| Direkt Bild zu diesem Denkmal hochladen | Teilstrecken eines Kunstgrabens, Teilabschnitt gleichzeitig Aufschlagrösche zur Grube „Alte Hoffnung Gottes“, und Mundlöcher                                                          | (Rothenfurth) (Karte)                                                      | 18. Jahrhundert                                                                                        | Bergbaugeschichtliches Zeugnis der Region, siehe auch 08991697 (Ortsteil Kleinvoigtsberg) und 08992220 (Ortsteil Hohentanne) | 08992221 |
| Weitere Bilder                          | Ehemaliges Aquädukt über die Freiberger Mulde und den Churprinzer Bergwerkskanal (Altväterbrücke)                                                                                     | Alte Meißner Straße (Karte)                                                | Um 1570                                                                                                | Ein Teil der Brücke liegt in der Gemeinde Halsbrücke (08985206), Zeugnis eines der bedeutendsten bergbauwasserwirtschaftlichen Anlagen im Halsbrücker Raum, dreibogige Steinbrücke, von großer ortshistorischer, verkehrshistorischer und bergbaugeschichtlicher Bedeutung, durch das hohe Alter baugeschichtlich wertvoll, seit 2019 zugehörig zur Kernzone des UNESCO-Welterbes Montanregion Erzgebirge/Krušnohoří. Dreibogige, bis 1993/94 noch vierbogige Brücke (Länge 70,2 m, Gesamtbreite 5,05 m, Fahrbahnbreite 2,85 m, Höhe 7,3 m, Spannweite der Bögen über 10 m), ursprünglich im 16. Jahrhundert als Straßenbrücke für die Straße Freiberg–Meißen erbaut, Ende 17. Jahrhundert / Anfang 18. Jahrhundert mit höheren Pfeilern und Gewölbebögen aufgestockt zu einem Aquädukt (nun mit 12 Steinbögen mit einer Spannweite von 10 bis 14 m, Länge des Bauwerks insgesamt 188,5 m, Höhe 24 m). Diente zur Versorgung der nördlich der Mulde am Hang gelegenen Grube St. Anna samt Altväter mit Aufschlagwasser für ein Kunstrad aus dem vom Münzbach abzweigenden Altväter-Kunstgraben, nach Betriebseinstellung dieser Grube im Jahr 1752 noch Versorgung des Isaak Erbstollns von 1767 bis 1795 mit Aufschlagwasser, nachfolgend weiter Instandhaltung für eine mögliche zukünftige Benutzung, in den Jahren 1893/94 dann wegen Baufälligkeit Abbruch des Aquäduktes. Weiternutzung der Straßenbrücke bis heute, Brückenwangen und Brüstungsmauern aus Bruchstein (Hausteine aus Freiberger Gneis), mit Schieferplatten abgedeckt, Straßenpflaster aus Gneis, Fahrspur von schmalem Fußweg flankiert (kleinteiliges Granitpflaster), bei Sanierung 1993/94 Einsatz von Beton und Stahlbeton, die beiden südlichen Brückenbögen scheinen von der Mauerstruktur älter, der nördliche Bogen über den 1788/89 erbauten Churprinzer Bergwerkskanal vermutlich später ergänzt, der verlandete vierte Bogen am linken Muldenufer wurde bei der Sanierung verfüllt, massive Pfeilerstümpfe als Vorlagen an der Brücke, dabei östlich (stromauf) an den mittleren Brückenpfeilern als Eisbrecher ausgebildete, dreiecksförmige halbhohe Stützpfeiler, an der westlichen Seite (stromab) quaderförmige Stützpfeiler bis etwas über die Brüstungshöhe, diese Vorlagen sind Überreste der an die ursprüngliche Straßenbrücke angesetzten höheren Pfeiler, welche die Gewölbebögen des Aquäduktes trugen, sie ersetzten bis 1715 eine ursprünglich in Holz ausgeführte Gerinnekonstruktion. | 08991637 |
| Direkt Bild zu diesem Denkmal hochladen | Bauernhof mit Wohnstallhaus, zwei Seitengebäuden, Scheune, Hausbaum, Bauerngarten und Streuobstwiese (Feldgut)                                                                        | Auf dem Feldgut 72 (Karte)                                                 | Um 1780 (Wohnstallhaus); Ende 19. Jahrhundert (Seitengebäude und Scheune)                              | In der Struktur erhaltener stattlicher Vierseithof, denkmalwürdig trotz baulicher Veränderungen, bau- und wirtschaftsgeschichtlich von Bedeutung | 08991657 |
| Direkt Bild zu diesem Denkmal hochladen | Straßenbrücke mit Markierungsstein der Gemarkungsgrenze (Isaakbrücke) | Isaak (Karte)                                                              | 19. Jahrhundert                                                                                        | Ein Teil der Brücke liegt in der Gemeinde Halsbrücke, Am Hammerberg (08985205), weit gespannte Sandsteinbogenbrücke, technik- und verkehrsgeschichtliche Bedeutung, seit 2019 zugehörig zur Kernzone des UNESCO-Welterbes Montanregion Erzgebirge/Krušnohoří. Flache einbogige Brücke über die Freiberger Mulde, rustizierte Sandsteinquader, zur Mitte hin leicht ansteigend, sparsam verziertes Eisengeländer, Wegeinfassung aus Granitplatten, Brückenwangen aus Quadermauerwerk, in Höhe der Flussmitte Markierungsstein am Außengeländer mit Inschriften „Halsbrücke“ und „Rothenfurth“ (aufgemalt). | 08991639 |
| Direkt Bild zu diesem Denkmal hochladen | Wohnhaus | Isaak 2 (Karte)                                                            | Kern 18. Jahrhundert                                                                                   | Regionaltypisch mit verbrettertem Obergeschoss, vermutlich ehemaliges Bergarbeiterwohnhaus, bau- und ortsgeschichtlich von Bedeutung. Erdgeschoss geglättet, Obergeschoss Fachwerk, jedoch alle Fenster vergrößert, Satteldach, vermutlich ehem. Bergarbeiterwohnhaus. | 08991640 |
| Direkt Bild zu diesem Denkmal hochladen | Halde | Isaak 2 (bei) (Karte)                                                      | 18. Jahrhundert                                                                                        | Zeugnis der Bergbaugeschichte, größerer, mit Laubbäumen bepflanzter Hügel | 08991641 |
|                                         | Vier Hochwassermarken | Muldentalstraße (Karte)                                                    | Bezeichnet mit 1827, 1897, 1909 und 1958                                                               | In den Felsen geschlagene Hochwassermarken mit Inschrift, ortshistorische Bedeutung, seit 2019 zugehörig zur Pufferzone des UNESCO-Welterbes Montanregion Erzgebirge/Krušnohoří | 08991658 |
| Direkt Bild zu diesem Denkmal hochladen | Mundloch | Muldentalstraße (Karte)                                                    | 18. Jahrhundert                                                                                        | Zeugnis des Bergbaus, ortsgeschichtlich von Bedeutung, seit 2019 zugehörig zur Pufferzone des UNESCO-Welterbes Montanregion Erzgebirge/Krušnohoří. In den Fels geschlagenes Mundloch, durch Ziegelmauerwerk und Eisenklappe geschlossen. | 08991643 |
|                                         | Churprinzer Bergwerkskanal, Schleusenanlage und Annaer Wäschwehr mit zugehöriger Uferbefestigung (Einzeldenkmale der Sachgesamtheit 09305134)                                         | Muldentalstraße (Karte)                                                    | 1788–1789 (Kunstgraben); 18. Jahrhundert (Schleuse); 1823 (Wehr); 1. Hälfte 20. Jahrhundert (Schützen) | Einzeldenkmale der Sachgesamtheit Bergwerkskanal; Uferbefestigung aus Bruchsteinmauerwerk, mit Gneisplatten abgedeckt, Kunstgraben zur Herbeiführung von Aufschlagwasser für die Grube Churprinz Friedrich August Erbstolln bei Großschirma sowie zum Transport von Erzen aus der Grube zur Halsbrückner Hütte mittels getreidelter Kähne, Churprinzer und Christbescherunger Bergwerkskanal einschließlich ihrer Röschen, einer erhaltenen Schleusenanlage – der letzten von mehreren im Verlauf des Bergwerkskanals – und den Resten zweier Kahnhebehäuser wichtige Zeugnisse der wasserbaulichen Innovations- und Leistungsfähigkeit des sächsischen Erzbergbaus, landschaftsgestaltende technische Denkmale von besonderer bergbaugeschichtlicher Bedeutung und von nationalem Rang, seit 2019 zugehörig zur Kernzone und Pufferzone des UNESCO-Welterbes Montanregion Erzgebirge/Krušnohoří. - Annaer Wäschwehr: dem Namen nach ursprünglich als Stauanlage für die Aufschlagversorgung einer Erzwäsche der nahegelegenen Grube St. Anna samt Altväter angelegt, 1823 im Zuge der Höherlegung des Bergwerkskanals von C. F. Brendel neu errichtet, in der Wehrdatenbank der sächsischen Fließgewässer als „Wehr Pappenwerk Großschirma/Wehr Altväterbrücke“ (Wehr-ID 124) bezeichnet, festes Wehr, 13 m breit, 1,9 m hoch, Rückstaulänge 330 m, Abschlag des am Wehr linksseitig abzweigenden Bergwerkskanals (siehe 09305136) – wenige Metern unterhalb des Wehrs – nach Hochwasser 2002 als Rauhgerinne-Beckenpass (Fischaufstiegsanlage) umgenutzt - Schleusenanlage: Anlage mit einer Schleusenkammer zur Überwindung der Staustufe des Annaer Wäschwehres sowie mit Abzweig in den Stauteich oberhalb des Wehres, mit Resten alter Schütze zum Verschließen von Schleusenkammer und -abzweig, Schleusenanlage und Muldenufer mit Bruchsteinmauerwerk befestigt, diese Uferbefestigung mit Gneisplatten abgedeckt, durch das Hochwasser im August 2002 stark beschädigt - Churprinzer Bergwerkskanal, Kanalteilstück rechtsseitig der Freiberger Mulde etwas flussabwärts des Rothenfurther Kahnhebehauses bis zur Schleusenanlage am Annaer Wäschwehr: im Geländeprofil weiterhin ablesbarer Verlauf des Bergwerkskanals, unter einem Brückenbogen der Altväterbrücke hindurchführend bis zur Schleusenanlage am Muldenwehr, die Erzkähne – aus dem Kanalteilstück am linken Muldenufer (siehe 09305136) kommend – wechselten oberhalb des Wehres an einem Seil zum rechten Ufer, wurden nach dem Passieren der Schleusenanlage kanalaufwärts getreidelt, um beim Rothenfurther Kahnhebehaus (siehe 08985801) wiederum den Fluss zu überqueren | 08991638 |
| Direkt Bild zu diesem Denkmal hochladen | Wohnhaus | Muldentalstraße 16 (Karte)                                                 | Um 1800                                                                                                | Regionaltypisches ländliches Wohnhaus mit intakter Fachwerk-Konstruktion im Obergeschoss, baugeschichtlich von Bedeutung. Erdgeschoss massiv, verändert, Obergeschoss zweiriegeliges Fachwerk mit Eckstreben, Giebel verbrettert, Satteldach, Schieferdeckung, eine Giebelseite verputzt, Giebel verkleidet. | 08991644 |
| Direkt Bild zu diesem Denkmal hochladen | Wohnhaus | Muldentalstraße 20 (Karte)                                                 | Um 1800                                                                                                | Landschaftstypisches Gebäude mit Fachwerk im Obergeschoss, baugeschichtlich von Bedeutung. Erdgeschoss massiv, Obergeschoss Traufseiten Fachwerk verkleidet, Giebelseiten massiv, Satteldach. | 08991659 |
| Direkt Bild zu diesem Denkmal hochladen | Wohnhaus eines Bauernhofes | Muldentalstraße 32 (Karte)                                                 | Um 1800                                                                                                | Landschaftstypisch mit Fachwerk-Obergeschoss, baugeschichtlich von Bedeutung. Erdgeschoss massiv, Obergeschoss zweiriegeliges Fachwerk mit Eckstreben, ein liegendes Fenster mit Mittelstütze an einer Giebelseite und einer Straßenseite, Krüppelwalmdach, Biberschwanzkronendeckung, rückwärtiger Anbau mit Fachwerk-Obergeschoss, Satteldach, Biberschwanzdeckung. | 08991605 |
| Direkt Bild zu diesem Denkmal hochladen | Wohnhaus eines Bauernhofes | Muldentalstraße 34 (Karte)                                                 | 2. Hälfte 19. Jahrhundert                                                                              | Spätes Beispiel eines landschaftstypischen Wohnhauses mit Fachwerk-Obergeschoss, baugeschichtlich von Bedeutung. Erdgeschoss massiv, verändert, Obergeschoss zweiriegeliges Fachwerk mit Eckstreben, Satteldach. | 08991645 |
| Weitere Bilder                          | Denkmal für die Gefallenen des Ersten Weltkrieges | Muldentalstraße 37 (neben) (Karte)                                         | Nach 1918                                                                                              | Obeliskartiger roter Granit mit Inschrift, ortshistorische Bedeutung. Zweistufiger Sockel, ca. 3 m hoher grob behauener Stein, Schriftfelder poliert, Relief des Eisernen Kreuzes, Inschrift „1914–1918/ Zum Gedächtnis unseren lieben im Weltkriege gefallenen Helden/ die dankbare Gemeinde Rothenfurth“, an den Seiten Namenslisten, unter dem vorderen Schriftfeld nachträglich gusseiserne kleine Tafel mit Inschrift „Den Opfern von Krieg und Gewalt/ 1939–1945“, darunter Namensauflistung, hinter dem Denkmal vier große Tannen. | 08991648 |
| Direkt Bild zu diesem Denkmal hochladen | Häuslerhaus | Muldentalstraße 38 (Karte)                                                 | Anfang 19. Jahrhundert                                                                                 | Mit intakter Fachwerk-Konstruktion, baugeschichtlich von Bedeutung. Erdgeschoss massiv, Obergeschoss mit zweiriegeligem Fachwerk mit unregelmäßigem Ständerabstand und Diagonalstreben, Giebelseite verbrettert, Satteldach. | 08991646 |
| Direkt Bild zu diesem Denkmal hochladen | Wohnhaus, Wegpflasterung und Steinschleuse | Muldentalstraße 39 (Karte)                                                 | Um 1840                                                                                                | Landschaftstypisches ländliches Wohnhaus mit verbrettertem Obergeschoss, baugeschichtlich von Bedeutung. - Wohnhaus: Erdgeschoss massiv, geglättet, Eingang mit Sandsteingewände mit Segmentbogen und Schlussstein, Obergeschoss vermutlich Fachwerk, eine Giebelseite von innen massiv aufgebaut, Krüppelwalmdach - Steinschleuse: Wasserführung vom Hang durch das Haus zur Freiberger Mulde - Weg: unregelmäßige große Natursteinplatten | 08991647 |
| Direkt Bild zu diesem Denkmal hochladen | Wohnhaus | Muldentalstraße 41 (Karte)                                                 | Um 1830                                                                                                | Im ursprünglichen Aussehen weitgehend wiederhergestellt, mit Fachwerk-Obergeschoss, baugeschichtlich und straßenbildprägend von Bedeutung. Hakengrundriss, Erdgeschoss massiv, Bruchsteinmauerwerk, Sandsteingewände (neu), Fenster mit Sprossung, Obergeschoss Fachwerk verbrettert und gedämmt, Doppelfenster mit Sprossung und Zierrahmung, Krüppelwalmdach, Schieferdeckung, Dachhecht mit Schleppdach. | 08991653 |
| Weitere Bilder                          | Kirche mit Ausstattung und Kirchhof mit Einfriedung | Muldentalstraße 45a (Karte)                                                | Kern 14. Jahrhundert                                                                                   | Saalkirche mit Dachreiter, verputzter Bruchsteinbau, bau- und ortsgeschichtlich von Bedeutung. - Kirche: Putzbau mit Rundbogenfenstern, Fenster erneuert mit veränderter Teilung, Sandsteingewände, Haupteingang mit der Verdachung, vor der dreiseitigen Chorapsis eingeschossiger Anbau, an der Nord- und Südseite zweigeschossige Anbauten mit Seiteneingängen, Walmdächer, Kirchendach mit sehr steiler Abwalmung an der Giebelseite, hölzerne Traufe, zwei Fledermausgaupen, Schieferdeckung, polygonaler Dachreiter mit Haube und kleinem Helm, verschiefert - Einfriedung: Sandsteinmauerwerk, Torpfeiler aus Sandsteinquadern, pyramidaler Abschluss mit Aufsatz, alte Tore (19. Jahrhundert) - Grabmal: neugotisch, seitliche Säulen mit geschmückten Kapitellen, Inschrift unleserlich, Sockel mit abgefasten Ecken und verschiedenen Profilen | 08991650 |
| Direkt Bild zu diesem Denkmal hochladen | Wohnhaus | Muldentalstraße 49b (Karte)                                                | 2. Hälfte 19. Jahrhundert                                                                              | Regionaltypisch mit Fachwerk-Konstruktion im Obergeschoss, baugeschichtlich von Bedeutung. Erdgeschoss massiv, geglättet, Obergeschoss mit ursprünglicher Fenstergröße, verkleidet, rückwärtige Giebelseite massiv, Satteldach. | 08991651 |
| Direkt Bild zu diesem Denkmal hochladen | Wohnstallhaus und Seitengebäude | Muldentalstraße 54 (Karte)                                                 | Nach 1800                                                                                              | Landschaftstypische landwirtschaftliche Gebäude mit Fachwerk-Obergeschoss, bau- und wirtschaftsgeschichtlich von Bedeutung. - Wohnstallhaus: Erdgeschoss massiv, etwas verändert, Obergeschoss Fachwerk teils verbrettert, teils verkleidet, Fenster mit Zierrahmung, Satteldach - Seitengebäude: Erdgeschoss massiv, Obergeschoss zweiriegeliges Fachwerk, teils verbrettert, an der Hofseite verbretterter Vorbau mit Treppenaufgang, Satteldach | 08991746 |
| Direkt Bild zu diesem Denkmal hochladen | Wohnstallhaus, Ausgedinge und Scheune eines Dreiseithofes | Muldentalstraße 55 (Karte)                                                 | Kern 18. Jahrhundert (Wohnstallhaus); Mitte 19. Jahrhundert (Auszugshaus und Scheune)                  | In der Struktur erhaltener Dreiseithof, bau- und wirtschaftsgeschichtlich von Bedeutung. - Wohnstallhaus: Erdgeschoss massiv, Obergeschoss Fachwerk, eingekürzt, da über Stallteil kein Obergeschoss mehr vorhanden, verputzt, Fenster mit Sprossung, Satteldach - Ausgedinge: Erdgeschoss massiv, nur Stallfenster, Eingang mit Segmentbogen und Schlussstein, Obergeschoss zweiriegeliges Fachwerk, überwiegend verbrettert, alte Fenster, Krüppelwalmdach, Schieferdeckung - Scheune: teils massiv, teils Holzkonstruktion verbrettert, Satteldach | 08991745 |
| Direkt Bild zu diesem Denkmal hochladen | Nördliches Seitengebäude eines Vierseithofes | Muldentalstraße 62 (Karte)                                                 | 2. Hälfte 19. Jahrhundert                                                                              | Landschaftstypisches landwirtschaftliches Gebäude mit Fachwerk-Obergeschoss, heimatgeschichtlich von Interesse. Erdgeschoss massiv, zum Teil Sandsteingewände, Obergeschoss zweiriegeliges Fachwerk mit Diagonalstreben, Fenster mit Sprossung, Bergetür, Satteldach, Giebelseiten verbrettert. | 08991655 |
| Direkt Bild zu diesem Denkmal hochladen | Wohnhaus | Muldentalstraße 63 (Karte)                                                 | 2. Hälfte 19. Jahrhundert                                                                              | Spätes Beispiel für ländliche Bauweise mit Fachwerk-Obergeschoss, baugeschichtlich von Bedeutung. Erdgeschoss massiv, geglättet, Obergeschoss Fachwerk, ursprüngliche Fenstergröße, verkleidet, eine Giebelseite massiv, Satteldach, zwei liegende Dachfenster. | 08991656 |
| Direkt Bild zu diesem Denkmal hochladen | Schachtgebäude, Maschinenhaus, Huthaus, Pförtnerhaus, Waschkaue, Nebengebäude und Halde einer ehemaligen Schachtanlage (Ferdinandschacht, Grube Churprinz Friedrich August Erbstolln) | Muldentalstraße 78 (Karte)                                                 | 19. Jahrhundert (Halde); 1950er Jahre (Kessel- und Maschinenhaus, Kaue und Nebengebäude)               | Zeugnis der letzten Phase der Bergbautätigkeit im Freiberger Land, bergbau- und regionalgeschichtliche Bedeutung. - Schachtgebäude: Putzbau mit serieller Reihung von großen Fenstern mit originaler Sprossung, flaches Satteldach - Maschinenhaus: Putzbau mit kolossaler Fensterordnung, flaches Satteldach - Huthaus: kleiner Putzbau mit verbrettertem Drempel und Giebelfeld, an der Giebelseite Eingangsvorbau, Satteldach - Pförtnerhaus: eingeschossiger Putzbau mit sehr flachem Dach - Nebengebäude: mehrere eingeschossige Baukörper, zum Teil verputzt, flaches Satteldach Östlich der Mulde von der Grube Churprinz Friedrich August Erbstolln ab 1863 abgeteuft, um dortige Erzlagerstätten zu erschließen, ab 1869 mit 10-PS-Förder- und Wasserhaltungsdampfmaschine, um 1960 vor allem Förderung tauben Gesteins. | 08991642 |

## Seifersdorf
| Bild                                    | Bezeichnung | Lage                                   | Datierung                                                                                          | Beschreibung | ID       |
| --------------------------------------- | --- | -------------------------------------- | -------------------------------------------------------------------------------------------------- | --- | -------- |
| Direkt Bild zu diesem Denkmal hochladen | Nördliches Wohnstallhaus, westliches Seitengebäude, östliche Scheune und südlicher Gebäudeflügel mit Scheune und zwei Seitengebäuden sowie sechs Pfeiler eines ehemaligen Erbgerichtes | Am Kirchbusch 3 (Karte)                | Um 1800 (Wohnstallhaus, Seitengebäude und Scheune); 2. Hälfte 19. Jahrhundert (Scheune)            | Stattlicher Vierseithof mit bau- und ortsgeschichtlicher von Bedeutung. - Wohnstallhaus: Erdgeschoss massiv, Sandsteingewände, breiter Eingang mit Segmentbogen und Schlussstein, Stallteil verändert, Obergeschoss zweiriegeliges Fachwerk mit Diagonalstreben, Fenster mit Sprossung, Giebelseite verbrettert, Satteldach (zum Teil später angehoben) - westliches Seitengebäude: durch Hanglage zum Teil dreigeschossig, Erdgeschoss massiv, Obergeschosse Fachwerk, zweiriegelig mit Diagonalstreben, Fenster mit Sprossung, außen verbrettert, Satteldach, vier alte Blitzableiter - östliche Scheune: massiv, zum Teil Segmentbogentore, einige hölzerne Fenstergewände, zum Teil alte Fenster, Giebelfeld Fachwerk, Krüppelwalmdach, Biberschwanzdeckung - südlicher Gebäudeflügel mit Scheune und zwei Seitengebäuden: teils massiv, teils Preußisches Fachwerk verputzt, Satteldach - Seitengebäude: massiv, Strebepfeiler, Krüppelwalmdach - Pfeiler: Naturstein mit Kämpfer, ca. 2,50 m, zum Teil mit Abschluss | 08991776 |
| Direkt Bild zu diesem Denkmal hochladen | Wohnhaus | Am Kirchbusch 4 (Karte)                | 1930er Jahre                                                                                       | Zeittypisches Holzhaus in Fertigteilbauweise, weitgehend im ursprünglichen Aussehen erhalten, bauhistorisch von Interesse. Natursteinsockel, eingeschossig, Vorbauten, Querverbretterung, Satteldach mit breiter Gaupe, Schieferdeckung, drei Torpfeiler aus Naturstein. | 08991777 |
| Direkt Bild zu diesem Denkmal hochladen | Wohnhaus | Am Perzebach 2 (Karte)                 | Mitte 19. Jahrhundert                                                                              | Regionaltypisch mit Fachwerk-Obergeschoss, baugeschichtlich von Bedeutung. Erdgeschoss massiv, geglättet, Obergeschoss zweiriegeliges Fachwerk mit Eckstreben, Giebel verkleidet, Satteldach, ursprünglich Wirtschaftsteil an der Seite massiv ersetzt. | 08991761 |
| Direkt Bild zu diesem Denkmal hochladen | Nördliches und östliches Seitengebäude eines Vierseithofes | Am Perzebach 4 (Karte)                 | 1. und 2. Hälfte 19. Jahrhundert                                                                   | Ländliche Wirtschaftsgebäude mit Fachwerk-Konstruktion, baugeschichtlich von Bedeutung. - 1. Seitengebäude: Erdgeschoss massiv, verschiedene Toröffnungen, Obergeschoss Fachwerk, verbrettert, Krüppelwalmdach, Biberschwanzdeckung - 2. Seitengebäude: Erdgeschoss massiv, Obergeschoss zweiriegeliges Fachwerk mit Diagonalstreben, alte Fenster, Satteldach, Biberschwanzdeckung | 08991649 |
| Direkt Bild zu diesem Denkmal hochladen | Häuslerhaus | Am Perzebach 8 (Karte)                 | Kern 18. Jahrhundert, vielleicht älter                                                             | Landschaftstypisch mit alter Fachwerk-Konstruktion im Obergeschoss, heimat- und bauhistorische Bedeutung. Erdgeschoss massiv, verschiedene Anbauten, Obergeschoss einriegliges Fachwerk, eine Giebelseite verkleidet, Satteldach. | 08991760 |
| Direkt Bild zu diesem Denkmal hochladen | Wohnhaus und Pumpe | Am Perzebach 12 (Karte)                | Um 1800                                                                                            | Wohnstallhaus mit intaktem Fachwerk-Obergeschoss, baugeschichtlich und straßenbildprägend von Bedeutung. Erdgeschoss massiv, Wetterhäuschen (um 1900), Obergeschoss zweiriegeliges Fachwerk mit Diagonalstreben, Fenster erneuert, Satteldach, zum Teil Schieferdeckung, eine Giebelseite verkleidet. Hölzerne Handschwengelpumpe. | 08991759 |
| Direkt Bild zu diesem Denkmal hochladen | Brücke | Am Perzebach 12 (bei) (Karte)          | Bezeichnet mit 1818                                                                                | Zeugnis der verkehrsgeschichtlichen Entwicklung des Dorfes, bau- und technikgeschichtlich von Bedeutung, Natursteinbogenbrücke mit Schlussstein | 08991758 |
| Direkt Bild zu diesem Denkmal hochladen | Wohnstallhaus und Seitengebäude eines Bauernhofes | Am Perzebach 14 (Karte)                | Um 1800 (Wohnstallhaus); Anfang 20. Jahrhundert (Seitengebäude)                                    | Landschaftstypische bäuerliche Gebäude mit Fachwerk-Konstruktion, bau- und wirtschaftsgeschichtlich von Bedeutung. - Wohnstallhaus: Erdgeschoss massiv, Obergeschoss, zweiriegeliges Fachwerk mit Diagonalstreben, Fenster mit Sprossung erneuert, Giebelseite verbrettert, Satteldach - Nebengebäude: Erdgeschoss massiv, zum Teil Segmentbogentore, Obergeschoss Fachwerk verbrettert, Fenster mit Sprossung, Satteldach | 08991779 |
| Direkt Bild zu diesem Denkmal hochladen | Brücke | Am Perzebach 15 (bei) (Karte)          | 1. Hälfte 19. Jahrhundert                                                                          | Bau- und technikgeschichtlich von Bedeutung, Natursteinbogenbrücke | 08991755 |
| Direkt Bild zu diesem Denkmal hochladen | Transformatorenhäuschen (ehemals Teil vom Überlandstromverband Freiberg) | Am Perzebach 15b (Karte)               | 1912                                                                                               | Außer Betrieb, aber in sehr gutem Zustand, ortsbildprägendes Gebäude in Fachwerkbauweise, als Zeugnis der frühen Elektrifizierung des Freiberger Raumes von regional- und technikgeschichtlicher Bedeutung. Fachwerk-Konstruktion, hohes Zeltdach mit Schieferdeckung, hölzerner Aufsatz mit Satteldach. | 08991754 |
| Direkt Bild zu diesem Denkmal hochladen | Wohnhaus | Am Perzebach 18 (Karte)                | Um 1800                                                                                            | Landschaftstypisch mit Fachwerk-Obergeschoss, baugeschichtlich und straßenbildprägend von Bedeutung. Erdgeschoss massiv, geglättet, Obergeschoss einriegeliges Fachwerk mit Diagonalstreben, Traufseite aufgebrettert (altes darunter), Giebelseiten verbrettert, bzw. verkleidet, Satteldach. | 08991756 |
| Direkt Bild zu diesem Denkmal hochladen | Wohnhaus | Am Perzebach 20 (Karte)                | Um 1800                                                                                            | Weitgehend im ursprünglichen Aussehen wieder hergestelltes ländliches Wohnhaus mit Fachwerk-Obergeschoss, baugeschichtlich von Bedeutung. Erdgeschoss massiv, Obergeschoss einriegeliges Fachwerk mit Diagonalstreben, Fenster mit Sprossung erneuert, eine Giebelseite verschiefert, Satteldach. | 08991757 |
| Direkt Bild zu diesem Denkmal hochladen | Wohnhaus | Am Perzebach 22 (Karte)                | Nach 1800                                                                                          | Kleiner Fachwerkbau in exponierter Lage (ohne späteren massiven Anbau), baugeschichtlich von Bedeutung. Erdgeschoss massiv, geglättet, Obergeschoss zweiriegeliges Fachwerk mit Eckstreben, Fenster mit Sprossung, Giebelseite verbrettert, Satteldach, Schieferdeckung. | 08991753 |
| Direkt Bild zu diesem Denkmal hochladen | Brücke | Am Perzebach 35 (bei) (Karte)          | 19. Jahrhundert                                                                                    | Verkehrs- und technikgeschichtlich von Bedeutung, Natursteinbogenbrücke mit Schlussstein | 08991749 |
| Direkt Bild zu diesem Denkmal hochladen | Ehemalige Schule und Scheune | An der Alten Schule 45 (Karte)         | Um 1700 (Scheune), 1775 (Schule)                                                                   | Repräsentativer Fachwerk-Bau mit mächtigem Dachreiter, Scheune mit sehr alter Fachwerk-Konstruktion, baugeschichtlich, ortsbildprägend und ortsgeschichtlich von Bedeutung. - Wohnhaus: Erdgeschoss massiv, geglättet, Obergeschoss Traufseite zweiriegliges Fachwerk mit Diagonalstreben, Krüppelwalmdach, zwei Gaupen, Schieferdeckung, Dachreiter mit offenem Glockenstuhl, polygonal, mit Uhr und Glocke, geschweifte Haube, insgesamt verschiefert, Rückseite Obergeschoss verbrettert - Scheune: zweiriegeliges Fachwerk mit breitem Ständerabstand und Andreaskreuzen im oberen Gefache, Giebelseite und Rückseite verbrettert, Satteldach | 08991752 |
| Direkt Bild zu diesem Denkmal hochladen | Bauernhaus und Scheune | Bergstraße 1 (Karte)                   | Um 1800                                                                                            | Weitgehend im ursprünglichen Aussehen wieder hergestelltes Wohnstallhaus mit Fachwerk im Obergeschoss, bau- und heimatgeschichtlich von Bedeutung. - Erdgeschoss massiv, im Wirtschaftsteil alter Segmentbogen, Obergeschoss größtenteils zweiriegeliges Fachwerk, Fenster mit Sprossung bzw. Doppelfenster (zweiflügelig), Satteldach - Scheune: Holzkonstruktion, Satteldach | 08991773 |
| Direkt Bild zu diesem Denkmal hochladen | Ehemaliges Wohnstallhaus und Seitengebäude | Bergstraße 2 (Karte)                   | 2. Hälfte 19. Jahrhundert                                                                          | Landschaftstypisch mit Fachwerk-Obergeschoss, bau- und wirtschaftsgeschichtlich von Bedeutung. - Wohnstallhaus: Erdgeschoss massiv, Obergeschoss Fachwerk verbrettert, Giebelseite und Außenseite verputzt, Satteldach - Seitengebäude: Erdgeschoss massiv, verändert, Obergeschoss Fachwerk, Giebelseite verkleidet, Bergetüren, Satteldach, Schieferdeckung | 08991772 |
| Direkt Bild zu diesem Denkmal hochladen | Wohnhaus | Lichtensteiner Straße 5 (Karte)        | Um 1800                                                                                            | Landschaftstypisch mit Fachwerk-Obergeschoss, bau- und heimatgeschichtlich von Bedeutung. Erdgeschoss massiv, geglättet, Obergeschoss zweiriegeliges Fachwerk mit Diagonalstreben, Giebelseite verbrettert, Satteldach. | 08991774 |
| Direkt Bild zu diesem Denkmal hochladen | Wohnhaus und Seitengebäude | Lichtensteiner Straße 11 (Karte)       | 1. Hälfte 19. Jahrhundert                                                                          | Regionaltypische Gebäude mit Fachwerk-Obergeschoss, bau- und heimatgeschichtlich von Bedeutung. - Wohnhaus: Erdgeschoss massiv, verändert, Obergeschoss zweiriegliges Fachwerk, zum Teil erneuert (Holz und Lehmziegel), Satteldach - Seitengebäude: Erdgeschoss massiv, Obergeschoss zweiriegeliges Fachwerk, Giebelseite verbrettert, Schößchenfenster, Satteldach | 08991765 |
| Direkt Bild zu diesem Denkmal hochladen | Wohnhaus | Lichtensteiner Straße 12 (Karte)       | Um 1730                                                                                            | Landschaftstypisch mit Fachwerk-Obergeschoss mit alter Fachwerk-Konstruktion, bau- und heimatgeschichtlich von Bedeutung. Erdgeschoss massiv, geglättet, Obergeschoss einriegeliges Fachwerk mit Kopfbändern, mit ornamental gestalteten Zwischenständern (vielleicht ursprünglich Oberlaube), Satteldach. | 08991762 |
| Direkt Bild zu diesem Denkmal hochladen | Wohnhaus (ehemaliges Gemeindeamt) | Lichtensteiner Straße 13 (Karte)       | Um 1850                                                                                            | Mit Fachwerk-Obergeschoss, baugeschichtlich und straßenbildprägend von Bedeutung. Erdgeschoss massiv, Obergeschoss zweiriegeliges Fachwerk mit Eckstreben, eine Giebelseite verbrettert, eine Giebelseite massiv, Satteldach. | 08991766 |
| Direkt Bild zu diesem Denkmal hochladen | Brücke | Lichtensteiner Straße 13 (bei) (Karte) | 19. Jahrhundert                                                                                    | Zeugnis der verkehrstechnischen Entwicklung des Ortes, bau- und technikgeschichtlich von Bedeutung, Natursteinbogenbrücke | 08991767 |
| Direkt Bild zu diesem Denkmal hochladen | Wohnhaus | Lichtensteiner Straße 16 (Karte)       | Um 1800                                                                                            | Mit Fachwerk-Obergeschoss, baugeschichtlich und straßenbildprägend von Bedeutung. Erdgeschoss massiv, geglättet, Obergeschoss zweiriegeliges Fachwerk mit Diagonalstreben, Giebelseiten verkleidet, Satteldach. | 08991763 |
| Direkt Bild zu diesem Denkmal hochladen | Wohnstallhaus, Seitengebäude und Scheune eines ehemaligen Vierseithofes | Lichtensteiner Straße 17 (Karte)       | Um 1900                                                                                            | Wohnstallhaus Putzbau mit weitgehend intaktem Wand-Öffnungs-Verhältnis und sparsamer Gliederung, die Wirtschaftsgebäude landschaftstypisch mit Fachwerk-Obergeschoss. - Wohnstallhaus: zweigeschossig, Erdgeschoss Stallteil verändert, Gewölbe noch vorhanden, im Obergeschoss profilierte Sohlbänke, profilierte Verdachungen über Putzspiegeln, profilierte Traufe - Scheune: Erdgeschoss massiv, geglättet, Obergeschoss einriegeliges Fachwerk mit Diagonalstreben, Bergetür, Fenster mit Sprossung, Satteldach, Schieferdeckung - Seitengebäude: Erdgeschoss massiv, verändert, eine Giebelseite massiv, Obergeschoss zweiriegeliges Fachwerk, Diagonalstreben, Bergetür, Satteldach | 08991768 |
| Direkt Bild zu diesem Denkmal hochladen | Wohnhaus | Lichtensteiner Straße 18 (Karte)       | Um 1800                                                                                            | Weitgehend mit intaktem Fachwerk-Obergeschoss, bau- und heimatgeschichtliche Bedeutung. Erdgeschoss massiv, geglättet, Obergeschoss ursprüngliche Fenstergröße, verbrettert, Satteldach, Biberschwanzdeckung. | 08991764 |
| Direkt Bild zu diesem Denkmal hochladen | Wohnhaus | Lichtensteiner Straße 24 (Karte)       | Um 1850                                                                                            | Regionaltypisch mit Fachwerk-Obergeschoss, Holzkonstruktion intakt, baugeschichtlich von Bedeutung. Erdgeschoss massiv, Obergeschoss verkleidet, ursprüngliche Fenstergröße, Satteldach. | 08991769 |
| Direkt Bild zu diesem Denkmal hochladen | Wohnstallhaus | Lichtensteiner Straße 25 (Karte)       | Um 1850                                                                                            | Stattlicher Baukörper mit regionaltypischem Fachwerk-Obergeschoss, baugeschichtlich von Bedeutung. Erdgeschoss massiv, Obergeschoss ursprüngliche Fenstergröße, Traufseiten verkleidet, Giebelseite verbrettert, Satteldach. | 08991770 |
| Direkt Bild zu diesem Denkmal hochladen | Wohnhaus und Scheune | Lichtensteiner Straße 28 (Karte)       | 1. Hälfte 19. Jahrhundert (Wohnhaus); nach 1900 (Scheune)                                          | Landschaftstypischer kleiner Zweiseithof mit intaktem Fachwerk-Obergeschoss, baugeschichtlich von Bedeutung. - Wohnhaus: Erdgeschoss massiv, Obergeschoss Fachwerk verkleidet, ursprüngliche Fenstergröße, Satteldach - Scheune: Holzkonstruktion, teils verbrettert, teils mit Wellblech verkleidet, Satteldach | 08991771 |
| Direkt Bild zu diesem Denkmal hochladen | Zwei Seitengebäude und Scheune eines Vierseithofes | Mobendorfer Straße 14 (Karte)          | Kern um 1700 (Seitengebäude); Ende 18. Jahrhundert (Seitengebäude); Ende 19. Jahrhundert (Scheune) | Regionaltypisches stattliches bäuerliches Anwesen mit Fachwerk-Gebäuden, exponierte Lage, baugeschichtlich und straßenbildprägend von Bedeutung. - Seitengebäude: Erdgeschoss massiv, verändert, Obergeschoss Fachwerk verkleidet, hohes Krüppelwalmdach - 2. Seitengebäude: Erdgeschoss massiv, verändert, Obergeschoss einriegeliges Fachwerk mit Diagonalstreben, überwiegend verbrettert, Satteldach - Scheune: zweigeschossig, überwiegend Fachwerk-Konstruktion mit Diagonalstreben, Außenseiten verbrettert, Satteldach, Biberschwanzdeckung Wohnstallhaus Ende der 1980er Jahre abgebrannt. | 08991780 |
| Direkt Bild zu diesem Denkmal hochladen | Wohnstallhaus und Seitengebäude eines Dreiseithofes | Mühlenstraße 8 (Karte)                 | Um 1800                                                                                            | Landschaftstypische Gebäude mit Fachwerk-Obergeschoss, baugeschichtlich von Bedeutung. - Wohnstallhaus: Erdgeschoss massiv, Obergeschoss zweiriegeliges Fachwerk, eine Giebelseite massiv, äußere Traufseite ein Abschnitt massiv, kleiner giebelständiger Anbau sowie abgeschleppter Anbau mit Fachwerk-Obergeschoss, zweites Giebelfeld verbrettert, Satteldach, Biberschwanzdeckung - Seitengebäude: Erdgeschoss massiv, Obergeschoss zweiriegeliges Fachwerk, größtenteils verbrettert, Satteldach | 08991751 |
| Direkt Bild zu diesem Denkmal hochladen | Wohnstallhaus, Scheune, Seitengebäude und Torbogen eines Vierseithofes | Mühlenstraße 12 (Karte)                | Um 1800 (Wohnstallhaus); Ende 19. Jahrhundert (Seitengebäude)                                      | In der Struktur erhaltener Bauernhof, die Wirtschaftsgebäude mit Fachwerk, bau- und heimatgeschichtlich von Bedeutung - Wohnstallhaus: zweigeschossig, massiv, verputzt, mächtiges Satteldach, zum Teil Schieferdeckung - Stallscheune: Erdgeschoss massiv, Obergeschoss zweiriegeliges Fachwerk mit Diagonalstreben, Bergetüren, Fenster mit Sprossung, Satteldach, Schieferdeckung, zweite Außenseite Obergeschoss verbrettert - Scheune: teils massiv, teils Holzkonstruktion verbrettert, Satteldach, Hofseite geglättet, Außenseite Sichtfachwerk und zwei große Tore | 08991750 |
| Direkt Bild zu diesem Denkmal hochladen | Mühlenwohnhaus mit technischer Ausstattung und Scheune (Börnermühle) | Mühlenstraße 16 (Karte)                | Bezeichnet mit 1841                                                                                | Gebäude mit Holzkonstruktion in exponierter Lage, bau-, orts- und technikgeschichtlich von Bedeutung. - Wohnhaus: L-Grundriss, straßenseitige Traufseite zweiriegeliges Fachwerk mit Diagonalstreben, Gebäude sonst massiv, Eingang Sandsteingewände mit Verdachung, Satteldach - Scheune: überwiegend Fachwerk-Konstruktion, zum Teil verkleidet, Satteldach | 08991781 |
| Direkt Bild zu diesem Denkmal hochladen | Wohnhaus | Zum Steinbruch 1 (Karte)               | Bezeichnet mit 1868                                                                                | Landschaftstypisch mit intaktem Fachwerk-Obergeschoss, straßenbildprägend, baugeschichtlich von Bedeutung. Erdgeschoss massiv, Eingang profilierte Sandsteingewände mit gerader Verdachung, Obergeschoss zweiriegeliges Fachwerk mit Diagonalstreben, Giebelseite und Rückseite verbrettert, Satteldach, Schieferdeckung. | 08991778 |

## Siebenlehn
| Bild                                    | Bezeichnung | Lage                                    | Datierung | Beschreibung | ID       |
| --------------------------------------- | --- | --------------------------------------- | --- | --- | -------- |
| Direkt Bild zu diesem Denkmal hochladen | Ehemalige Schule in offener Bebauung                                                                                                   | Albertstraße 2 (Karte)                  | Anfang 19. Jahrhundert                                                                                               | Teil der marktnahen Bebauung, ortsgeschichtlich von Bedeutung. Breit gelagerter, stattlicher Bau, zweigeschossig, 7:3 Achsen, Krüppelwalmdach, überdimensionierter Dachausbau. | 09201179 |
| Direkt Bild zu diesem Denkmal hochladen | Wohnhaus in halboffener Bebauung | Albertstraße 7 (Karte)                  | Anfang 19. Jahrhundert                                                                                               | Im Straßenzug weitgehend authentisch erhaltenes Gebäude, baugeschichtlich und städtebaulich von Bedeutung. Breit gelagerter, zweigeschossiger Bau von fünf Achsen, schöne originale Haustür, Krüppelwalmdach. | 09201178 |
| Direkt Bild zu diesem Denkmal hochladen | Wohnhaus in offener Bebauung | Am Bachweg 2 (Karte)                    | Anfang 19. Jahrhundert                                                                                               | Obergeschoss Fachwerk, baugeschichtlich und städtebaulich von Bedeutung. Kleiner zweigeschossiger Bau, Erdgeschoss massiv, Obergeschoss Fachwerk verputzt, steiles Satteldach. | 09201194 |
|                                         | Gedenkstein für die Naturforscherin Amalie Dietrich mit umgebenden Freiraum                                                            | Amalie-Dietrich-Weg (Karte)             | 1926/1927 | Ortsgeschichtlich von Bedeutung. Im Wald auf der Amalie-Dietrich-Höhe befindlicher monolithischer Sandsteinblock mit moderner Tafel, „Zum Andenken unserer Amalie Dietrich, geboren 26.05.1801, gestorben 09.03.1891“. | 09201198 |
| Direkt Bild zu diesem Denkmal hochladen | Wohnstallhaus eines ehemaligen Dreiseithofes                                                                                           | Breitenbacher Straße 2 (Karte)          | 19. Jahrhundert | Obergeschoss Fachwerk, baugeschichtlich von Bedeutung. Großer lang gestreckter Bau, Erdgeschoss massiv, Obergeschoss Fachwerk, Giebel verbrettert, (Erdgeschoss des ehemaligen Stallbereiches zum Teil unverändert). | 09201199 |
| Direkt Bild zu diesem Denkmal hochladen | Häuslerhaus | Breitenbacher Straße 9 (Karte)          | 19. Jahrhundert | Obergeschoss Fachwerk verbrettert, baugeschichtlich von Bedeutung. Erdgeschoss massiv, Satteldach. | 09201201 |
| Direkt Bild zu diesem Denkmal hochladen | Wohnstallhaus und Scheune eines Zweiseithofes                                                                                          | Breitenbacher Straße 12 (Karte)         | Um 1700, später verändert (Wohnstallhaus); 19. Jahrhundert (Scheune)                                                 | Beide Gebäude in Fachwerkbauweise, bau- und wirtschaftsgeschichtlich von Bedeutung. - Wohnstallhaus: lang gestreckter Bau, Erdgeschoss massiv, Obergeschoss Fachwerk mit Kopfband und profilierten Schwellbalken - Scheune: Fachwerk-Konstruktion | 09201203 |
| Direkt Bild zu diesem Denkmal hochladen | Westliches Torhaus und südliches Seitengebäude eines Vierseithofes sowie Sonnenuhr am Wohnhaus (Hufengut)                              | Breitenbacher Straße 13 (Karte)         | Bezeichnet mit 1644 (Torhaus); 1644 (Sonnenuhr); 19. Jahrhundert (Seitengebäude)                                     | Beide Seitengebäude in Fachwerkbauweise, bau- und heimatgeschichtlich von Bedeutung. - 1. Seitengebäude (Torhaus, ehemaliger Stall, jetzt zur Wohnung ausgebaut): Erdgeschoss massiv, Obergeschoss Fachwerk mit Kopfband, breite Korbbogendurchfahrt, bezeichnet mit 1644 - 2. Seitengebäude (ehemaliger Stall): Erdgeschoss massiv/Obergeschoss Fachwerk - am Wohnhaus Sonnenuhr von 1644 | 09201202 |
| Direkt Bild zu diesem Denkmal hochladen | Wohnstallhaus | Breitenbacher Straße 23 (Karte)         | 19. Jahrhundert | Obergeschoss Fachwerk, bau- und heimatgeschichtlich von Bedeutung. Lang gestreckter Bau, Obergeschoss Fachwerk verbrettert, Giebel verschiefert. | 09201204 |
| Direkt Bild zu diesem Denkmal hochladen | Wohnstallhaus, Seitengebäude und Scheune eines Dreiseithofes                                                                           | Breitenbacher Straße 35 (Karte)         | 1904/1905 | Stattliche Hofanlage mit bau- und heimatgeschichtlicher Bedeutung. - Wohnstallhaus: großer zweigeschossiger Massivbau, Gliederung in rotem Backstein, profilierte Steingewände, Krüppelwalmdach - Seitengebäude: zweigeschossiger Massivbau mit Krüppelwalmdach - Scheune: eingeschossig mit Drempel, Fachwerkkonstruktion teilweise mit Ziegelausfachung, komplett verbrettert, Krüppelwalmdach mit Biberschwanzdoppeldeckung, im Inneren eine Tenne mit Bohlenbelag sowie zwei Bansen | 09201213 |
| Direkt Bild zu diesem Denkmal hochladen | Wohnhaus in geschlossener Bebauung und Ecklage                                                                                         | Forsthofstraße 1 (Karte)                | Ende 19. Jahrhundert                                                                                                 | Aufwändige Klinkerfassade, baugeschichtlich und straßenbildprägend von Bedeutung. Gelber Backsteinbau in Ecklage zur Freiberger Straße, Gliederungen in rotem Backstein und Gussstein, Fenster mit Dreieckgiebel und kräftig profilierten Gewänden, Dachhäuschen und Dacherker mit Volutenschmuck, polygonaler Erker. | 09201185 |
| Direkt Bild zu diesem Denkmal hochladen | Wohnhaus in offener Bebauung | Forsthofstraße 3 (Karte)                | Anfang 20. Jahrhundert                                                                                               | Stattlicher, villenähnlicher Putzbau mit Klinkergliederung, baugeschichtlich von Bedeutung. Über hohem Polygonsockel zweigeschossig, Gliederungen in gelbem und rotem Backstein (Fenster/Gesimse/Ecken), Fenster zum Teil spitzbogig, Fachwerkbalkon. | 09201187 |
| Direkt Bild zu diesem Denkmal hochladen | Wohnhaus eines Vierseithofes | Forsthofstraße 4 (Karte)                | Ende 19. Jahrhundert                                                                                                 | Teil der alten Ortsstruktur, baugeschichtlich von Bedeutung. Langgestreckter Massivbau, Erdgeschoss und Mezzaningeschoss, Gliederung in rotem Backstein, kräftig profilierte Fenster mit Gusssteinen. | 09201189 |
| Direkt Bild zu diesem Denkmal hochladen | Einfriedungsmauer und Friedhofstor des Friedhofs sowie fünf Grabmale und Denkmal für die Gefallenen des Zweiten Weltkrieges            | Freiberger Straße (Karte)               | 18. Jahrhundert (Grabmal); 20. Jahrhundert (Grabmal); nach 1945 (Kriegerdenkmal)                                     | Ortsgeschichtlich von Bedeutung. - Einfriedungsmauer: verputzter Bruchstein mit schmiedeeisernem Tor - Einzelgrabsteine: zwei aufwendig verzierte barocke Sandsteingrabmäler (Schrift unleserlich), ein Säulenstumpf aus Porphyr mit Girlande und Schild (Schrift unleserlich), Empire, Grabmäler für den Baumeister Straube und den Kunstmaler Prof. Otto Altenkirch - Kriegerdenkmal für die Gefallenen des Zweiten Weltkrieges: drei Granitsteine (rot und grau) Gruft mit zwei großen verzierten Eisenplatten und Gitter vor 2006 abgebrochen. | 09201196 |
| Direkt Bild zu diesem Denkmal hochladen | Wohnhaus in geschlossener Bebauung | Freiberger Straße 3 (Karte)             | Mitte 19. Jahrhundert                                                                                                | Putzbau mit steilem Satteldach, baugeschichtlich und städtebaulich von Bedeutung. Kleiner zweigeschossiger Putzbau, breite Segmentbogentür mit Schlussstein, steiles Dach mit Dachhecht. | 09201164 |
| Direkt Bild zu diesem Denkmal hochladen | Gasthof und Hotel „Schwarzes Roß“ in offener Bebauung                                                                                  | Freiberger Straße 9 (Karte)             | 1897 saniert | Prägnanter Putzbau von ortsgeschichtlicher und straßenbildprägender Bedeutung. Überaus stattlicher, lang gestreckter Bau von 13:6 Achsen, Erdgeschoss Rundbogenfenster mit kräftigen Profilierungen und Gusssteinen, breites Portal mit Halbsäulen und kräftigem Dreieckgiebel, teilsaniert. | 09201163 |
| Direkt Bild zu diesem Denkmal hochladen | Wohnhaus in halboffener Bebauung und rückseitige Werkstatt                                                                             | Kirchgasse 1 (Karte)                    | 18. Jahrhundert, später verändert                                                                                    | Teil der alten Kernbebauung der Stadt, baugeschichtlich und städtebaulich von Bedeutung. - Wohnhaus: breit gelagerter Baukörper von sieben Achsen, zweigeschossiger Massivbau, Tor verändert. - Nebengebäude: ehemalige Schlosserwerkstatt, kleines Fachwerkgebäude, Erdgeschoss massiv | 09201190 |
| Weitere Bilder                          | Kirche mit Ausstattung, fünf Grabmale und zwei Wappen an der äußeren Kirchenwand                                                       | Kirchgasse 2 (Karte)                    | 1764–1766 (Kirche); 1581 (Wappen); 17./18. Jh. (Grabmal); nach 1769 (Epitaph Ober-Wildmeister Schüler); 1811 (Orgel) | Barocke Saalkirche von bau- und stadtgeschichtlicher Bedeutung, der hoch aufragende Westturm mit Glockendach und offener Laterne. Neubau 1764–1766 unter Einbeziehung älterer Bauteile des Vorgängerbaus von 1701 bis 1703. Der aus der Achse nach Norden verschobene Turm im Kern wohl gotisch, 1827 erneuert. Im 19. Jahrhundert mehrfach renoviert, Restaurierungen 1835–85. Verputzter Bruchsteinbau mit geradem Schluss und Stichbogenfenstern. An der nördlichen Seite Stadtwappen und das Wappen der Kurfürstin Anna von 1581. Im Inneren flach gedeckt, an Nord- und Südseite bis in den Altarraum geführte doppelte Emporen mit Logeneinbauten und Betstuben, Orgelempore im Westen. Kanzelaltar aus Holz von 1826. In Weißgold gefasste, kelchförmige Sandsteintaufe, 1825. Originale Orgel von Barth & Boscher aus Dippoldiswalde 1938 erneuert, Orgel und Orgelprospekt von Orgelbaumeister Carl Albrecht Heinrich von Knoblauch 1811. Rokoko-Epitaph von dem Bildhauer Albert aus Mohorn für den Ober-Wildmeister Heinrich Gottlob Schüler (gest. 1780) und Ehefrau Johanna Hedwig, geb. Schwartze (gest. 1769). Am Außenbau ca. fünf ornamentale Grabsteine des 17. und 18. Jahrhunderts. | 09201152 |
|                                         | Pfarrhaus mit westlichem Torbogen und östlicher Stützmauer mit Einfriedung sowie rückwärtiger Stützmauer an der Otto-Altenkirch-Straße | Kirchgasse 3 (Karte)                    | Bezeichnet mit 1789                                                                                                  | Pfarrhaus Obergeschoss Fachwerk verputzt, Teil der alten marktnahen Bebauung, bau- und ortsgeschichtlich von Bedeutung. - Wohnhaus: auf hohem Sockel stattlicher zweigeschossiger Bau von 3:4 Achsen, Erdgeschoss massiv, Obergeschoss Fachwerk, Mansardwalmdach - westliches Tor: rundbogig, im Schlussstein bezeichnet mit „HPW 1789“ - östliche Stützmauer: aus Bruchstein mit schmiedeeisernem Zaunsgitter - rückwärtige Stützmauer an der Otto-Altenkirch-Straße: verputzte Bruchsteinmauer | 09201191 |
| Direkt Bild zu diesem Denkmal hochladen | Wohnhaus in halboffener Bebauung | Liebichstraße 3 (Karte)                 | Ende 19. Jahrhundert                                                                                                 | Aufwändige Klinkerfassade, baugeschichtlich und straßenbildprägend von Bedeutung. Über Polygonsockel zweigeschossiger gelber Backsteinbau, Gliederung in rotem Backstein, um Fenster in Gussstein, zweiachsiger Mittelrisalit, leicht vorgezogen, mit etwas aufwändigerer Gestaltung (Muschelmotiv über Fenster des ersten Obergeschosses), deutsches Band an der Traufe, Mansardenwalmdach. | 09201182 |
| Direkt Bild zu diesem Denkmal hochladen | Wohnhaus in halboffener Bebauung | Liebichstraße 5 (Karte)                 | Ende 19. Jahrhundert                                                                                                 | Aufwändige Klinkerfassade, baugeschichtlich und straßenbildprägend von Bedeutung. Zweigeschossiger gelber Backsteinbau mit Gliederungen in rotem Backstein und Gussstein, Fenster mit Dreieckgiebel und Segmentgiebel, Traufe mit deutschem Band, Dachhäuschen und Dacherker. | 09201183 |
| Weitere Bilder                          | Denkmal zu Ehren der örtlichen Schuhmacherinnung (Siebenlehner Schusterjunge)                                                          | Markt (Karte)                           | 1926 | Künstlerisch und ortsgeschichtlich von Bedeutung. Brunnen aus rotem Granit, bezeichnet mit „Ehret das Handwerk“, darauf Bronzeplastik eines arbeitenden Schuhmacherjungen. | 09201161 |
| Direkt Bild zu diesem Denkmal hochladen | Wohnhaus in halboffener Bebauung und Ecklage                                                                                           | Markt 1 (Karte)                         | Ende 19. Jahrhundert                                                                                                 | Klinkerfassade, baugeschichtlich und städtebaulich von Bedeutung. Über hohem Sockel zweigeschossiger roter Backsteinbau mit reichen Verzierungen, Fenstergiebelung geschweift, geschweifte Dachaufbauten, 8:5 Achsen, mit Laden. | 09201148 |
|                                         | Wohnhaus in halboffener Bebauung | Markt 7 (Karte)                         | Ende 18. Jahrhundert                                                                                                 | Stattlicher, lang gestreckter Fachwerkbau, Teil der alten Marktbebauung, baugeschichtlich und platzbildprägend von Bedeutung. Erdgeschoss massiv, Obergeschoss Fachwerk verputzt, 9:2 Achsen, mächtiges Mansardenwalmdach mit Fledermausgaupen. Nach 1764 erbaut, einzige Veränderung bildet Einbau der Schaufenster im Jahr 1907 durch den Schnittwarenhändler Heimrich Humitzsch, 1907 erfolgte die Deckung des Dachs mit Ziegeln. | 09201147 |
| Direkt Bild zu diesem Denkmal hochladen | Wohnhaus in halboffener Bebauung | Markt 8 (Karte)                         | Anfang 19. Jahrhundert                                                                                               | Obergeschoss Fachwerk, Teil der alten Marktbebauung, baugeschichtlich von Bedeutung. Zweigeschossiger Bau, Erdgeschoss massiv, Obergeschoss Fachwerk, Mansarddach mit Schopf, Dachhäuschen, mit Laden. | 09201149 |
| Direkt Bild zu diesem Denkmal hochladen | Wohnhaus in halboffener Bebauung | Markt 10 (Karte)                        | Ende 19. Jahrhundert                                                                                                 | Teil der neueren Marktbebauung nach den Stadtbränden, bau- und stadtentwicklungsgeschichtlich von Bedeutung. Zweigeschossiger gelber Backsteinbau mit Gliederungen in rotem Backstein und Gussstein, Obergeschoss mit kleinen Dreiecksgiebeln über den Fenstern, die abgeschrägte Ecke zum Markt betont durch Eingang und Balkon, Dachhäuschen, mit Laden. | 09201150 |
| Direkt Bild zu diesem Denkmal hochladen | Wohnhaus in offener Bebauung und Ecklage                                                                                               | Markt 11 (Karte)                        | Ende 19. Jahrhundert                                                                                                 | Teil der neueren Marktbebauung nach den Stadtbränden, bau- und stadtentwicklungsgeschichtlich von Bedeutung. Dreigeschossiger Bau, Erdgeschoss mit Putzgliederung, die beiden Obergeschoss roter Backstein mit kräftiger Gliederung in Sandstein, zweigeschossiger Erker zur abgeschrägten Ecke, mit Laden. | 09201151 |
| Direkt Bild zu diesem Denkmal hochladen | Wohnhaus in halboffener Bebauung | Markt 13 (Karte)                        | Ende 19. Jahrhundert                                                                                                 | Teil der neueren Marktbebauung nach den Stadtbränden, bau- und stadtentwicklungsgeschichtlich von Bedeutung. Erdgeschoss massiv, Obergeschoss Backstein mit aufwendigen Verzierungen um die Fenster (Voluten, Rosetten), abgeschrägte Ecke durch Giebelaufbau betont, sechs Dachhäuschen, mit Laden. | 09201166 |
| Direkt Bild zu diesem Denkmal hochladen | Wohnhaus in halboffener Bebauung | Markt 15 (Karte)                        | 1769 (Dendro) | Obergeschoss zum Teil Fachwerk, Teil der alten Marktbebauung, bau- und stadtentwicklungsgeschichtlich von Bedeutung. Breit gelagerter Bau von 3:3 Achsen, zweigeschossig, zur Reinsberger Straße Fachwerk in beiden Geschossen, verputzt, zum Markt massiv (mit Toreinbau), Krüppelwalmdach. | 09201168 |
| Direkt Bild zu diesem Denkmal hochladen | Wohnhaus in geschlossener Bebauung und Ecklage                                                                                         | Markt 16 (Karte)                        | Ende 18. Jahrhundert, später überformt                                                                               | Teil der alten Marktbebauung, bau- und stadtentwicklungsgeschichtlich von Bedeutung. Breit gelagerter zweigeschossiger Bau von 8:5 Achsen, Obergeschoss Backstein, sehr großes, steiles Dach mit zwei Dachhechten, mit Laden. | 09201153 |
| Direkt Bild zu diesem Denkmal hochladen | Wohnhaus in halboffener Bebauung und Ecklage                                                                                           | Markt 17 (Karte)                        | Ende 18. Jahrhundert / Anfang 19. Jahrhundert                                                                        | Teil der alten Marktbebauung, bau- und stadtentwicklungsgeschichtlich von Bedeutung. Stattlicher zweigeschossiger Massivbau mit Steingewänden, Mansardwalmdach. | 09201154 |
| Direkt Bild zu diesem Denkmal hochladen | Wohnhaus in halboffener Bebauung | Markt 18 (Karte)                        | Ende 18. Jahrhundert                                                                                                 | Teil der älteren Marktbebauung, bau- und stadtentwicklungsgeschichtlich von Bedeutung. Breitgelagerter zweigeschossiger Bau von 7:3 Achsen, Erdgeschoss massiv, breite Korbbogentür mit Schlussstein, Obergeschoss Fachwerk verputzt, Walmdach. | 09201169 |
| Direkt Bild zu diesem Denkmal hochladen | Wohnhaus in geschlossener Bebauung | Markt 20 (Karte)                        | Ende 18. Jahrhundert                                                                                                 | Teil der alten Marktbebauung, bau- und stadtentwicklungsgeschichtlich von Bedeutung. Stattlicher zweigeschossiger Bau von fünf Achsen, Erdgeschoss mit breitem Flachbogenportal, steiles Dach, städtebaulich bedeutsam. | 09201155 |
| Direkt Bild zu diesem Denkmal hochladen | Wohnhaus in geschlossener Bebauung | Markt 21 (Karte)                        | Bezeichnet mit 1768                                                                                                  | Teil der alten Marktbebauung, bau- und stadtentwicklungsgeschichtlich von Bedeutung. Schmales zweigeschossiges Wohnhaus von drei Achsen und breitem Flachbogenportal, im Schlussstein Brezel und Datierung, bezeichnet mit „CD 1768“, Obergeschoss Fachwerk, steiles Dach, städtebaulich bedeutsam. | 09201156 |
| Direkt Bild zu diesem Denkmal hochladen | Wohnhaus in geschlossener Bebauung | Markt 22 (Karte)                        | Bezeichnet mit 1767                                                                                                  | Teil der alten Marktbebauung, bau- und stadtentwicklungsgeschichtlich von Bedeutung. Schmaler zweigeschossiger Putzbau, Türschlussstein mit Datierung, bezeichnet mit „CR 1767“, Dachhäuschen, mit Laden, städtebaulich bedeutsam. | 09201157 |
| Direkt Bild zu diesem Denkmal hochladen | Wohnhaus in geschlossener Bebauung | Markt 24 (Karte)                        | Bezeichnet mit 1766                                                                                                  | Teil der alten Marktbebauung, bau- und stadtentwicklungsgeschichtlich von Bedeutung. Zweigeschossiger Bau von fünf Achsen, breites Korbbogenportal, Schlussstein mit Datierung, bezeichnet mit „JCM 1766“, Dachhecht, mit Laden. | 09201158 |
| Direkt Bild zu diesem Denkmal hochladen | Wohnhaus in halboffener Bebauung | Markt 27 (Karte)                        | Ende 18. Jahrhundert / Anfang 19. Jahrhundert                                                                        | Teil der alten Marktbebauung, bau- und stadtentwicklungsgeschichtlich von Bedeutung. Breitgelagerter, zweigeschossiger Bau, leicht verschoben, Giebel Fachwerk verputzt und Fachwerk verschiefert. | 09201162 |
| Direkt Bild zu diesem Denkmal hochladen | Wohnhaus in halboffener Bebauung und Ecklage                                                                                           | Markt 28 (Karte)                        | Anfang 19. Jahrhundert                                                                                               | Teil der älteren Marktbebauung, bau- und stadtentwicklungsgeschichtlich von Bedeutung Erdgeschoss massiv, Obergeschoss Fachwerk verputzt, Krüppelwalmdach, mit Laden. | 09201160 |
| Weitere Bilder                          | Rathaus in halboffener Bebauung | Markt 29 (Karte)                        | Um 1935 | Teil der Bebauung nach den Bränden vom Ende des 19. Jahrhunderts, zeittypischer Putzbau mit bau- und ortsgeschichtlicher Bedeutung. Zweigeschossiger Bau in Ecklage, Walmdach. | 09201159 |
| Direkt Bild zu diesem Denkmal hochladen | Wohnhaus in offener Bebauung | Nossener Straße 1 (Karte)               | 1920er Jahre | Putzfassade mit Anlehnung an den Art decó Stil, baugeschichtlich von Bedeutung. Über hohem Bruchsteinsockel stattlicher zweigeschossiger Bau mit ausgebautem Dachgeschoss und dreiachsigem Dacherker, interessante Verzierung mit geschweiften Gesimsen und dreieckigen, spitz zulaufenden Pilastern. | 09201186 |
| Direkt Bild zu diesem Denkmal hochladen | Gasthof „Zum Schützenhaus“ mit Saal | Nossener Straße 15 (Karte)              | Ende 19. Jahrhundert                                                                                                 | Putzbau mit Rundbogenfenstern (Saal) im Obergeschoss, ortsgeschichtlich von Bedeutung. Lang gestreckter Baukörper, im Obergeschoss Saal mit Rundbogenfenstern. | 09201184 |
| Direkt Bild zu diesem Denkmal hochladen | Denkmal für die Gefallenen des Ersten Weltkrieges                                                                                      | Otto-Altenkirch-Straße (Karte)          | Nach 1918 | Ortsgeschichtlich von Bedeutung. Ehrenhain mit fünf großen Sandsteinblöcken und zwei geschwungenen Sandsteinbänken. | 09201146 |
| Direkt Bild zu diesem Denkmal hochladen | Bergbauhalde des ehemaligen Sohrschachtes                                                                                              | Otto-Altenkirch-Straße (Karte)          | 18. Jahrhundert | Bergbaugeschichtlich von Bedeutung, überwucherte Bruchsteinhalde | 09201216 |
| Direkt Bild zu diesem Denkmal hochladen | Wohnhaus in halboffener Bebauung und Ecklage                                                                                           | Otto-Altenkirch-Straße 2 (Karte)        | Ende 19. Jahrhundert                                                                                                 | Ehemals mit Gaststätte, Teil der neueren Marktbebauung, bau- und stadtentwicklungsgeschichtlich von Bedeutung. Über hohem Sockel massives Erdgeschoss, Obergeschoss roter Backstein, Verzierungen identisch zu Markt 13, sieben Dachhäuschen. | 09201167 |
| Direkt Bild zu diesem Denkmal hochladen | Wohnhaus in geschlossener Bebauung | Otto-Altenkirch-Straße 15 (Karte)       | 19. Jahrhundert | Obergeschoss Fachwerk verputzt, baugeschichtlich von Bedeutung. Kleiner zweigeschossiger Bau, Erdgeschoss massiv, Obergeschoss Fachwerk verputzt, Flachbogentür. | 09201195 |
|                                         | Wohnhaus und Gedenkplatte (Wandrelief) des Landschaftsmalers Otto Altenkirch                                                           | Otto-Altenkirch-Straße 26 (Karte)       | Ende 19. Jahrhundert (Wohnhaus); 1975 (Relief)                                                                       | Ortsgeschichtlich von Bedeutung. Breit gelagerter, zweigeschossiger Putzbau, Erdgeschoss zum Teil mit Rundbogenfenstern, kräftige Profilierungen, Dachhäuschen, Wandrelief mit Porträt von Otto Altenkirch, bezeichnet mit „2.1.1875 – 20.7.1945“. | 09201144 |
|                                         | Gedenkstein für die Naturforscherin Amalie Dietrich                                                                                    | Otto-Altenkirch-Straße 31 (vor) (Karte) | Mitte 20. Jahrhundert                                                                                                | Ortsgeschichtlich von Bedeutung. Sandsteinplatte mit Inschrift sowie Darstellung verschiedener Pflanzen/Tiere/Schiff: „Hier stand das Vaterhaus der großen Naturforscherin Amalie Dietrich, die sich durch die Not des Lebens ringend vom einfachen Kind des Volkes zur wissenschaftlichen Sammlerin emporarbeitete. Zehn Jahre forschte und sammelte sie in Australien. * 26. Mai 1821 in Siebenlehn, + 9. März 1891 in Rendsburg. Besser ein schweres Leben, als ein leeres Leben.“. | 09201197 |
| Direkt Bild zu diesem Denkmal hochladen | Wohnhaus in offener Bebauung (ehemalige Badeanstalt)                                                                                   | Otto-Altenkirch-Straße 49 (Karte)       | Ende 19. Jahrhundert                                                                                                 | Mit Anklängen an Schweizerstil, baugeschichtlich von Bedeutung. Backsteinbau mit rotem und gelbem Backstein, der Anbau mit preußischem Fachwerk, Giebel mit Holzverzierungen und Blattschnitzereien. | 09201145 |
| Direkt Bild zu diesem Denkmal hochladen | Wohnhaus in geschlossener Bebauung und Ecklage                                                                                         | Preußerstraße 1 (Karte)                 | Ende 19. Jahrhundert                                                                                                 | Klinkerfassade mit betonter Eckgestaltung, baugeschichtlich und städtebaulich von Bedeutung. Zweigeschossiger Backsteinbau mit aufwendigen Verzierungen der Fenster (Konsolen, Dreieckgiebel, geschweifte Giebel, Baluster etc.), die abgeschrägte Ecke leicht vorspringend, mit Laden. | 09201180 |
| Direkt Bild zu diesem Denkmal hochladen | Wohnhaus in halboffener Bebauung | Reinsberger Straße 9 (Karte)            | 19. Jahrhundert | Obergeschoss Fachwerk verputzt, Teil des alten Ortskerns, baugeschichtlich von Bedeutung. Schmaler zweigeschossiger Bau von vier Achsen, Erdgeschoss massiv mit profiliertem Segmentbogenportal, Obergeschoss Fachwerk verputzt, steiles Satteldach. | 09201170 |
| Direkt Bild zu diesem Denkmal hochladen | Nördliche Scheune eines Vierseithofes                                                                                                  | Reinsberger Straße 22 (Karte)           | 19. Jahrhundert | Obergeschoss Fachwerk, bau- und wirtschaftsgeschichtlich von Bedeutung. Erdgeschoss massiv, Obergeschoss Fachwerk mit Fachwerk-Dacherker als Taubenhaus. | 09201200 |
| Direkt Bild zu diesem Denkmal hochladen | Wohnhaus in offener Bebauung | Reinsberger Straße 25 (Karte)           | Anfang 19. Jahrhundert                                                                                               | Obergeschoss Fachwerk verputzt, Teil der alten Ortsstruktur, baugeschichtlich von Bedeutung. Kleiner zweigeschossiger Bau, Erdgeschoss massiv, Obergeschoss Fachwerk verputzt, Giebel verbrettert, Tür mit Sandsteingewände. | 09201173 |
| Weitere Bilder                          | Wasserturm | Wasserturmstraße 8 (Karte)              | Türsturz bezeichnet mit 1912                                                                                         | Technikgeschichtlich und landschaftsprägend von Bedeutung, Baufirma Max Schwenke aus Dresden. Monolithischer, hoher Stahlbetonskelettbau mit Ziegelmauerwerk, über achteckigem Sockel, dreigeschossiger runder Aufbau mit runden Blendbögen, der obere Abschluss zweigeschossig verschiefert, Schweifhaube mit Laterne. Der rund 40 Meter hohe, ortsbildprägende Wasserturm von Siebenlehn wurde 1912 von der Dresdner Baufirma Max Schwenke errichtet und war bis 1993 in Betrieb. Es handelt sich um einen Stahlbetonskelettbau, dessen acht Stützen sich am Außenbau als Lisenen abzeichnen und unterhalb des oktogonalen, verschieferten Behältergeschosses in Rundbögen zusammengeführt sind. Die Stützen entspringen einem runden Sockelgeschoss, das mit ovalen Fenstern und einem Sandsteinportal verziert ist. Der obere Abschluss des Turmes kragt auf Konsolen nochmals leicht aus und wird von einem Glockendach mit Laterne abgeschlossen. Für die Wasserspeicherung sorgte der 200 m³ fassende, stählerne Hängebodenbehälter, der bis heute erhalten ist. Der Siebenlehner Wasserturm verdeutlicht in der parallelen Verwendung zweier Konstruktionsformen – der Stahlbetonbauweise mit genietetem Stahlwasserbehälter – den Übergang zur wenig später gebräuchlichen reinen Stahlbetonbauweise. Er ist somit von großem bau- und technikgeschichtlichem Wert. Gleichzeitig ist er eine in der Region weithin sichtbare Landmarke. | 09201137 |
| Weitere Bilder                          | Denkmal für die Naturforscherin Amalie Dietrich                                                                                        | Wasserturmstraße 27 (vor) (Karte)       | 1979 | Ortsgeschichtlich von Bedeutung, auf hohem Sandsteinsockel naturalistische Halbkörperdarstellung | 09201143 |

## Ehemalige Denkmäler

### Ehemalige Denkmäler (Großschirma)
| Bild                                    | Bezeichnung   | Lage                   | Datierung                 | Beschreibung | ID       |
| --------------------------------------- | ------------- | ---------------------- | ------------------------- | --- | -------- |
| Direkt Bild zu diesem Denkmal hochladen | Wohnhaus      | Hauptstraße 17 (Karte) | 1. Hälfte 19. Jahrhundert | Regionaltypisches Fachwerkhaus, baugeschichtlich von Bedeutung. Erdgeschoss massiv, Giebelseiten massiv, Traufseite Obergeschoss Fachwerk verbrettert, Satteldach, Biberschwanzdeckung. 2023 oder 2024 aus der Denkmalliste gestrichen. | 08991731 |
| Direkt Bild zu diesem Denkmal hochladen | Bauernhaus    | Hauptstraße 34 (Karte) | 2. Hälfte 19. Jahrhundert | Regionaltypischer Fachwerkbau mit verkleidetem Obergeschoss, baugeschichtlich von Bedeutung. Erdgeschoss massiv, verändert, Obergeschoss Fachwerk verkleidet, Satteldach. Zwischen 2017 und 2023 von der Denkmalliste gestrichen. | 08991729 |
| Direkt Bild zu diesem Denkmal hochladen | Wohnstallhaus | Hauptstraße 85 (Karte) | Bezeichnet mit 1848       | Stattliches Bauernhaus mit intakter Holzkonstruktion im Obergeschoss, regionaltypisch, baugeschichtlich von Bedeutung. Erdgeschoss massiv, Eingänge mit gerader Verdachung, Obergeschoss Traufseite verputzt, Giebelseiten verbrettert bzw. verkleidet, Krüppelwalmdach, Biberschwanzdeckung, drei Fledermausgaupen. Zwischen 2017 und 2023 von der Denkmalliste gestrichen. | 08991677 |

### Ehemalige Denkmäler (Großvoigtsberg)
| Bild                                    | Bezeichnung        | Lage                                   | Datierung | Beschreibung | ID       |
| --------------------------------------- | ------------------ | -------------------------------------- | --------- | --- | -------- |
| Direkt Bild zu diesem Denkmal hochladen | Pumpe              | (Großvoigtsberg)                       | Um 1900   | Zeugnis der Wasserversorgung, heimatgeschichtlicher Wert, hölzerne Handschwengelpumpe | 08991063 |
| Direkt Bild zu diesem Denkmal hochladen | Häuslerhaus        | Glückauf-Straße 87 (Karte)             | Um 1800   | Landschaftstypisch mit Fachwerk-Obergeschoss, baugeschichtlich von Bedeutung. Erdgeschoss massiv, verändert, Obergeschoss mit ursprünglicher Fenstergröße, alle Seiten verkleidet, Fenster mit Pseudosprossung, Satteldach. Zwischen 2017 und 2023 von der Denkmalliste gestrichen. | 08991791 |
| Direkt Bild zu diesem Denkmal hochladen | Handschwengelpumpe | Glückauf-Straße 94 (gegenüber) (Karte) | Um 1900   | Hölzerne Pumpe, heimatgeschichtliche Bedeutung | 08991790 |

### Ehemaliges Denkmal (Kleinvoigtsberg)
| Bild                                    | Bezeichnung                                                           | Lage                                | Datierung       | Beschreibung | ID       |
| --------------------------------------- | --------------------------------------------------------------------- | ----------------------------------- | --------------- | --- | -------- |
| Direkt Bild zu diesem Denkmal hochladen | Grube Christbescherung: Mundloch der Aufschlagrösche Christbescherung | (Gemarkung Kleinvoigtsberg) (Karte) | 18. Jahrhundert | Bergbaugeschichtlich von Bedeutung. Grube Christbescherung seit dem 18. Jahrhundert größere Grubenanlage im Freiberger Nordrevier, Kunst- und Treibeschacht, später durch Richtschacht ersetzt, zentrale Grubenanlage, von den Tagesgebäuden nur 1872 erbaute Wäsche, zugleich Huthaus, im Muldental erhalten, aus Natursteinen gemauert, parabelähnlicher Bogen mit Schlussstein, zugemauert. Zwischen 2017 und 2023 von der Denkmalliste gestrichen. | 08991709 |

### Ehemalige Denkmäler (Obergruna)
| Bild                                    | Bezeichnung                                         | Lage                         | Datierung                 | Beschreibung | ID       |
| --------------------------------------- | --------------------------------------------------- | ---------------------------- | ------------------------- | --- | -------- |
| Direkt Bild zu diesem Denkmal hochladen | Wohnhaus                                            | Dorfstraße 70 (Karte)        | Mitte 19. Jahrhundert     | Teil der alten Ortsstruktur, baugeschichtlich von Bedeutung. In Hanglage errichtet, zweigeschossig, Erdgeschoss massiv. Zwischen 2017 und 2023 von der Denkmalliste gestrichen. | 09201237 |
| Direkt Bild zu diesem Denkmal hochladen | Wohnstallhaus und Seitengebäude eines Zweiseithofes | Freiberger Straße 58 (Karte) | 1. Hälfte 19. Jahrhundert | Wohnstallhaus Obergeschoss Fachwerk, straßenbildprägendes Gehöft mit baugeschichtlicher Bedeutung. - Wohnstallhaus: Erdgeschoss massiv, Obergeschoss Fachwerk, Giebel verputzt, Satteldach, späterer Anbau und Veränderung des Dachwerks an der Gebäuderückseite - Seitengebäude: kleiner Putzbau mit großer Torbogeneinfahrt und Korbbogentür, Satteldach Zwischen 2017 und 2023 von der Denkmalliste gestrichen. | 09201210 |
| Direkt Bild zu diesem Denkmal hochladen | Ehemaliges Wohnstallhaus eines Vierseithofs         | Pflaumenallee 9 (Karte)      | 1. Hälfte 19. Jahrhundert | Obergeschoss Fachwerk, bau- und sozialgeschichtlich von Bedeutung. Erdgeschoss massiv mit Sandsteingewänden, Obergeschoss Fachwerk, Gefache mit Lehmstacken, Satteldach. Zwischen 2016 und 2017 abgerissen. | 09201221 |

### Ehemaliges Denkmal (Rothenfurth)
| Bild                                    | Bezeichnung | Lage                       | Datierung       | Beschreibung | ID       |
| --------------------------------------- | ----------- | -------------------------- | --------------- | --- | -------- |
| Direkt Bild zu diesem Denkmal hochladen | Wohnhaus    | Muldentalstraße 27 (Karte) | 18. Jahrhundert | Mit intakter Fachwerk-Konstruktion, baugeschichtlich und straßenbildprägend von Bedeutung. Erdgeschoss massiv, Obergeschoss einriegeliges Fachwerk mit Diagonalstreben, eine Giebelseite verputzt, Satteldach, Schieferdeckung. Zwischen 2017 und 2023 von der Denkmalliste gestrichen. | 08991660 |

### Ehemalige Denkmäler (Siebenlehn)
| Bild                                    | Bezeichnung                        | Lage                   | Datierung                             | Beschreibung | ID       |
| --------------------------------------- | ---------------------------------- | ---------------------- | ------------------------------------- | --- | -------- |
| Direkt Bild zu diesem Denkmal hochladen | Wohnhaus in geschlossener Bebauung | Albertstraße 6 (Karte) | Bezeichnet mit 1765; später überformt | Schlichter Putzbau, baugeschichtlich und städtebaulich von Bedeutung. Zweigeschossiger, lang gestreckter Bau von sieben Achsen, eingemauerter Schlussstein bezeichnet mit „JGH 1765“, Satteldach. Zwischen 2017 und 2018 abgerissen. | 09201177 |
| Direkt Bild zu diesem Denkmal hochladen | Wohnhaus in geschlossener Bebauung | Kirchgasse 4 (Karte)   | Um 1800                               | Schlichter, baulich überformter Putzbau von städtebaulichem Wert. Zweigeschossig mit Stickbogenportal im Erdgeschoss, Bruchsteinmauerwerk und Ziegelmauerwerk an der Straßentraufseite, hofseitig Erdgeschoss Bruchsteinmauerwerk, Obergeschoss Fachwerk verputzt, im Inneren baulich leicht überformt, keine historischen Türen erhalten, Dachgeschoss ausgebaut, große Teile des Dachstuhls mussten erneuert werden. Zwischen 2017 und 2023 von der Denkmalliste gestrichen. | 09300512 |
| Direkt Bild zu diesem Denkmal hochladen | Wohnhaus in offener Bebauung       | Kirchgasse 5 (Karte)   | Anfang 19. Jahrhundert                | Obergeschoss Fachwerk verputzt, Teil der alten marktnahen Bebauung, baugeschichtlich von Bedeutung. in Hanglage errichteter zweigeschossiger Bau, Erdgeschoss massiv, Obergeschoss Fachwerk, Giebel massiv, im oberen Teil verbrettert, Krüppelwalmdach. Zwischen 2017 und 2023 von der Denkmalliste gestrichen. | 09201192 |

## Tabellenlegende
- Bild: Bild des Kulturdenkmals, ggf. zusätzlich mit einem Link zu weiteren Fotos des Kulturdenkmals im Medienarchiv Wikimedia Commons. Wenn man auf das Kamerasymbol klickt, können Fotos zu Kulturdenkmalen aus dieser Liste hochgeladen werden:
- Bezeichnung: Denkmalgeschützte Objekte und ggf. Bauwerksname des Kulturdenkmals
- Lage: Straßenname und Hausnummer oder Flurstücknummer des Kulturdenkmals. Die Grundsortierung der Liste erfolgt nach dieser Adresse. Der Link (Karte) führt zu verschiedenen Kartendiensten mit der Position des Kulturdenkmals. Fehlt dieser Link, wurden die Koordinaten noch nicht eingetragen. Sind diese bekannt, können sie über ein Tool mit einer Kartenansicht einfach nachgetragen werden. In dieser Kartenansicht sind Kulturdenkmale ohne Koordinaten mit einem roten bzw. orangen Marker dargestellt und können durch Verschieben auf die richtige Position in der Karte mit Koordinaten versehen werden. Kulturdenkmale ohne Bild sind an einem blauen bzw. roten Marker erkennbar.
- Datierung: Baubeginn, Fertigstellung, Datum der Erstnennung oder grobe zeitliche Einordnung entsprechend des Eintrags in der sächsischen Denkmaldatenbank
- Beschreibung: Kurzcharakteristik des Kulturdenkmals entsprechend des Eintrags in der sächsischen Denkmaldatenbank, ggf. ergänzt durch die dort nur selten veröffentlichten Erfassungstexte oder zusätzliche Informationen
- ID: Vom Landesamt für Denkmalpflege Sachsen vergebene, das Kulturdenkmal eindeutig identifizierende Objekt-Nummer. Der Link führt zum PDF-Denkmaldokument des Landesamtes für Denkmalpflege Sachsen. Bei ehemaligen Kulturdenkmalen können die Objektnummern unbekannt sein und deshalb fehlen bzw. die Links von aus der Datenbank entfernten Objektnummern ins Leere führen. Ein ggf. vorhandenes Icon  führt zu den Angaben des Kulturdenkmals bei Wikidata.

## Ausführliche Denkmaltexte
1. 1 2 3 4  Churprinzer Bergwerkskanal:

Geschichtliche Einordnung: Der Churprinzer Bergwerkskanal bildete die sogenannte Untere Churprinzer Wasserversorgung der Grube Churprinz, 1788–1789 von Johann Friedrich Mende (sächsischer Kunstmeister und späterer Maschinendirektor) angelegt, oberhalb der Altväterbrücke von der Mulde abzweigend und rechts- bzw. linksseitig am Talhang verlaufend zur Grube Churprinz führend und dort die Kunsträder mit Aufschlagwasser versorgend, dabei ermöglichte die Breite des Kanals nicht nur die Aufschlagwasserversorgung, sondern auch den Transport von Erzen mit Hilfe getreidelter Erzkähne entgegengesetzt der Fließrichtung zur Halsbrückner Hütte, hierzu führte ein weiteres, oberes Kanalteilstück am linken Muldentalhang vom Rothenfurther Kahnhebehaus bis zum Erzhaus des Hüttenwerks in Halsbrücke, unteres Teilstück des Churprinzer Bergwerkskanals zwischen Annaer Wäschwehr und Grube Churprinz 1822–1823 von Christian Friedrich Brendel (sächsischer Maschinendirektor) auf höherem Niveau neu angelegt (damit Vergrößerung der bei Churprinz nutzbaren Fallhöhe zur Beaufschlagung von Wasserkraftmaschinen), der Kanal mündete nun in einer befahrbaren Rösche (Kanalrösche) zum Kunstrad im Mittelschlächtigen Kunstschacht, dort konnten die Erzkähne an einer Verladestation über Erzrollen mit Erzen aus den grubeneigenen Aufbereitungsanlagen beladen und anschließend am linken Muldenufer kanalaufwärts getreidelt werden, die Erzkähne (Zuladung ca. 2,5 t) mussten dabei eine Strecke ca. 5,3 km zurücklegen (drei Mann Besatzung – zwei Treidler, ein Steuermann), Fahrtzeit ca. drei Stunden, Einstellung des Erzkahnbetriebs 1868, nachfolgend nur noch Aufschlagwasserversorgung, 1790–1792 Verlängerung des Bergwerkskanals bis zur weiter muldenabwärts gelegenen Grube Christbescherung Erbstolln als Christbescherunger Bergwerkskanal (Projektierung durch den Markscheider Johann Friedrich Freiesleben), auch hier zum Zwecke des Erztransports zur Halsbrückner Hütte, hierzu Nutzung/Verbreiterung eines bereits bestehenden Kunstgrabens, damit Verlängerung der Gesamtstrecke um ca. 3 km, der Erzkahnbetrieb ist auf diesem Teilstück allerdings nur bis 1808 belegt, eine weitere Verlängerung des Bergwerkskanals muldenabwärts bis zur Grube Alte Hoffnung Gottes wurde nie fertiggestellt.
2. ↑  Einzeldenkmale der Sachgesamtheit Grube Churprinz Friedrich August Erbstolln:
  - Tagegebäude:
    - Kessel-, Maschinen- und Treibehaus des Constantinschachts: mehrere aneinander gesetzte Baukörper, zum Teil mit Rundbogenfenstern, Satteldach, verschiedene Funktionen ablesbar, Schacht 1868–1873 in der Nähe des Huthauses abgeteuft (benannt nach dem sächsischen Oberberghauptmann Friedrich Constantin von Beust), 1873 Installation einer 80-PS-Wasserhaltungsdampfmaschine, Schacht blieb ohne große Bedeutung für die Grube, auch nach 1945 überwiegend der Wasserhaltung dienend
    - Unterer Wächter: auch „Kapelle“ genannt, um 1825 in neogotischen Formen auf dem mittelschlächtigen Kunstschacht errichtet, in Hanglage, hohes Sockelgeschoss aus Gneis, Obergeschoss Holzkonstruktion verbrettert, neogotische Fenster, Satteldach, Biberschwanzdeckung, zwei Dachreiter mit offenenem Glockenstuhl und Zeltdach
    - „Wächter“: kleines Gebäude über einem Kunstschacht mit Kunstglocke (mit dem der Wasserhebung dienenden Kunstgezeug gekoppelte Glocke, die den regelmäßigen Gang des Kunstgezeugs über Tage hörbar machte), einzig erhaltenes derartiges Gebäude im Freiberger Revier (ursprünglich befand sich auch auf dem Oberschlächtigen Kunstschacht ein schlichter gestalteter Wächter, der aber 1954 abgebrochen wurde), das Gebäude dokumentiert beispielhaft die Anstrengungen, die die Grube Churprinz allein zum Zwecke der Wasserhebung aus den Grubenbauen unternehmen musste, die Bedeutung des Wächters für den störungsfreien Grubenbetrieb zeichnet sich auch in der aufwändigen Gestaltung des Baukörpers ab
    - Pulverturm: Rundbau mit rundbogigem Eingang, dieser mit Schlussstein und Inschrift „Pulverturm“, profilierte Traufe, kegelförmiges Helmdach, Biberschwanzdeckung, heute als Familiengruft genutzt, aufgrund der Explosionsgefahr abseits der anderen Tagegebäude, leicht erhöht auf kleiner Halde, Zeugnis für das bergmännische Schießen für Streckenvortrieb und Erzabbau unter Tage
    - Stütz- und Einfriedungsmauern: auf dem gesamten Areal verschiedene Stütz- und Einfriedungsmauern aus Naturstein, zum Teil stark überwachsen, die grubeneigenen Pochwerke und Erzwäschen zur Aufbereitung der hier geförderten Erze lagen östlich unterhalb des Huthauses, heute befindet sich auf ihrem Standort die nach der Einstellung des Bergbaus ab 1913 entstandene Pappenfabrik (kein Denkmal), die das Wasserzuleitungssystem der Grube Churprinz nachfolgend zumindest in Teilen weiternutzte

  - Grubengebäude (Kunst- und Treibeschächte, Radstuben sowie Röschen):
    - Schreiberschacht: Hauptförderschacht der Grube, im 18. Jahrhundert abgeteuft, Erzförderung zunächst mittels Handhaspel, ab 1785 mit Pferdegöpel, 1795 mit Wassergöpel (zugehörige Radstube in ca. 11 m–21 m Tiefe, ca. 12 × 12 × 2 m, beispielhafte Grubenmauerung) und ab 1864 mit 30-PS-Dampfförderanlage, 1955–1968 noch Nutzung als Förderschacht durch das Bergbau- und Hüttenkombinat „Albert Funk“, auf der großen Halde noch jüngere Tagegebäude (keine Denkmale)
    - Mittelschlächtiger Kunstschacht: darin Radstube mit eisernem Kunstrad von 1852 (mittelschlächtiges Wasserrad, ca. 10 m unter dem Unteren Wächter, zugänglich), wurde über die Kanalrösche (siehe weiter unten beim Churprinzer Bergwerkskanal) sowie eine weitere Rösche vom Oberschlächtigen Kunstschacht beaufschlagt (der das Aufschlagwasser wiederum über den Oberen Churprinzer Kunstgraben und mehrere Röschen aus dem Zechenteich erhielt), betrieb Pumpensätze zur Hebung des Grubenwassers, die Wasserlösung geschah über eine Rösche zur Erzwäsche
    - Wäschenrösche: elliptisch ausgemauerte Abzugsrösche des Mittelschlächtigen Kunstschachts, oberhalb der nicht erhaltenen Erzwäsche der Grube endend (hier Aufschlagwasser zum Betrieb der Kehrherde bereitstellend), mit Mundloch

  - Wasserbauliche Anlagen: Bestandteile eines umfangreichen, hochkomplexen, aber im Vergleich etwa zur Revierwasserlaufanstalt Freiberg recht lokalen Systems der bergmännischen Wasserwirtschaft aus dem 18. und 19. Jahrhundert, das allein der Bereitstellung von Aufschlagwasser für die Grube Churprinz diente (zum Betrieb der Wassergöpel für die Erzförderung, der Kunsträder für die Wasserhaltung sowie der Wasserräder zum Antrieb der Aufbereitungsanlagen in den Pochwerken und Erzwäschen)
    - Obere Churprinzer Wasserversorgung:
      - Zechenteich 1749 im Waltersbachtal angelegt, staute das Wasser aus dem Waltersbach sowie aus einem Nebental an, 1801–1826 Erhöhung des Teichdammes zur Vergrößerung des Speichervolumens, Teichdamm mit Striegelhaus und Mundloch der Abzugsrösche, Schlussstein des Mundlochs bezeichnet mit „CPFA 1801/1826“, darunter Schlägel und Eisen
      - Oberer Churprinzer Kunstgraben: beginnend am Zechenteich, am westlichen Talhang nach Großschirma weitergeführt, dort den Dorfbach überquerend, endete einst am Schreiberschacht, dort den Wassergöpel beaufschlagend

    - Untere Churprinzer Wasserversorgung, Churprinzer Bergwerkskanal: Kanalrösche mit zwei Mundlöchern, davon ein Röschenmundloch sowie ein Mundloch als Zugang zur Erzkahn-Verladestation in der Rösche, breite, teils elliptisch ausgemauerte Aufschlagrösche zur Radstube im Mittelschlächtigen Kunstschacht, zum Bergwerkskanal siehe auch die zugehörige Sachgesamtheit (09305134 bzw. 09305137), dieser wurde 1788–1789 von Johann Friedrich Mende (sächsischer Kunstmeister und späterer Maschinendirektor) angelegt, oberhalb der Altväterbrücke von der Mulde abzweigend und rechts- bzw. linksseitig am Talhang verlaufend zur Grube Churprinz führend, Breite des Kanals nicht nur die Aufschlagwasserversorgung ermöglichend, sondern auch den Transport von Erzen mit Hilfe getreidelter Erzkähne entgegengesetzt der Fließrichtung zur Halsbrückner Hütte, 1790–1972 Verlängerung des Bergwerkskanals bis zur muldenabwärts gelegenen Grube Christbescherung (Christbescherunger Bergwerkskanal, vgl. 08991671), ebenfalls zum Zwecke des Erztransports zur Halsbrückner Hütte, der Churprinzer Bergwerkskanal wurde 1822–1823 von Christian Friedrich Brendel (sächsischer Maschinendirektor) auf höherem Niveau neu angelegt (damit Vergrößerung der bei Churprinz nutzbaren Fallhöhe zur Beaufschlagung von Wasserkraftmaschinen), der Kanal mündete nun in einer befahrbaren Rösche (Kanalrösche) zum Kunstrad im mittelschlächtigen Kunstschacht, dort konnten die Erzkähne an einer Verladestation über Erzrollen mit Erzen aus den grubeneigenen Aufbereitungsanlagen beladen und anschließend am linken Muldenufer kanalaufwärts getreidelt werden, am Annaer Wäschwehr (vgl. 08991638) Überquerung der Mulde, nachfolgendes Kanalstück rechtsseitig der Mulde, oberhalb der Altväterbrücke dann nochmals Überquerung der Mulde Hebung der Erzkähne aus der Mulde in das letzte Kanalteilstück zur Hütte mittels Kahnhebehaus – Objekt 08985801 – am linken Muldenhang, von dort aus Weiterfahrt bis zum Erzhaus des Hüttenwerks (zurückzulegende Strecke ca. 5,3 km, Fahrtzeit ca. drei Stunden, 1868 Einstellung des Erzkahnbetriebs), beide Bergwerkskanäle einschließlich ihrer Röschen, einer erhaltenen Schleusenanlage und den Resten zweier Kahnhebehäuser wichtige Zeugnisse der wasserbaulichen Innovations- und Leistungsfähigkeit des sächsischen Erzbergbaus, technische Denkmale von nationaler Bedeutung

  - Weitere Halden und Mundlöcher in der Umgebung:
    - Halde des Wittigschachts (Flurstücke 1021 und 1017)
    - Halde des Jehmlichschachts (Flurstück 898/2)
    - Mundloch des Vulkanus Stolln (Flurstücke 1296 und 1366)
    - Mundloch des Anna Stolln (Flurstück 90, Gemarkung Rothenfurth)
    - Mundloch des Schwarzer Mittag Stolln (Flurstücke 1159 und 1164)
3. 1 2 3  Transformatorenhäuschen:

Nachdem Freiberg bereits um 1905 über ein städtisches Stromversorgungsnetz verfügte, folgte zwischen 1910 und 1920 die Elektrifizierung der umliegenden Gemeinden. Um eine unrentable Zersplitterung der Versorgungsgebiete zu vermeiden, schlossen sich verschiedene Gemeinden zu Versorgungsverbänden mit jeweils eigenem Elektrizitätswerk zusammen, wobei Großvoigtsberg von dem 1911 gegründeten Überlandstromverband Freiberg durch ein Kraftwerk in Lichtenberg versorgt wurde. Im Zuge der fortschreitenden Vernetzung der regionalen Versorgungsnetze, so 1918 auch der Überlandstromverband Freiberg und die Elbtalzentrale Pirna, und schließlich der Verstaatlichung der sächsischen Stromversorgung verloren die einzelnen Versorgungsverbände ihre Unabhängigkeit. 1925 übernahm die 1923 gegründete Aktiengesellschaft Sächsische Werke auch das Elektrizitätswerk des Überlandstromverbands Freiberg, welches letztlich 1929 stillgelegt wurde. Wenige Großkraftwerke speisten nun in ein überregionales Stromnetz ein. So versorgte das Großkraftwerk Hirschfelde über die ab 1918 ausgebaute 100-kV-Fernleitung zwischen Dresden, Chemnitz, Silberstraße und Herlasgrün in zunehmendem Maße auch den Freiberger Raum. Die regional bestehenden Netzstrukturen aus 15-kV-Mittelspannungsleitungen und 220- bzw. 280-V-Ortsstromnetzen blieben erhalten, wurden aber mit der Zeit durch modernere Anlagen abgelöst.

Das vorliegende Trafohäuschen aus dem Jahr 1912 ist ein Zeugnis aus der Frühzeit der Elektrifizierung des Freiberger Raumes. Es beherbergte die technischen Anlagen zur Umwandlung von Mittelspannung in die für den Endverbraucher nutzbare Niederspannung und gehörte zu einer Vielzahl von in gleicher oder ähnlicher Bauweise in den Gemeinden errichteten Transformationenstationen. Es ist als Turmstation in Fachwerkbauweise ausgeführt und weist ein hohes, inzwischen kunstschiefergedecktes Zeltdach mit einem hölzernen, mit Satteldach versehenen Aufsatz für die Wanddurchführungen auf. Es steht am Anfang der Entwicklung einer neuen Bauaufgabe: der Umhüllung elektrotechnischer Anlagen in dörflicher und städtischer Umgebung. Gelöst wurde diese im Freiberger Raum zunächst mit einer den Zielen des Heimatschutzes verbundenen Gestaltung, bei der die technische Funktion weitgehend von einer gestalterisch in die Landschaft eingepassten baulichen Hülle verborgen wird. Je nach der Dimensionierung der zu behausenden Transformatoren wurde der Fachwerk-Typenbau unterschiedlich groß ausgeführt (hier Typ A). Die Anzahl der Stationen richtete sich nach Ausdehnung und Energiebedarf des jeweiligen Ortes. So waren die Ortschaften überwiegend mit einer einzelnen Station versorgt, lediglich in der langgestreckten Ortschaft Oberschöna (vgl. 09209084 sowie 09209108) sind bis heute zwei Trafohäuschen in Fachwerkbauweise überliefert. Insgesamt haben sich von dieser frühen Bauform folgende Transformatorenstationen im ehemaligen Versorgungsgebiet des Überlandstromverbandes erhalten:
  - Großvoigtsberg (vorliegendes Objekt)
  - Kleinwaltersdorf (09201352)
  - Niederbobritzsch (09208259)
  - Oberschöna (09209084 und 09209108)
  - Reichenbach (08991601)
  - Seifersdorf (08991754)
  - Seiffen (ursprünglich aus Deutscheinsiedel, 0923652)

Spätere bauliche Formen von Transformatorenstationen sind nicht nur massiver und größer dimensioniert, sondern weisen auch eine wesentlich funktionalere, sachlichere Baukörpergestaltung auf. Neben den Turmstationen, die noch bis Ende der 1970er Jahre die vorherrschende Bauform für eine Transformatorenstation blieben, bestimmen heute vor allem schlichte Kompaktstationen aus standardisierten Bauteilen das Ortsbild.

Denkmalwert: Das vorliegende Trafohäuschen ist eines der wenigen erhaltenen Zeugnisse der frühen Elektrifizierung des Freiberger Raumes durch den Überlandstromverband Freiberg. Zusammen mit Transformatorenstationen gleicher Bauweise belegt es die zugrunde liegende Konzeption als Typenbau. Im Vergleich mit jüngeren Anlagen wird zudem auch die gestalterische Fortentwicklung dieser Bauaufgabe ersichtlich. Vor allem als Bestandteil eines Elektrizitätsversorgungssystems ist das Trafohäuschen als wichtiges regional- und versorgungsgeschichtliches Sachzeugnis mit hoher wissenschaftlich-dokumentarischer Bedeutung und großem Erlebniswert anzusehen. Die erhaltenen regionalen Kraftwerke sowie später die Kraftzentralen, Umspannwerke und Transformatorenstationen, aber auch die Leitungsnetze in den verschiedenen Spannungsbereichen machen die Stromversorgungsgeschichte Sachsen auch heute noch erfahrbar und belegen den Übergang von lokalen Versorgungsinseln zu einem staatlich gelenkten, überregionalen Versorgungsnetz für die Elektrizität. Darüber hinaus besitzt das vorliegende Trafohäuschen auch ortsbildprägenden Charakter. Dass sich die technische Aufgabe des Trafohäuschens hinter der sich in die Landschaft einpassenden Gestaltung der baulichen Hülle verbirgt, zeigt auch heute noch den Stellenwert des Heimatschutzes zur Zeit seiner Erbauung. Zusammen mit weiteren dieser älteren, inzwischen teils funktionslos gewordenen Transformatorenstationen – seien sie ebenfalls Typenbauten oder aber architektonisch individuell ausgestaltet – belegt das Trafohäuschen eine rücksichtsvolle Baukultur für technische Funktionsbauten im Ortsbild, die heute im Zuge rein wirtschaftlicher Überlegungen keine Rolle mehr spielt.
4. ↑  Einigkeiter Kunst- und Treibeschacht in Kleinvoigtsberg:

Das Treibehaus besteht aus zwei massiven, verputzten Geschossen mit markantem Fachwerkgiebel, Krüppelwalmdach und später aufgesetztem eisernen Seilscheibenstuhl. Nördlich schließen sich das Maschinenhaus, ein eingeschossiges Gebäude mit Satteldach, sowie der aus Backstein gemauerte, polygonale Schornstein mit quadratischem Sockel an. Am Sockel befindet sich eine Tafel mit Schlägel und Eisen, der Jahreszahl 1879 sowie den Buchstaben „AHG“ für „Alte Hoffnung Gottes“. Weitere zweigeschossige und mit Satteldach versehene Gebäude bilden zusammen mit dem Treibehaus einen U-förmigen Grundriss. Die Tagesgebäude befinden sich auf einer typischen, großen und von Haldenstützmauern eingefassten Halde des 19. Jahrhunderts, welche durch die Straße An der Hohle zweigeteilt wird. Die Untertageanlagen umfassen die Schachtaufmauerung im Haldenkörper sowie zwei Radstuben mit einem erhaltenen Kunstrad (Durchmesser ca. 10 Meter). Putzbauten, 1½-geschossig oder zweigeschossig in U-förmiger Anordnung, unterschiedlich geneigte Satteldächer, Schornstein: Backstein, quadratischer Sockel, polygonaler Aufbau, Unterlageanlagen: Schachtmauerung, zwei Radstuben, ein erhaltenes Kunstrad zur Wasserförderung. Das Treibehaus wurde 1789/1790 als Wassergöpel für den Hauptschacht der Grube Alte Hoffnung Gottes, dem Einigkeiter Kunst- und Treibeschacht, gebaut. Die Grube gehörte zu den bedeutendsten und ertragreichsten Grubenanlagen des Freiberger Reviers. 1741 wurde sie verliehen und stand auch nach der Stilllegung des staatlichen Freiberger Bergbaus im Jahre 1913 als privat geführte Grube bis 1929 ununterbrochen, bis etwa 1937 mit kleinen Unterbrechungen im Abbau. Zwischen 1955 und 1959 erfolgten hier zudem noch Sümpfungs- und Erkundungsarbeiten auf Blei und Zinnerze.

Die Erzförderung im Einigkeiter Kunst- und Treibeschacht wurde ursprünglich über ein obertägiges Kunstrad nahe der Erzwäsche (vgl. 08991698) und ein etwa 400 Meter langes Kunstgestänge bewerkstelligt. Das Aufschlagwasser führte ein bei Großvoigtsberg von der Freiberger Mulde abzweigender Kunstgraben heran  (vgl. Bergwerkskanal, Teilstrecken 08991697, 08992220 und 08992221). Um 1785 erhielt der Schacht dann einen Pferdegöpel. 1791, nach Fertigstellung der Aufschlagrösche (vgl. 08991698) zwischen Kunstgraben und Einigkeiter Kunst- und Treibeschacht, wurde ein durch die Rösche beaufschlagter Wassergöpel in den Schacht eingebaut und das Wassergöpeltreibehaus errichtet. 1879 ersetzte schließlich eine Dampffördermaschine das alte Kehrrad, das Treibehaus wurde daher um ein Kessel- und Maschinenhaus erweitert. Die beiden Wasserräder blieben noch bis ins 20. Jahrhundert hinein zur Hebung von Grubenwasser in Gebrauch. In den 1930er Jahren wurden moderne Aufbereitungsanlagen in die Gebäude nahe dem Hauptschacht integriert, darunter ein Steinbrecher sowie eine Kugelmühle zum Zerkleinern der Erze und Flotationszellen zum Abscheiden von Erz und taubem Gestein. 1955 erhielt der Schacht eine neue Fördermaschine. Das alte Kessel- und Maschinenhaus wich einem Neubau, lediglich der Schornstein blieb erhalten. Zugleich wurde ein modernes Fördergerüst mit Seilscheibenstuhl in das Treibehaus eingebaut.

Denkmalwert: Das Treibehaus und die große Halde des Einigkeiter Kunst- und Treibeschachts lässt die frühere Bedeutung der Grube Alte Hoffnung Gottes noch heute erkennen. Auch eine große Anzahl weiterer bergbaulicher Anlagen hat sich bis heute erhalten, darunter Huthaus (08991691), Bergschmiede, Pulverturm (08991692) und Erzwäsche (08991698), die allesamt notwendige funktionelle Einheiten einer solchen Grube repräsentieren. Dem erhaltenen Gebäudebestand, aber besonders auch dem Treibehaus, kommt daher ein hoher bergbaugeschichtlicher Zeugniswert zu. Das Treibehaus ist zudem trotz seiner baulichen Veränderungen der wohl älteste erhaltene Wassergöpel im Freiberger Revier und damit singulär für diese Region. Im Kontext mit den untertägig erhaltenen Grubenbauen mit Wasserrad und der Aufschlagrösche (08991698) sowie dem Fördergerüst und dem Maschinenhaus aus den 1950er Jahren wird die technologische Entwicklung der hier eingesetzten, maschinell unterstützten Förderung anschaulich. Neben den weiteren, im Ort verstreut liegenden Tagesgebäuden der Grube Alte Hoffnung Gottes prägt vor allem das Treibehaus mit seinem Fachwerkgiebel und dem das Dach überragenden Seilscheibenstuhl sowie seiner herausgehobenen Lage auf der zugehörigen Halde das Ortsbild von Kleinvoigtsberg. Es besitzt damit auch einen hohen Erlebnis- und Erinnerungswert für die vom Bergbau geformte Region.
5. ↑  Grube Alte Hoffnung Gottes in Kleinvoigtsdorf:

Die Grube Alte Hoffnung Gottes gehörte zu den bedeutendsten und ertragreichsten Grubenanlagen des Freiberger Reviers. 1741 wurde sie verliehen und stand auch nach der Stilllegung des staatlichen Freiberger Bergbaus im Jahre 1913 als privat geführte Grube bis 1929 ununterbrochen, bis etwa 1937 mit kleinen Unterbrechungen im Abbau. Zwischen 1955 und 1959 erfolgten hier zudem noch Sümpfungs- und Erkundungsarbeiten auf Blei und Zinnerze. Eine große Anzahl der Tagesgebäude der Grube hat sich bis heute erhalten, darunter Treibehaus (08991693), Huthaus (08991691), Bergschmiede und Pulverturm (08991692). Weiterhin haben sich die im Folgenden beschriebenen Anlagen der Alten Wäsche – einem der ursprünglich zwei Aufbereitungsstandorte der Grube Alte Hoffnung Gottes im Tal der Freiberger Mulde – erhalten, wenn auch teils nur in Resten.
  - Erzwäsche: Die Erzwäsche der Grube Alte Hoffnung Gottes wurde 1855 errichtet und diente bis Mitte der 1920er Jahre hinein der Aufbereitung der vor Ort geförderten Silbererze. Nach der Stilllegung war das Obergeschoss noch bis in die 1990er Jahre bewohnt. Das zweigeschossige, langgestreckte Gebäude aus Bruchsteinmauerwerk sowie giebelseitig aus Ziegelmauerwerk weist ein für die Bauzeit und im Vergleich mit anderen Erzwäschen verhältnismäßig flaches, schiefergedecktes Satteldach auf. Die Fenster sind mit gemauerten Stürzen und den für Bergwerksgebäude des 19. Jahrhunderts typischen Holzgewänden versehen. Das etwa vier Meter hohe durchgängige Erdgeschoss der sogenannten Stoßherdwäsche beherbergte ursprünglich die Stoßherde zum Waschen der Erzschlämme, es wird überspannt von einer auf Gusseisensäulen gelagerten Holzbalkendecke. In der muldenseitigen Gebäudewand ist neben den Fenster- und Toröffnungen auch eine Öffnung für die ehemals vorhandene Wasserradwelle zu erkennen. Im niedrigeren Obergeschoss der Erzwäsche befand sich der Erzboden, das Grubeninventar sowie im nördlichen Teil die Wohnung des Wäschsteigers. An der Muldenseite des Gebäudes ist zudem noch ein Teilstück des ursprünglich flussaufwärts von der Mulde abzweigenden Aufschlaggrabens sichtbar. Dieser führte nicht nur Aufschlagwasser für das Wasserrad der oberhalb gelegenen Mühle, sondern auch für das Wasserrad der Wäsche heran.
  - Mundlöcher der Aufschlagrösche: Ein weiterer, von Großvoigtsberg herangeführter Kunstgraben endete oberhalb der Alten Wäsche am Mundloch einer 1789 fertiggestellten Aufschlagrösche, die zum Einigkeiter Kunst- und Treibeschacht führte und die dortigen Kunst- und Kehrräder 46 Meter unter Tage beaufschlagte. 1847/48 wurde die Rösche neu hergerichtet und mit einem weiteren, gewölbt gemauerten Mundloch versehen. Der Schlussstein trägt die Inschrift „Alt Hoffnung Gotteser Aufschlag-Rösche 1848“. Zugleich erhielt die Rösche eine Eisenschienenbahn, die den Erztransport vom Schacht zur Alten Wäsche erleichterte. Ab 1849 konnten die Aufbereitungsanlagen zudem mit warmem Schachtwasser versorgt und derart auch im Winter ohne Beeinträchtigung betrieben werden.
  - Scheidebank, Trockenmauern mit Erzrolle: Die Scheidebank hat sich bis heute zumindest in ihren Grundmauern erhalten und begrenzt zusammen mit anschließenden Trockenmauern den zwischen Scheidebank, Rösche und dem neueren Mundloch der Aufschlagrösche gelegenen Ausschlageplatz. Hier wurde das über die Aufschlagrösche transportierte Erz aufgeschüttet und anschließend über die Erzrolle den Aufbereitungsanlagen zugeführt. In der Scheidebank trennte man das grob verwachsene Erz manuell vom tauben Gestein, während das feiner verwachsene Erz mit Pochwerken und Stoßherden mechanisch aufbereitet wurde.

Denkmalwert: Von den genannten Anlagen der Alten Wäsche sind heute lediglich Teile erhalten, so die inzwischen zum Teil verfallene Stoßherdwäsche mit einem Teilstück des Mühl- und Wäschgrabens, die Grundmauern der ehemaligen Scheidebank, die Trockenmauern mit Erzrolle des Ausschlageplatzes dahinter sowie die Mundlöcher der Aufschlagrösche. Auch wenn die zwei ehemals vorhandenen Pochwerke des Komplexes nicht mehr erhalten sind, bleibt der große Zeugniswert dieser Anlagen für den ehemaligen Bergbaubetrieb der Grube Alte Hoffnung Gottes bestehen. Da von der Langen Wäsche, dem zweiten Aufbereitungsstandort der Grube etwas weiter flussabwärts, nur noch Reste der einstigen Wehranlage vorhanden sind, kommt den Anlagen der Alten Wäsche als einzigen Sachzeugnissen der Erzaufbereitung dieser Grube zudem ein besonderer Dokumentwert zu. Ebenso lassen die Dimensionen der ehemaligen Stoßherdwäsche Rückschlüsse auf die geförderten und aufbereiteten Erzmengen und damit auf die Größe und Bedeutung der Grube Alte Hoffnung Gottes zu. Die funktionalen Beziehungen zwischen den einzelnen Bergbau- und Aufbereitungsanlagen können anhand der erhaltenen Sachzeugnisse nachvollzogen werden. Dabei sind die Mundlöcher der Aufschlagrösche zusammen mit dem zugehörigen Bergwerkskanal (Teilstrecken vgl. 08991697, 08992220 und 08992221) nicht nur wesentlich für das Verständnis der Aufschlagwasserversorgung der Grube oder des Erztransportes von der Grube zur Hütte in Halsbrücke. Vor allem verdeutlicht die zusätzliche Nutzung der Rösche ab der Mitte des 19. Jahrhunderts für den Erztransport sowie die winterliche Rückleitung von warmem Grubenwasser hin zu den Stoßherden der Erzwäsche die Vernetzung zwischen den einzelnen, in Kleinvoigtsberg verstreut liegenden Bergbauanlagen. Vom Ausschlageplatz vor dem Mundloch über die Erzrolle zu Scheidebank und Stoßherdwäsche ist auch der weitere Weg des Erzes innerhalb des ehemaligen Aufbereitungskomplexes nachvollziehbar, so dass die erhaltenen Anlagen insgesamt einen hohen wissenschaftlich-dokumentarischen Wert besitzen. Ihr problematischer Allgemeinzustand beeinträchtigt ihre bergbaugeschichtliche Bedeutung aufgrund der weiterhin ablesbaren Zusammenhänge nur wenig. In Verbindung mit den anderen im Ort verstreut liegenden bergbaulichen Sachzeugnissen der Grube Alte Hoffnung Gottes, so z. B. dem von der Alten Wäsche aus zu sehenden Treibehaus, kommt ihnen zudem ein hoher Erlebnis- und Erinnerungswert zu, sie sind als prägend für das Ortsbild und die umgebende Landschaft von Kleinvoigtsberg anzusehen.
6. ↑  Caspar Treibeschacht in Kleinvoigtsberg:

Nach der Aufnahme der Grube Alte Hoffnung Gottes im Jahre 1741 erweiterte sich der Grubenbetrieb stetig. Neben einem Hauptschacht, dem Einigkeiter Kunst- und Treibeschacht (vgl. 08991693), wurden weitere Tagesschächte zur Erschließung der untertägigen Erzvorkommen angelegt, so auch der nach dem Obersteiger Caspar Beckert benannte Caspar Treibeschacht. 1785 kam hier der erste Pferdegöpel der Grube zum Einsatz, allerdings verlor der Treibeschacht nach der 1791 erfolgten Umrüstung des Hauptschachtes zum Wassergöpel an Bedeutung. Südlich der Halde bzw. direkt auf ihr befinden sich heute noch die ehemalige Bergschmiede sowie das Pulverhaus der Grube.
  - Bergschmiede: Die ehemalige Bergschmiede ist ein zurzeit stark verändertes eingeschossiges massives Gebäude mit verschiefertem Giebel sowie einem alten Satteldach mit Schieferdeckung, zwei Giebelgauben und einer Fledermausgaube. Sie wurde 1773 als Ersatz für eine im Huthaus (vgl. 08991691) vorhandene Schmiedewerkstatt errichtet. Diese war den Anforderungen des sich stetig ausweitenden Bergbaubetriebs der Grube Alte Hoffnung Gottes nicht mehr gewachsen. In der neuen, mit zwei Schmiedefeuern ausgestatteten Bergschmiede fertigten oder schärften die Schmiede die Gezähe der Bergleute, stellten aber auch größere Maschinen für den Grubenbetrieb oder die Aufbereitungsanlagen her. Im Obergeschoss befand sich bereits eine Wohnung, aber erst in der 2. Hälfte des 20. Jahrhunderts wurde das Gebäude zu einem reinen Wohngebäude umgestaltet.
  - Pulverhaus: Der achteckige Putzbau mit einem Zeltdach mit hölzerner Traufe und originaler Biberschwanzdeckung aus handgestrichenen Ziegeln diente als Lagerhaus für Sprengmittel, die für die seit der 2. Hälfte des 18. Jahrhunderts einsetzende Schießarbeit im Grubenbetrieb notwendig waren. Es wurde 1795 aus Sicherheitsgründen abseits anderer Tagesgebäude erbaut. Massive Mauern und ein leichtes Dach, aber auch der alte Blitzableiter lassen noch heute die Explosionsgefahr des Gelagerten erkennen. Im 20. Jahrhundert beherbergte das Pulverhaus eine Andachtsstätte für Gefallene des Ersten Weltkriegs. Ein originales Schild mit der Aufschrift „Pulver-Thurm“ weist allerdings noch auf die ursprüngliche Nutzung hin.

Denkmalwert: Zusammen mit dem vorgelagerten Huthaus (vgl. 08991691) bilden Bergschmiede, Pulverhaus und Halde ein Ensemble, welches sich in den Bestand erhaltener Tagesgebäude der Grube Alte Hoffnung Gottes einreiht und von orts- und bergbaugeschichtlicher Bedeutung ist. Obwohl die Bergschmiede einem stark in das ursprüngliche Erscheinungsbild eingreifenden Umbau unterzogen wurde, bleibt dennoch die für diesen Funktionsbau typische Grundform mit niedrigem Erdgeschoss und steilem Satteldach ablesbar, auch eine von zwei Essen der zentral angelegten Schmiedefeuer hat sich noch erhalten. Zudem ist die Bergschmiede ein Zeugnis für die rasche Erweiterung der Grube, die nach bereits 32 Betriebsjahren eine leistungsfähigere Einrichtung für die Versorgung der größer werdenden, noch 1890 über 300 Mann starken Belegschaft benötigte. Das Pulverhaus ist aufgrund seiner achteckigen Form – üblich waren runde, teils auch quadratische Grundrisse – singulär und hat zudem als ältestes erhaltenes derartiges Tagesgebäude des Freiberger Reviers einen besonderen Dokumentwert. Seine Lage abseits anderer Gebäude sowie die gedrungene, solide Formgebung veranschaulicht das Gefährdungspotential der gelagerten Sprengmittel und trägt zum Erlebniswert des Sachzeugnisses bei. Zusammen mit dem recht flachen, aber durch Bewuchs deutlich abgegrenzten Haldenkörper prägen beide Gebäude als Teil der verstreuten Tagesgebäude der Grube Alte Hoffnung Gottes das Ortsbild und sind von hohem Erlebnis- und Erinnerungswert.
7. ↑  Huthaus und Scheune der Grube Alte Hoffnung Gottes in Kleinvoigtsberg:

  - Huthaus: Das 1769 errichtete Huthaus war das zentrale Verwaltungsgebäude der 1741 aufgenommenen Grube Alte Hoffnung Gottes. Neben der Meldestube des Obersteigers, einer Gezähekammer und eines Materiallagers beherbergte es im Erdgeschoss eine Schmiedewerkstatt, bis diese 1773 in einen benachbarten Neubau (vgl. 08991692) verlegt wurde. Stattdessen wurde hier nun eine Betstube mit Orgel eingerichtet. Im Obergeschoss befanden sich die Wohnung des Hutmannes, des Grubenaufsehers, sowie eine Gaststube und ein Ausschank. Heute wird das Huthaus als Wohngebäude genutzt. Das zweigeschossige Gebäude besteht aus zwei Gebäudeteilen, der rechte ist gänzlich massiv ausgeführt, während der linke im Erdgeschoss verputztes Bruchsteinmauerwerk und im Obergeschoss Fachwerk aufweist. Die Giebelseite, noch um 1920 verbrettert (vgl. Bleyl 1917), ist heute verschiefert. Die mehrsprossigen und zum Teil erneuerten Holzfenster können im Erdgeschoss durch Brettfensterläden verschlossen werden. Das steile, schiefergedeckte Satteldach weist ein nicht ganz mittig aufgesetztes Glockentürmchen mit Helmdach und Wetterfahne auf. Sie trägt den Schriftzug „AHG 1834“. Die Bergglocke von 1818 kündigte ursprünglich den Bergleuten im Dorf den Schichtbeginn an und ist noch funktionstüchtig.
  - Scheune: Die zugleich mit dem Huthaus errichtete nebenstehende Scheune aus Bruchsteinmauerwerk weist derzeit ein Satteldach mit Wellplatten-Deckung – ursprünglich Biberschwanzdeckung – auf. Als Besonderheiten sind das hölzerne Türgewände sowie das Tonnengewölbe im Keller zu nennen.

Denkmalwert: Das Huthaus bildet mit der Scheune sowie der nördlich anschließenden ehemaligen Bergschmiede und dem Pulverhaus (vgl. 08991692) ein Ensemble, welches sich in den Bestand der erhaltenen Tagesgebäude der Grube Alte Hoffnung Gottes einreiht und zusammen von orts- und bergbaugeschichtlicher Bedeutung ist. Nur wenigen baulichen Veränderungen unterworfen zeigt sich das zentrale Verwaltungsgebäude der Grube in seiner für diese Region und die Errichtungszeit typischen Form mit steilem Dach und Dachreiter mit Glocke und Wetterfahne. Dass die Bergglocke auch heute noch läutet, gibt der authentischen Anmutung des Gebäudes zudem einen hohen Erlebniswert bei. Neben den weiteren, im Ort verstreut liegenden Tagesgebäuden der Grube Alte Hoffnung Gottes prägt daher vor allem das zentral gelegene Huthaus das Ortsbild von Kleinvoigtsberg. Ihm kommt auch ein hoher Erinnerungswert für die vom Bergbau geformte Region zu.
8. ↑  Stahlfachwerkbrücke in Obergruna:

Obwohl sich die Stadt Wilsdruff bereits ab der Mitte des 19. Jahrhunderts um einen eigenen Eisenbahnanschluss bemühte, konnte die gewünschte Anbindung an Dresden über Freital-Potschappel erst zwischen 1885 und 1886 realisiert werden. Eine Verlängerung der Strecke von Wilsdruff über mehrere ländliche Gemeinden und die Stadt Siebenlehn nach Nossen erfolgte zwischen 1898 und 1899. Ausgeführt wurde die einspurige Strecke als schmalspurige Sekundärbahn mit einer Spurweite von 750 Millimetern, wobei auf den ersten 2,3 Streckenkilometern ab Potschappel lediglich das seit 1856 bestehende Regelspurgleis einer Kohlenbahn zum Niederhermsdorfer Albertschacht um eine dritte Schiene ergänzt werden musste. Neben dem Personenverkehr wurde auf der Strecke der Gütertransport der anliegenden Industriebetriebe, vor allem aber der Transport landwirtschaftlicher Produkte abgewickelt. Mit Hilfe von Rollböcken ab 1896 bzw. den moderneren Rollwagen ab 1910 konnten schließlich auch normalspurige Güterwagen auf der Schmalspurstrecke eingesetzt werden, so dass das zeitaufwendige Umladen der Fracht entfiel. Bis zuletzt noch für den Berufsverkehr stark genutzt, wurde der Personenverkehr auf der Schmalspurbahn Freital-Potschappel–Wilsdruff–Nossen im Jahr 1972, der Güterverkehr Ende des Jahres 1973 eingestellt. Ab 1974 erfolgte ein schrittweiser Rückbau der Schmalspurstrecke, so dass heute neben einigen im Gelände weiterhin erkennbaren Trassenabschnitten vor allem die erhaltenen Kunst- und Hochbauten von der durch die anliegenden Gemeinden hart erkämpften Anbindung an das sächsische bzw. deutsche Eisenbahnnetz zeugen.

So gehört auch die vorliegende Stahlfachwerkbrücke über die Freiberger Mulde zu den erhaltenen Kunstbauten der Schmalspurbahn Freital-Potschappel–Wilsdruff–Nossen. Dieser 1937 ausgeführte Ersatzneubau ersetzte eine im Zuge der ursprünglichen Streckenverlängerung nach Nossen im Jahr 1898 errichtete ältere Brückenkonstruktion des Dortmunder Unternehmens August Klönne (vgl. die erhaltenen Typenbauten der Fa. Klönne – 09201308, 09201479, 09201480, 09201481, 09201482). Der genietete Stahlfachwerkträger ist auf der westlichen Brückenseite auf einem unbeweglichen Brückenauflager aus Stahlguss gelagert, während östliche Brückenseite als bewegliches Stahlrollenlager ausgeführt wurde. An die Flügelmauern der Brücke schließt sich auf beiden Seiten der Freiberger Mulde der aufgeschüttete Bahndamm an.

Die Eisenbahnbrücke, obwohl funktionslos, markiert auch heute noch den einstigen Verlauf der Strecke im Gelände. Zudem dokumentiert sie eine ingenieurtechnische Lösung zur Überwindung von größeren natürlichen Hindernissen wie etwa der Freiberger Mulde. Es ist damit von verkehrs- und ortsgeschichtlicher Bedeutung und darüber hinaus auch prägend für das Ortsbild.
9. ↑  Gesegnete Bergmanns Hoffnung Fundgrube (Sachgesamtheit) in Obergruna:

Im Tal des Emrichsbaches befindet sich die Gesegnete Bergmanns Hoffnung Fundgrube, welche im 19. Jahrhundert Bedeutung erlangte. Sie war eine der am nördlichsten gelegenen Gruben des Freiberger Reviers. Gerade im Zeitraum von 1867 bis 1893 erwirtschaftete die Grube besonders großen Gewinn. Im 19. Jahrhundert erreichte der Hauptschacht der Grube, der Steyer Schacht, eine Teufe von 572 m. Ermöglicht wurde der wirtschaftliche Aufschwung durch eine seinerzeit moderne Maschinenausstattung, die in Resten unter Tage erfahrbar ist. Heute erinnern noch die große Halde des Steyer Schachts und darauf das Treibehaus mit angebauter Scheidebank, Kessel- und Dampffördermaschinenhaus, Bethaus und Erzbrecherhaus an den genannten Bergbaubetrieb. In unmittelbarer Umgebung finden sich mit der ehemaligen Erzwäsche, dem Aufschlagwasser herbeiführenden Kunstgraben mit Rösche sowie dem zwecks Wasserhaltung der Gesegneten Bergmanns Hoffnunger Grubengebäude angelegten Tiefe Hilfe Gottes Stolln weitere authentische Zeugnisse dieser komplexen Bergbauanlage. Abgesehen von dem vorgenannten Erzbrecherhaus, bei dem trotz seiner Überformung aufgehendes Mauerwerk sowie Dachstuhl erhalten blieben, sind diese Bergbauzeugnisse weitgehend original überkommen. Aufgrund seiner Authentizität und seines komplexen Baubestandes aus dem 19. Jahrhundert erlangt dieses Bergbauensemble bergbauhistorische Bedeutung und ist von landschaftsbildprägendem Wert.

Nördlichste große Grube des Freiberger Reviers, 1752 Wiederaufnahme des Grubenbetriebs als Eigenlöhnergrube, ab 1768 gewerkschaftlicher Betrieb, im Zeitraum von 1867 bis 1893 mit beachtlichem Gewinn arbeitend, 1898 stillgelegt, Ende des 18. Jahrhunderts Schachtförderung mittels Pferdegöpel und die Wasserhaltung mittels Kunstrad an der Freiberger Mulde sowie ein ca. 600 m langes Feldgestänge zum Kunstgezeug im Schacht, als Abzugsrösche diente zunächst der David Stolln, ab 1812 der Tiefe Hilfe Gottes Stolln, 1843/1844 Einbau eines Turbinengöpels als Fördermaschine im Hauptschacht der Grube – dem Steyer Schacht – durch Kunstmeister Braunsdorf, Fourneyron-Turbine mit senkrechter Welle und horizontalem Laufrad (zweite überhaupt im Freiberger Revier eingesetzte Turbine), 1879 Ersatz des Turbinengöpels durch eine 40-PS-Dampffördermaschine.
  - Einzeldenkmale:
    - Bergmannweg 5, 8 (09304228): Treibehaus, Scheidebank mit Steigerwohnungen, Kessel- und Dampffördermaschinenhaus sowie Bethaus mit Verwalterwohnung
    - Bergmannweg 10 (09201142): ehemalige Erzwäsche und spätere Pappenfabrik
    - Bergmannweg (09201256): Kunstgraben und Rösche sowie zugehörige Mundlöcher
    - An der Mühle (09300779): Tiefe Hilfe Gottes Stolln mit Mundloch

  - Sachgesamtheitsteile:
    - Die Tagegebäude der Gesegnete Bergmanns Hoffnung Fundgrube befinden sich auf der großen Halde des Styer Schachts (dem Hauptschacht der Fundgrube) mit einer teils mehrere Meter hohen Haldenmauerung aus Trockenmauerwerk (Gneis) und einer Erzrolle (Lage ca. 51° 0' 21.64" N/13° 18' 20.42" E). Das auf Niveau des Haldenplateaus geförderte Erz wurde manuell geschieden, das taube Gestein an der Haldenkante verstürzt, das Erz hingegen durch die Erzrolle, eine aus gemauerten Kanälen bestehende Vorrichtung an der Haldenkante, abwärts in Fuhrwerke „gerollt“ und zur Erzwäsche an der Freiberger Mulde transportiert. Ab 1886 wurde der Erztransport mit Hilfe einer ca. 600 m langen Seilbahn versehen.
    - Weiterhin hat sich das Erzbrecherhaus, zum Teil auch als Zimmerhaus bezeichnet, auf der Halde des Steyer Schachts erhalten, ein eingeschossiger, inzwischen zum Wohnhaus umgebauter und überformter Massivbau, aufgehendes Mauerwerk und Dachstuhl original erhalten.
    - Der Bergbaukomplex umfasste ursprünglich noch eine Bergschmiede sowie einen südlich vor der Halde gelegenen Pulverturm, beide sind nicht mehr erhalten.
    - Untertägige Maschinenräume mit technischer Ausstattung: Schacht mit teils erhaltener technischer Ausstattung, z. B. die eisernen Seilkörbe der Fördermaschine

  - Nicht Bestandteil der Sachgesamtheit: Westlich der Halde des Steyer Schachts befinden sich verschiedene Halden- und Pingenzüge, die die Lage verschiedener oberflächennah abgebauter Erzgänge (Gesegnete Bergmannshoffnung Morgengang, Helmrich Spat, Traugott Spat) sowie des Johannes Stolln markieren. Östlich schließen sich Halden älterer, unbekannter Bergbautätigkeiten an.
10. ↑  Einzeldenkmale der Sachgesamtheit Dorfkirche und Kirchhof Obergruna:

  - Dorfkirche: Die schlichte Saalkirche mit verschiefertem Dachreiter und glockenförmiger Haube besteht in ihrem westlichen Teil aus dem Jahr 1687, der östliche Teil wurde 1834 angefügt. Der verputzte Bruchsteinbau besitzt einen geraden Schluss und Stichbogenfenster. Von 1987–1997 haben umfangreiche Restaurierungen stattgefunden (dabei im Ostteil Einbau eines Gemeindezentrums und Neubau der Sakristei). Der Kirchenraum ist im Inneren flachgedeckt. Die umlaufenden Emporen sind mit einer Schablonenmalerei aus dem Jahr 1834 versehen. Weiterhin ist die Kirche mit einem eingezogenen Kanzelaltar (wohl Ende 18. Jahrhundert) und einem reich verziertem neugotischen Taufstein ausgestattet. Die Orgel wurde von den Gebr. Nagel aus Riesa-Weida im Jahre 1877 errichtet. Als für das Gemeindeleben maßgeblicher Bau kommt der Dorfkirche eine ortsgeschichtliche Bedeutung zu. Zugleich gehört die Kirche zu den ältesten Bauten im Dorf mit einer vielfältigen Baugeschichte. Als typische sächsische Dorfkirche erlangt sie auch baugeschichtliche Bedeutung. Der Denkmalwert der Kirche ergibt sich somit aus ihrer bau- und ortsgeschichtlichen Bedeutung.
  - Gedenktafel für Gefallene des Deutsch-Französischen Krieges: In die Friedhofsmauer eingelassene Eigengusstafel, bezeichnet mit „Zur Erinnerung an den Frieden mit Frankreich, geschlossen am 7. März 1870 (?), Strassburg... 1870.“ Als Gedenkstein für Bewohner des Ortes, die ihr Leben im Deutsch-Französischen Krieg ließen, kommt dem Gedenkstein ortsgeschichtliche Bedeutung zu.
  - Grabmal für Ing. Otto Münzner (1875–1957) und dessen Ehefrau Margarethe: Der Denkmalwert des Grabmals für Ing. Otto Münzner und dessen Ehefrau Margarethe ergibt sich aus der bergbaugeschichtlichen Bedeutung der Firma Münzner aus Obergruna und damit auch deren Betriebsleiter Otto Münzner. Otto Münzners Großvater Friedrich August Münzner erhielt durch das Haus Bieberstein am 31. August 1853 die Erlaubnis, das Eisenhammerwerk und die Maschinenbauwerkstatt Obergruna bei Siebenlehn anzunehmen und zu führen. "Die Schmiede wurde zur Keimzelle für ein sich rasch entwickelndes Unternehmen für Bergbaumaschinen und später auch für den Papiermaschinenbau." (Dr. Peter Czolbe, Brief an LFD 1.12.2010). Durch den Betrieb entstand ein Ortsteil von Obergruna u. a. mit Werkswohnungen und der Hammerschänke. Otto Münzner trat 1918 in das Unternehmen ein und war von 1925 bis zu seinem Tod Betriebsleiter (gemeinsam mit Moritz Abt). Der Betrieb war ein bedeutendes Unternehmen des Bergbaumaschinenbaus. Nach Konkurs nahm 1936 die Firma Münzner Maschinenbau Obergruna Erich und Otto Münzner wieder die Produktion auf. Nach 1945 führte Otto Münzner gemeinsam mit Moritz Abt die Produktion weiter. "Der Betrieb war maßgeblich am Aufblühen des Bergbaus im Osten Deutschlands beteiligt." (Mitteilungen des Freiberger Altertumsvereins, 74. Heft 1994). "Die Produkte aus Obergruna bestimmten anderthalb Jahrhunderte den Standard in der Entwicklung deutscher Bergbaumaschinen mit" (Dr. Peter Czolbe s.o.).
  - Zwei biedermeierliche Grabsteine auf dem Kirchhof